# 17. Januar
Der 17. Januar (auch 17. Jänner) ist der 17. Tag des gregorianischen Kalenders, somit bleiben 348 Tage (in Schaltjahren 349 Tage) bis zum Jahresende.

## Ereignisse

### Politik und Weltgeschehen

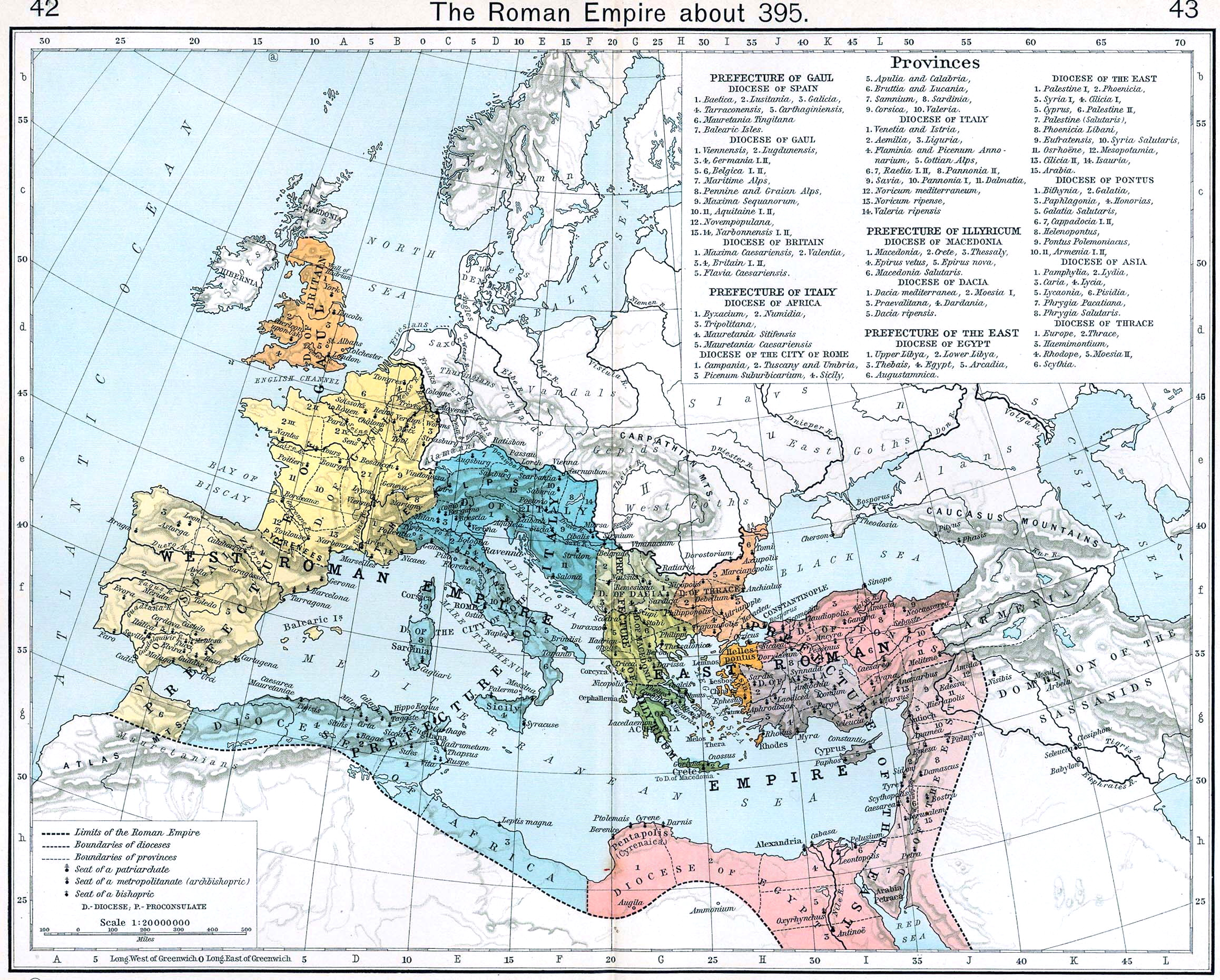
395: Das römische Reich beim Tod Theodosius’ I.

- 0395: Nach dem Tod des Kaisers Theodosius I. teilen seine Söhne Honorius und Arcadius die Herrschaft im Römischen Reich unter sich in Westen und Osten auf. Obwohl das Imperium danach formal weiterhin ein unteilbares Ganzes bildet, kommt es in der Folgezeit zu einer Auseinanderentwicklung der beiden Reichshälften.

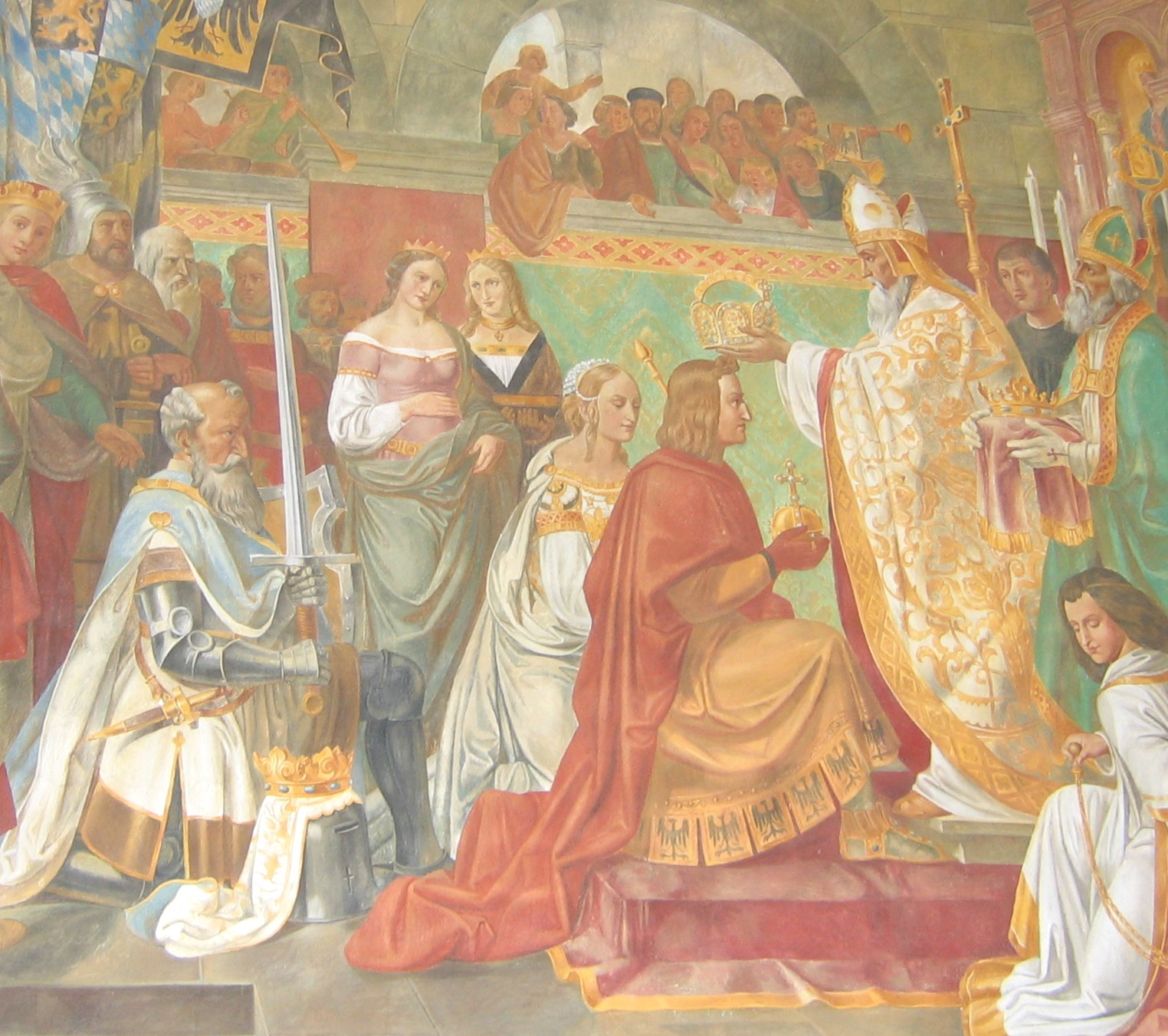
1328: Krönung Ludwigs des Bayern

- 1328: Ludwig IV. der Bayer lässt sich, beraten von Marsilius von Padua, wegen seines Streits mit Johannes XXII. zum ersten Mal in der römisch-deutschen Kaisergeschichte nicht vom Papst, sondern von Vertretern des römischen Volkes zum Kaiser krönen.
- 1424: Die sechs Kurfürsten des Heiligen Römischen Reiches verbünden sich im Binger Kurverein, um stärkeren Einfluss auf die Reichspolitik auszuüben.
- 1472: Der portugiesische Seefahrer João de Santarém erreicht die äquatornahe Insel São Antão, das heutige Príncipe.
- 1601: Im Vertrag von Lyon werden Gebietsbereinigungen zwischen Frankreich und dem Herzogtum Savoyen vereinbart. Zentraler Streitpunkt zwischen den beiden Ländern war vor allem die Markgrafschaft Saluzzo.
- 1626: Ein schwedisches Heer unter König Gustav II. Adolf besiegt im Polnisch-Schwedischen Krieg ein polnisches Heer unter dem Großhetman von Litauen, Lew Sapieha, bei Wallhof.
- 1642: In der Schlacht auf der Kempener Heide bei Krefeld besiegen französisch-weimarisch-hessische Truppen unter Jean Baptiste Budes de Guébriant und Kaspar von Eberstein eine kaiserlich-kurkölnische Armee unter Guillaume de Lamboy. In der Folge fällt das nördliche Kurköln unter protestantische Besatzung.
- 1656: Schweden erzwingt durch bis an Königsberg herangerückte Truppen in der Zeit des Zweiten Nordischen Kriegs von Brandenburg den Königsberger Vertrag. Kurfürst Friedrich Wilhelm nimmt darin das Herzogtum Preußen als schwedisches statt bisher polnisches Lehen an.
- 1746: Die aufständischen Jakobiten unter Charles Edward Stuart besiegen in der Schlacht bei Falkirk in Schottland die englischen Truppen.
- 1757: Nach Eröffnung des Dritten Schlesischen Kriegs durch Friedrich den Großen beschließt der Reichstag in Regensburg die Reichsexekution gegen Preußen. Österreich versucht Frankreich als Unterstützer eines Offensivkriegs zu gewinnen, was im späteren Vertrag von Versailles gelingt.

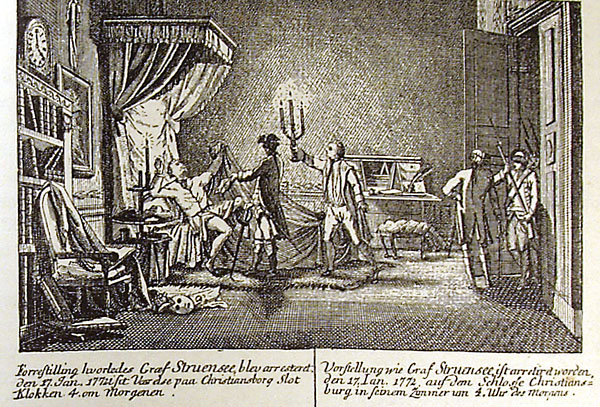
1772: Festnahme des Grafen Struensee

- 1772: Wegen Verdachts eines gegen den dänischen König Christian VII. gerichteten Komplotts werden dessen Gattin Caroline Mathilde und ihr Geliebter, der dänische Staatsminister Graf Johann Friedrich Struensee, festgesetzt. Die Königin wird auf Schloss Kronborg verbracht, Struensee ins Kastell von Kopenhagen.

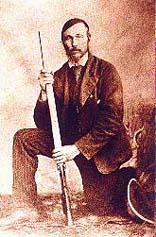
1852: Andries Pretorius

- 1852: In der Sand River Convention erreicht der Voortrekker und Freiheitskämpfer Andries Pretorius von Großbritannien die Zurücknahme des auf ihn gesetzten Kopfgeldes und die Anerkennung der Unabhängigkeit der Burenrepublik Transvaal.
- 1871: Die Schlacht an der Lisaine in der Nähe des belagerten Belfort sieht im Deutsch-Französischen Krieg Preußen und seine Verbündeten als Sieger. Minustemperaturen, unzureichende Verpflegung, Widerstand des Gegners und vorsichtiges Vorgehen erschöpfen nach zwei Tagen die starke französische Armee und führen zum Rückzug des von General Charles Denis Bourbaki befehligten Heeres.
- 1885: In der Schlacht von Abu Klea besiegt während des Mahdi-Aufstands in Sudan eine britische Armee unter Herbert Stewart die Anhänger des Mahdi Muhammad Ahmad.
- 1893: Ein „Sicherheitskomitee“ unter der Führung von Sanford Dole stürzt Königin Liliʻuokalani und übernimmt die Macht im Königreich Hawaii.
- 1899: Die USA annektieren die Insel Wake im Pazifischen Ozean.
- 1906: Armand Fallières wird Präsident Frankreichs.
- 1913: Raymond Poincaré wird zum Präsidenten Frankreichs gewählt.
- 1917: Die USA kaufen Dänemark die Jungfraueninseln für 25 Millionen US-Dollar ab.
- 1939: Mit der achten Verordnung zum Reichsbürgergesetz, einem der Nürnberger Rassengesetze, mit dem Juden im nationalsozialistischen Deutschland nach und nach ihrer Bürgerrechte beraubt werden, wird ihnen verboten als Zahnärzte, Apotheker oder Tierärzte zu arbeiten.
- 1941: Im Französisch-Thailändischen Krieg fügt die Marine Nationale in der Seeschlacht bei Ko Chang ihrem Gegner eine schwere Niederlage zu.
- 1941: 35 Meilen nordöstlich der Felsinsel Rockall im Nordatlantik wird das uneskortierte britische Passagierschiff Almeda Star vom deutschen U-Boot U 96 torpediert und beschossen. Der Dampfer sinkt innerhalb von drei Minuten, alle 360 Passagiere und Besatzungsmitglieder kommen ums Leben.
- 1944: Mit der Schlacht um Monte Cassino an der Gustav-Linie beim historischen Kloster Montecassino in Italien beginnt eine der längsten und verlustreichsten Schlachten des Zweiten Weltkriegs.

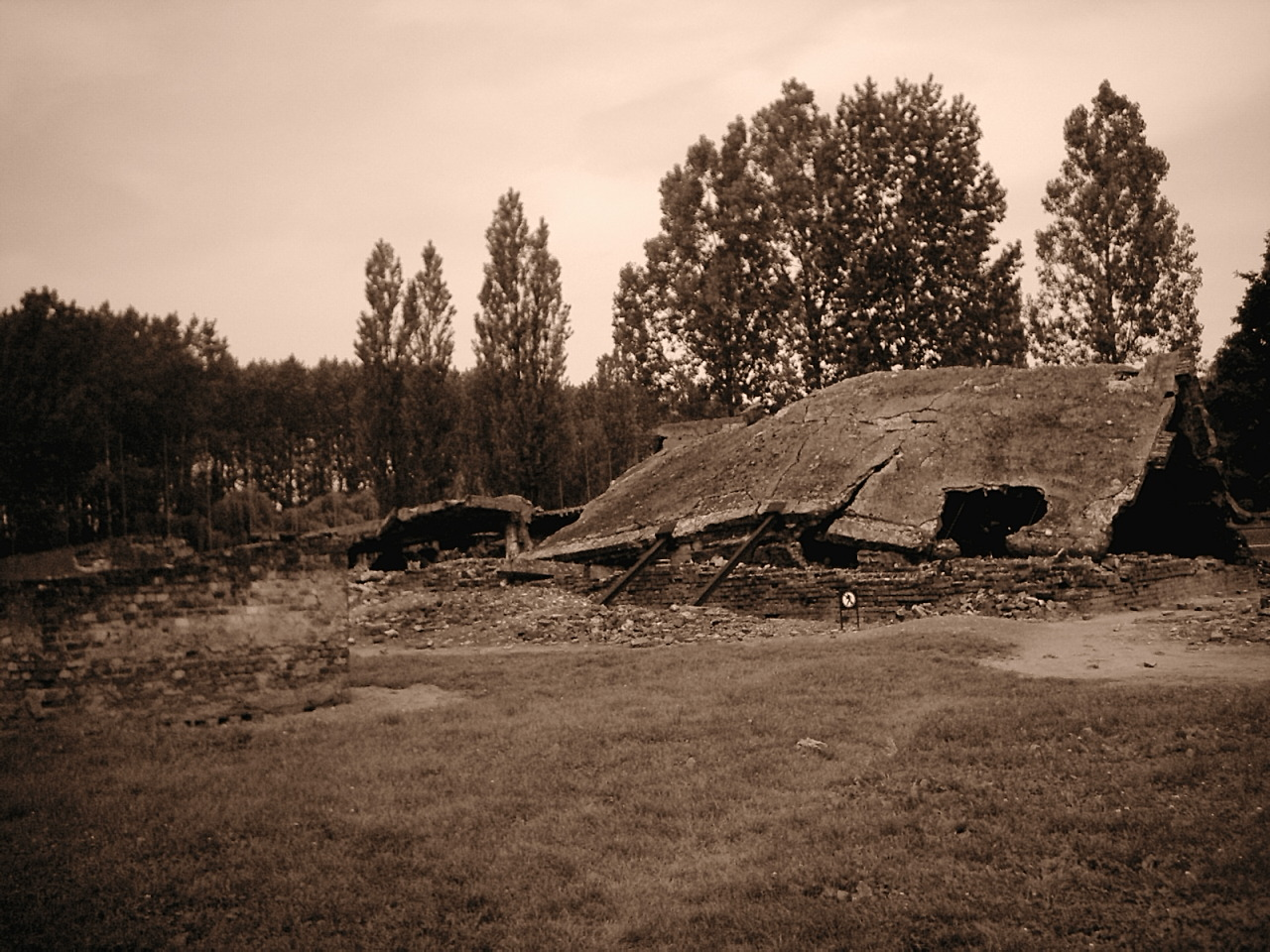
1945: Überreste eines gesprengten Krematoriums

- 1945: Wegen der heranrückenden Roten Armee beginnt die Besatzung unter Richard Baer mit der Evakuierung des Vernichtungslagers Auschwitz-Birkenau.
- 1945: Die Rote Armee erobert im Zweiten Weltkrieg das nahezu menschenleere Warschau.

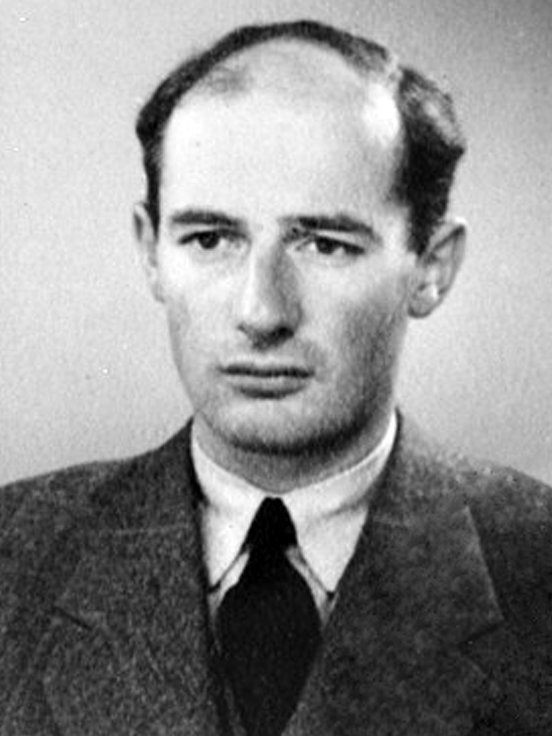
1945: Raoul Wallenberg

- 1945: Raoul Wallenberg wird auf Anordnung des sowjetischen Vize-Verteidigungsministers Nikolai Alexandrowitsch Bulganin wegen des Verdachts der Spionage in Budapest verhaftet.
- 1946: Der Sicherheitsrat der Vereinten Nationen hält in London seine konstituierende Sitzung ab.
- 1961: In Katanga werden Patrice Lumumba, der erste Ministerpräsident des Kongo, und zwei seiner Gefolgsleute ermordet. Die Tat geschieht offenbar mit Billigung Belgiens und der USA.
- 1968: In Kambodscha beginnen die Roten Khmer ihren Guerillakampf gegen die Regierenden unter Prinz Norodom Sihanouk.

1972: Flagge Bangladeschs

- 1972: Bangladesch erhält seine endgültige Staatsflagge.
- 1986: Nach dem Krieg um den Agacher-Streifen schließen Mali und Burkina Faso in Yamoussoukro einen Friedensvertrag. Das umstrittene Grenzgebiet wird später durch ein Urteil des Internationalen Gerichtshofs zwischen beiden Staaten geteilt.
- 1988: Eduard Schewardnadse trifft sich mit Hans-Dietrich Genscher in Bonn, um den Besuch von Michail Gorbatschow vorzubereiten.
- 1988: In Ost-Berlin werden Demonstranten, die Rosa Luxemburg mit dem Spruch „Freiheit ist immer auch die Freiheit des Andersdenkenden“ zitieren, am Rande einer offiziellen Demonstration der SED-Parteiführung verhaftet.
- 1991: Der Deutsche Bundestag wählt Helmut Kohl nach seinem Wahlsieg in der Bundestagswahl 1990 zum dritten Mal zum Bundeskanzler der Bundesrepublik Deutschland, zum ersten Mal nach der Wiedervereinigung.

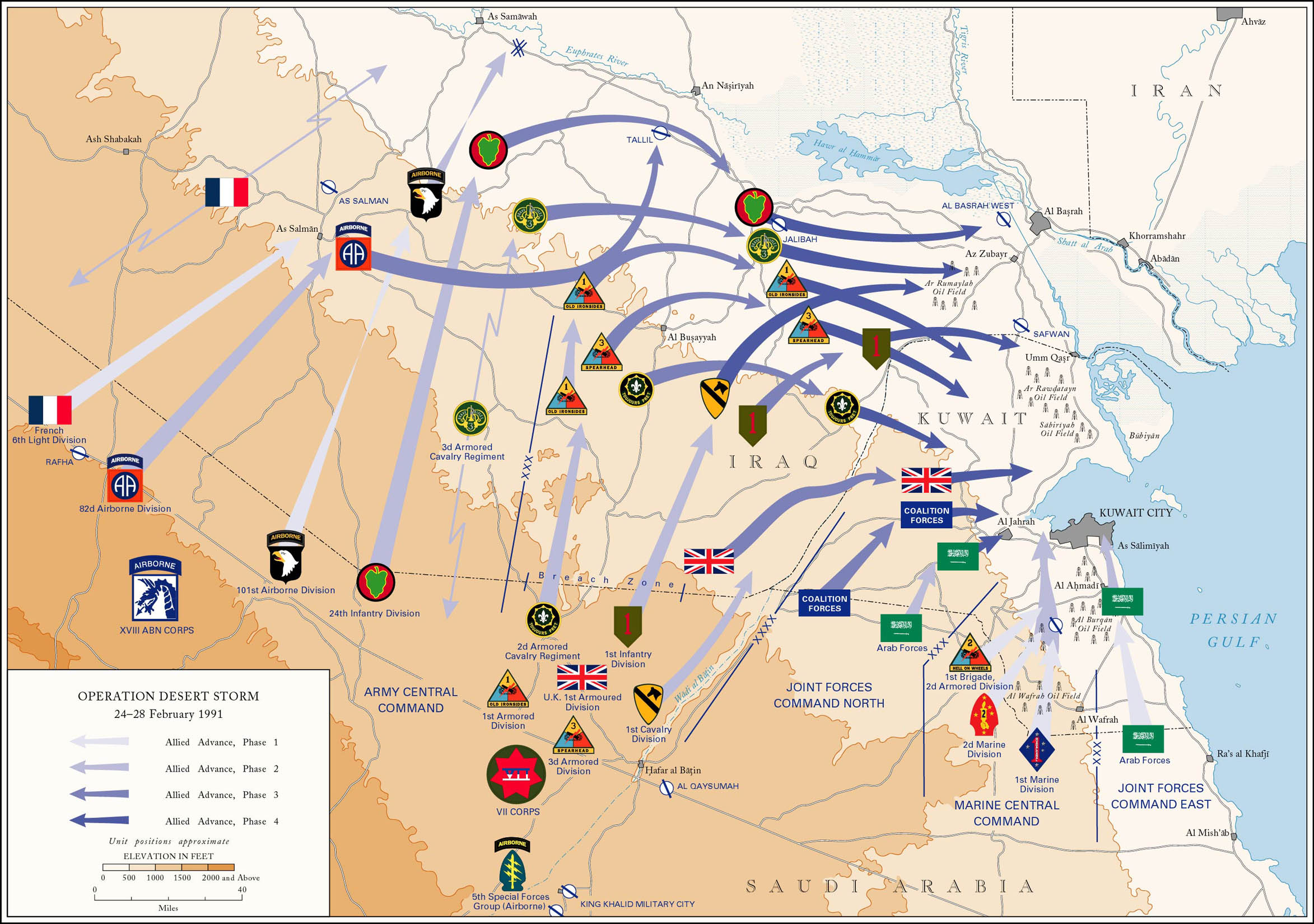
1991: Operationen im Zweiten Golfkrieg

- 1991: Eine Allianz unter Führung der Vereinigten Staaten von Amerika greift den Irak in der Operation Desert Storm mit dem Ziel an, Kuwait von der irakischen Besatzung zu befreien.
- 1991: König Harald V. wird nach dem Tod seines Vaters Olav V. Staatsoberhaupt in Norwegen.
- 1998: Auf der Website Drudge Report wird über eine Affäre im Weißen Haus spekuliert, in die US-Präsident Bill Clinton verwickelt sein soll. Als in der Washington Post vier Tage später das Thema aufgegriffen wird, entwickelt sich die Lewinsky-Affäre.
- 2001: Kaliforniens Gouverneur Gray Davis erklärt wegen der Elektrizitätskrise den Ausnahmezustand im bevölkerungsreichsten US-Bundesstaat.
- 2025: Südkorea eröffnet erstmals eine Botschaft in Kubas Hauptstadt Havanna.

### Wirtschaft
- 1685: Johannes Diodato erhält als erster ein kaiserliches Privileg für den öffentlichen Ausschank von Kaffee und eröffnet in der Folge das erste Wiener Kaffeehaus.
- 1883: Ludwig Fredholm und Jonas Wenström gründen in Stockholm die Elektriska Aktiebolaget. Die Kapitalgesellschaft wird nach Zusammenschlüssen zum Vorläufer des Elektrotechnik-Konzerns ABB.
- 1923: Die Bayerische Zentral-Darlehenskasse trennt Bank- und Warengeschäft, damit erfolgt die Gründung der Bayerische Warenvermittlung landwirtschaftlicher Genossenschaften (kurz BayWa) in der Rechtsform einer Aktiengesellschaft.
- 1932: Im Deutschen Reich beginnt das Nummerieren der wichtigsten Fernverkehrsstraßen, um die schnelle Orientierung zu erleichtern.
- 1978: Rücktritt des nordrhein-westfälischen Finanzministers Friedrich Halstenberg (SPD) als Folge der Affäre um Ludwig Poullain.
- 1989: Der Bundesgerichtshof gibt in einem Urteil den deutschen Kreditinstituten bei Bareinzahlungen die taggleiche Wertstellung auf. Die bisher übliche Praxis, die Verzinsung erst am Folgetag beginnen zu lassen, benachteilige Kunden.
- 2001: Die Staaten der OPEC beschließen in Wien, 5 % weniger Erdöl zu fördern.
- 2025: Die Lufthansa Group übernimmt die italienische ITA Airways, und zwar mit zunächst 41 Prozent der Anteile.

### Wissenschaft und Technik
- 1773: James Cook überquert bei seiner zweiten Reise als erster Mensch den südlichen Polarkreis.
- 1775: Als erster Deutscher betritt Georg Forster als Begleiter James Cooks auf Südgeorgien antarktischen Boden.
- 1786: Pierre Méchain entdeckt einen Kometen, der später als Enckescher Komet benannt wird.

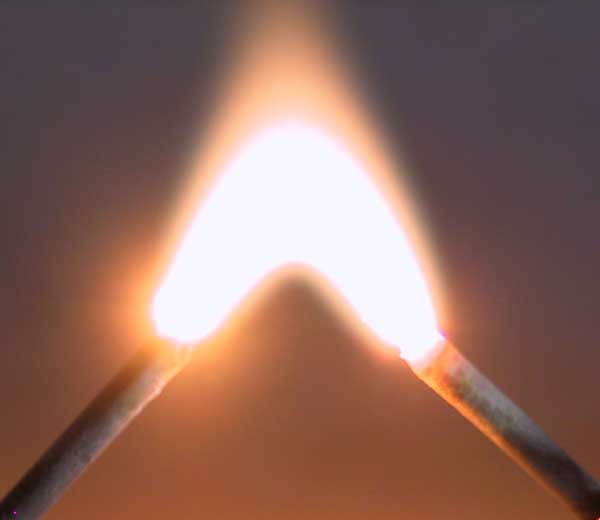
1813: Lichtbogen

- 1813: Der Brite Humphry Davy entdeckt den Lichtbogen. Die Möglichkeit zur elektrotechnischen Erzeugung von Licht ist damit gegeben.

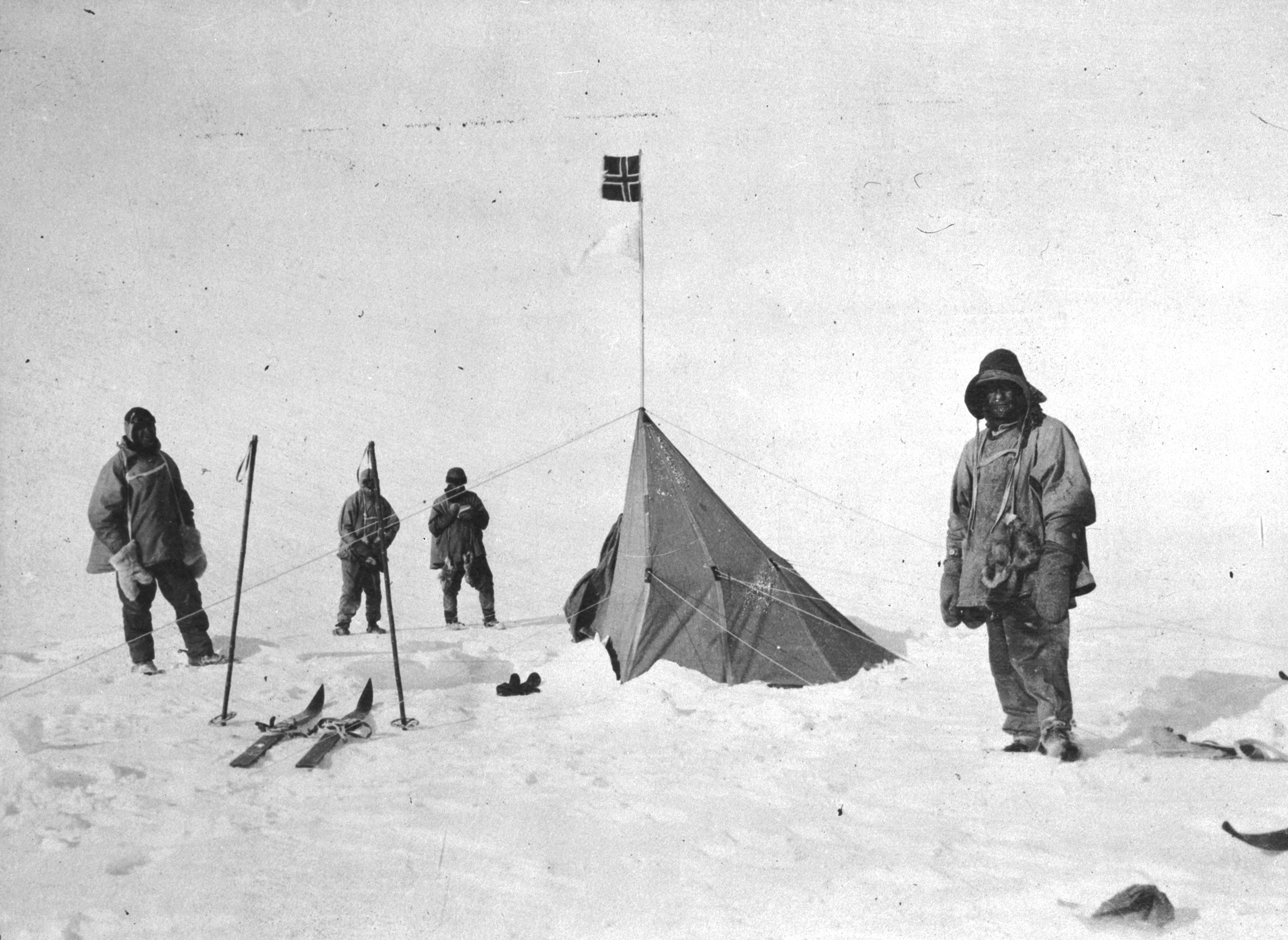
1912: Scott bei Amundsens Lager Polheim

- 1912: Robert Falcon Scott erreicht mit seiner Terra-Nova-Expedition bestehend aus Edward Adrian Wilson, Edgar Evans, Lawrence Oates sowie Henry Robertson Bowers den Südpol, wo der Norweger Roald Amundsen jedoch mit Hundeschlitten bereits einen Monat früher als erster gewesen ist. Der Rückmarsch durch die Antarktis zum Basislager endet für die Expedition tödlich.
- 1955: Das erste Atom-U-Boot Nautilus bricht zu seiner ersten Fahrt auf.
- 1966: Das erste Exemplar des chinesischen Abfangjägers Chengdu J-7 besteht seinen Jungfernflug.

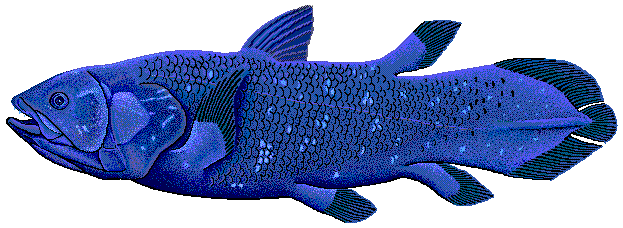
1987: Quastenflosser

- 1987: Der Münchener Biologiestudent Olaf Reinicke entdeckt als erster in 198 Metern Tiefe einen Quastenflosser in seinem natürlichen Lebensraum.
- Der 17. Januar wird in der DIN 5034 als mittlerer Wintertag für Besonnungsstudien herangezogen.

### Kultur
- 1652: Die Uraufführung des Dramas Eritrea von Francesco Cavalli findet in Venedig statt.
- 1773: Die Motette Exsultate, jubilate von Wolfgang Amadeus Mozart wird durch den Kastraten Rauzzini in Mailand uraufgeführt.
- 1779: Die komische Oper Das Grab des Mufti oder Die beiden (zwei) Geizigen von Johann Adam Hiller wird uraufgeführt.
- 1886: Die Wiener Philharmoniker unter Hans Richter führen das erste Mal in Wien die Sinfonie Nr. 4 in e-Moll op. 98 von Johannes Brahms auf.
- 1899: An der Hofoper in Wien erfolgt die Uraufführung der Oper Die Kriegsgefangene von Karl Goldmark.
- 1901: Am Teatro alla Scala in Mailand erfolgt die Uraufführung der Oper Le maschere von Pietro Mascagni.
- 1902: Am Théâtre des Arts in Rouen findet die Uraufführung der Oper Les Guelfes von Benjamin Godard statt.
- 1929: Popeye, eine Figur die Elzie Segar für das King Features Syndicate entworfen hat, erscheint zum ersten Mal als Nebenfigur im Comic in der Tageszeitung New York Journal.
- 1929: Im Berliner Tauentzienpalast wird der Tonfilm Ich küsse Ihre Hand, Madame uraufgeführt.
- 1955: Mit Mainz wie es singt und lacht wird erstmals eine Karnevalssitzung im Fernsehen ausgestrahlt.
- 1963: Der Künstler Robert Filliou proklamiert erstmals den Art’s Birthday als jährlich stattfindende Hommage an die Kunst.
- 1991: Der Film Kevin – Allein zu Haus mit Macaulay Culkin und Joe Pesci läuft in deutschen Kinos an.

### Gesellschaft
- 1950: In Boston wird von einer elfköpfigen Bande das Geldtransportunternehmen Brink’s ausgeraubt. Die Täter erbeuten beim bis dahin größten bewaffneten Raubüberfall in den USA Bargeld von mehr als 1,2 Millionen sowie Schecks und Wertpapiere von mehr als 1,5 Millionen US-Dollar. Das Ereignis wird im Jahr 1978 als Das große Dings bei Brinks mit Peter Falk in der Hauptrolle verfilmt.
- 1921: Der englische Zauberkünstler P. T. Selbit führt in London als Erster die Illusion der Zersägten Jungfrau vor.
- 1977: Der Raubmörder Gary Gilmore wird von einem Erschießungskommando im Utah State Prison hingerichtet. Es handelt sich um die erste Hinrichtung in den USA nach einem etwa zehn Jahre geltenden Moratorium über die Vollzugsaussetzung der Todesstrafe.

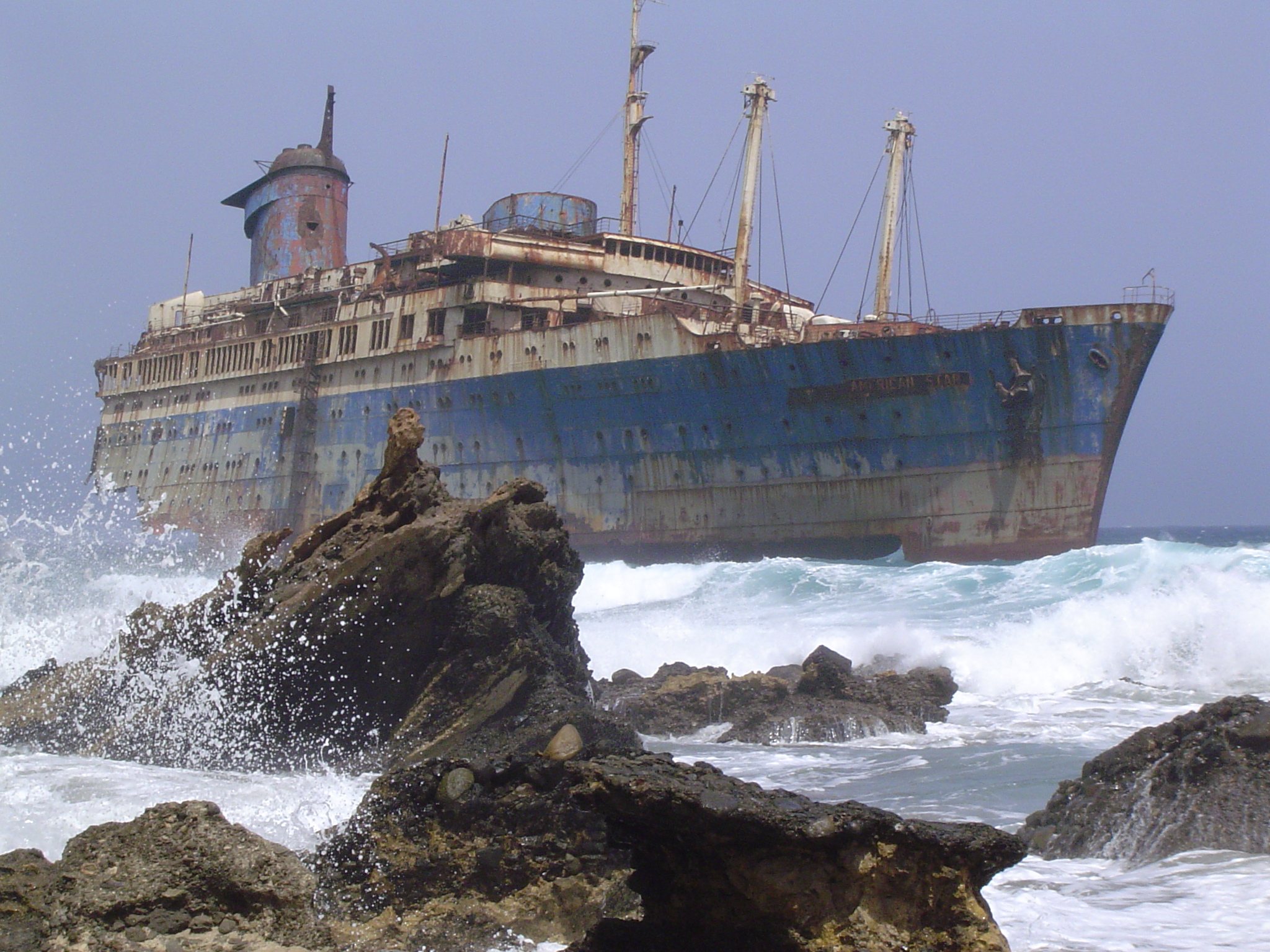
1994: Das Wrack der American Star

- 1994: Das Schiff American Star strandet nach einem Sturm in einer Bucht von Fuerteventura und wird in der Folge zu einer Touristenattraktion.

### Religion

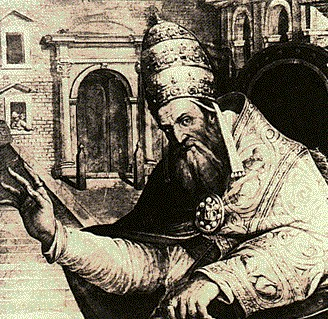
1377: Gregor XI.

- 1377: Papst Gregor XI. kehrt aus Avignon nach Rom zurück und zieht unter dem Jubel des Volkes in die Stadt ein. Seither ist der Vatikan Sitz des Papstes. Allerdings residieren noch bis zum Jahr 1430 Gegenpäpste im Papstpalast zu Avignon.
- 1562: Die französische Regentin Caterina de’ Medici sichert den Hugenotten in Frankreich mit dem Edikt von Saint-Germain-en-Laye Glaubensfreiheit zu.
- 1566: Pius V. wird an seinem 62. Geburtstag als Papst und Nachfolger Pius’ IV. inthronisiert.

### Katastrophen
- 1966: In der Nähe von Palomares bei Almería, Andalusien, stürzt eine Boeing B-52 der US-Luftwaffe mit vier Atombomben ab, nachdem die Maschine beim Auftanken in der Luft mit einem Boeing KC-135-Tankflugzeug zusammengestoßen ist. Eine der vier Atombomben an Bord fällt ins Mittelmeer, die anderen stürzen aufs Festland und kontaminieren 220 Hektar Agrarland.

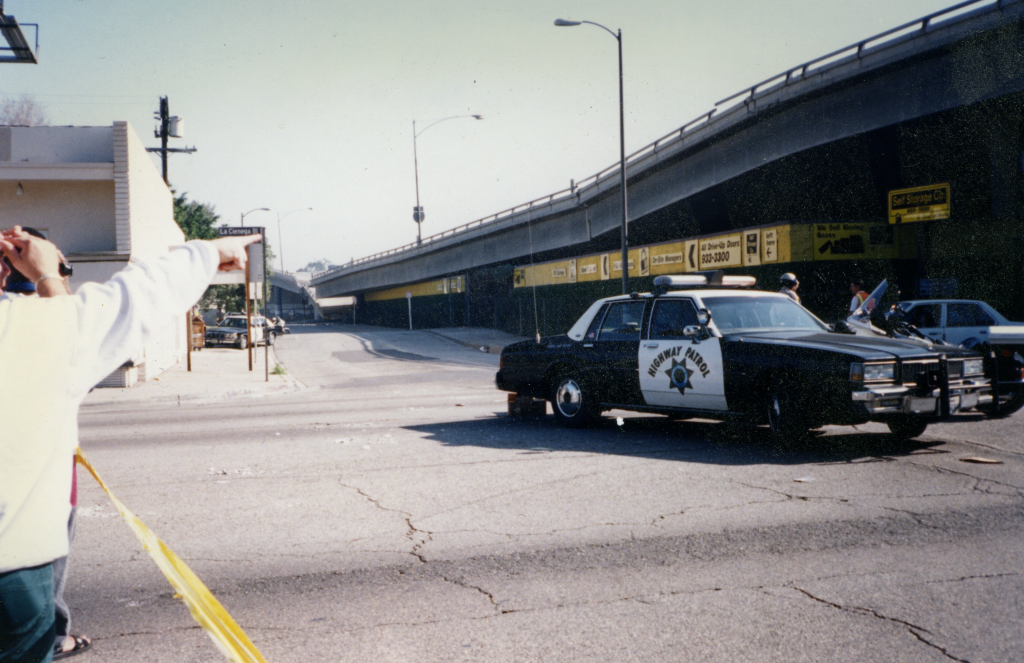
1994: Schäden an einem Freeway nach dem Northridge-Erdbeben

- 1994: Beim Northridge-Erdbeben in Los Angeles kommen 60 Menschen ums Leben, mehr als 9.000 werden verletzt. Der Sachschaden wird auf 20 Milliarden Dollar geschätzt, das Erdbeben ist damit eine der teuersten Naturkatastrophen in den USA. Ein ungewöhnlicher Effekt des Erdbebens ist ein Ausbruch des Talfiebers (Kokzidioidomykose), an dem in den folgenden Wochen weitere Menschen sterben.

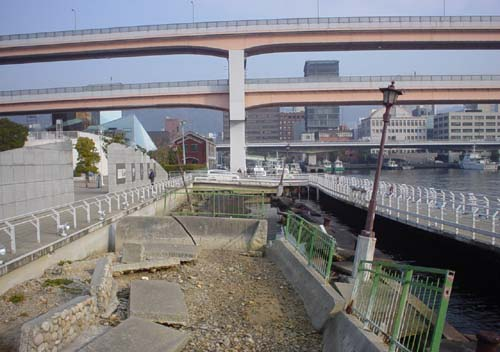
1995: Erdbebenschäden in Kōbe

- 1995: Das Hanshin-Erdbeben der Magnitude MW=6,9 mit dem Epizentrum in der Nähe der japanischen Stadt Kōbe fordert über 6.433 Tote und 44.000 Verletzte sowie große Sachschäden. Über 300.000 Menschen in der 1,5 Millionen Einwohner zählenden Stadt werden obdachlos. Die Pfeiler der in Bau befindlichen Akashi-Kaikyō-Brücke werden fast einen Meter auseinandergeschoben.
- 2002: In der Demokratischen Republik Kongo bricht der Vulkan Nyiragongo aus. Ein Lavastrom zerstört mehrere Dörfer und fließt schließlich durch Goma in den Kiwusee. 147 Menschen kommen ums Leben, etwa 500.000 Menschen werden obdachlos.

Kleinere Unglücksfälle sind in den Unterartikeln von Katastrophe und in der Liste von Katastrophen aufgeführt.

### Sport
- 1994: In Innsbruck findet der erste Air & Style Snowboard Contest statt. Er wird später zu einem der größten seiner Klasse aufsteigen.

Einträge von Leichtathletik-Weltrekorden befinden sich unter der jeweiligen Disziplin unter Leichtathletik.

## Geboren

### Vor dem 17. Jahrhundert
- 1342: Philipp II., Herzog von Burgund
- 1434: Antonio Grimani, 76. Doge von Venedig
- 1462: Peter IV. von Rosenberg, böhmischer Adeliger
- 1463: Antoine Duprat, französischer Kardinal, Kanzler von Frankreich
- 1463: Friedrich III., der Weise, Kurfürst von Sachsen
- 1471: Ulrich III. von Rosenberg, böhmischer Adeliger
- 1472: Guidobaldo I. da Montefeltro, Herzog von Urbino
- 1484: Georg Spalatin, Fürsprecher Martin Luthers
- 1488: Georg I. von Hohenlohe-Waldenburg, regierender Graf von Hohenlohe
- 1497: Friedrich von Brandenburg-Ansbach, Dompropst im Würzburger Dom
- 1501: Leonhart Fuchs, deutscher pflanzenkundiger Mediziner
- 1504: Pius V., Papst
- 1517: Henry Grey, 1. Duke of Suffolk, englischer Adeliger und Rebell
- 1517: Antonio Scandello, italienischer Musiker, Kapellmeister und Komponist
- 1549: Octavianus Secundus Fugger, deutscher Handelsherr
- 1560: Caspar Bauhin, Schweizer Anatom, Botaniker
- 1573: Marcus Lycklama à Nijeholt, friesischer Junker, Jurist und Diplomat
- 1584: Diederich von dem Werder, deutscher Übersetzer, Epiker und Lyriker
- 1586: Marcantonio Bassetti, italienischer Maler
- 1593: William Backhouse, englischer Alchemist

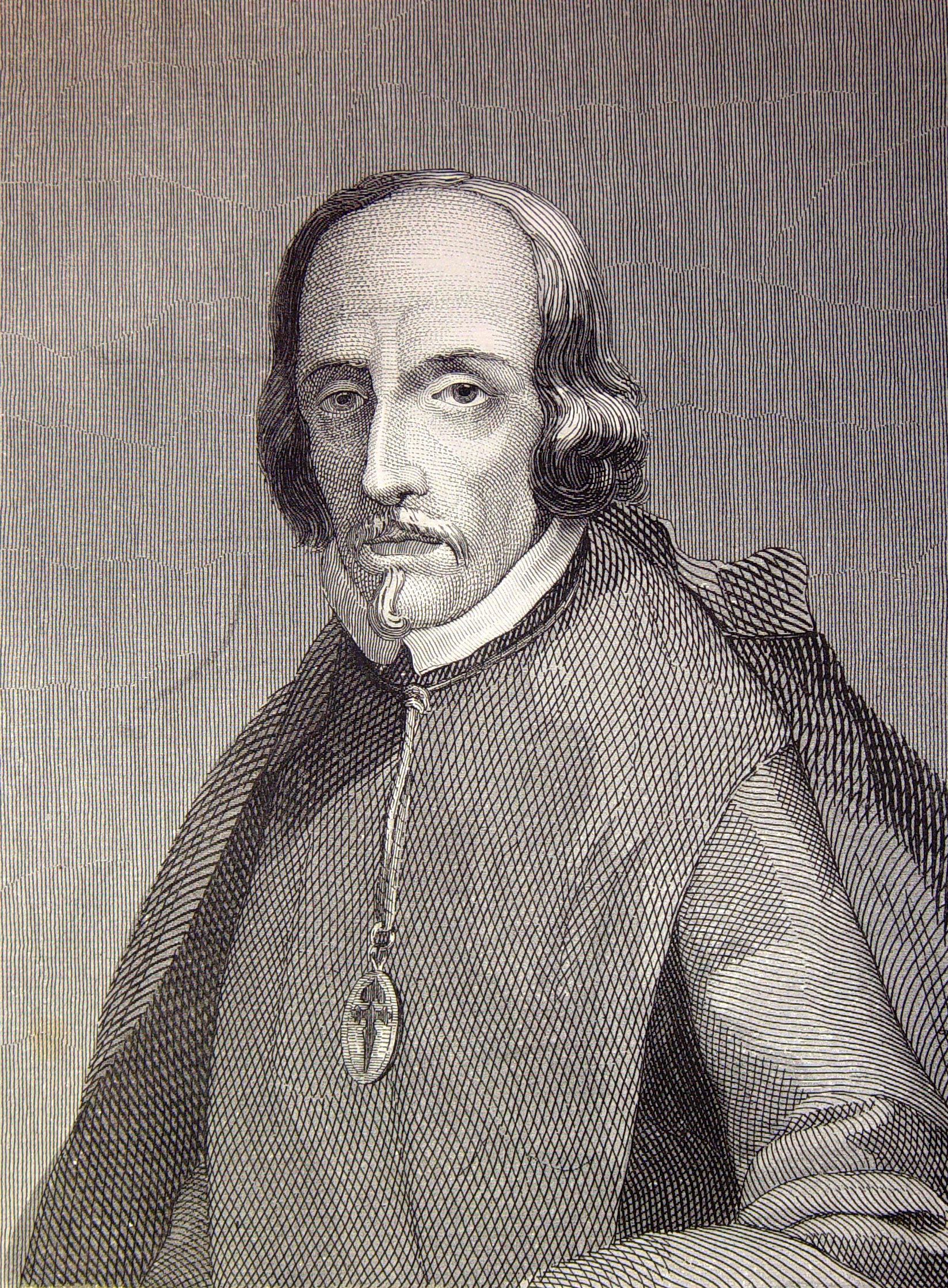
Pedro Calderón de la Barca (* 1600)

- 1600: Pedro Calderón de la Barca, spanischer Dramatiker

### 17. Jahrhundert
- 1601: Marie de La Tour d’Auvergne, Herzogin von Thouars
- 1605: Friedrich von Logau, Dichter des Barock
- 1612: Thomas Fairfax, 3. Lord Fairfax of Cameron, englischer General
- 1615: Christian Chemnitz, deutscher lutherischer Theologe
- 1616: Bartholomäus Anhorn, Schweizer Pfarrer und Historiker
- 1620: Anton Janson, deutscher Stempelschneider und Schriftgießer
- 1621: Ernst Friedrich Schröter, deutscher Rechtswissenschaftler
- 1624: Guarino Guarini, italienischer Theatiner, Philosoph, Mathematiker und Architekt
- 1625: Johann Bünting, deutscher Jurist, fürstlicher Hofrat und Gesandter
- 1647: Samuel Benedict Carpzov, deutscher Poet und evangelischer Theologe

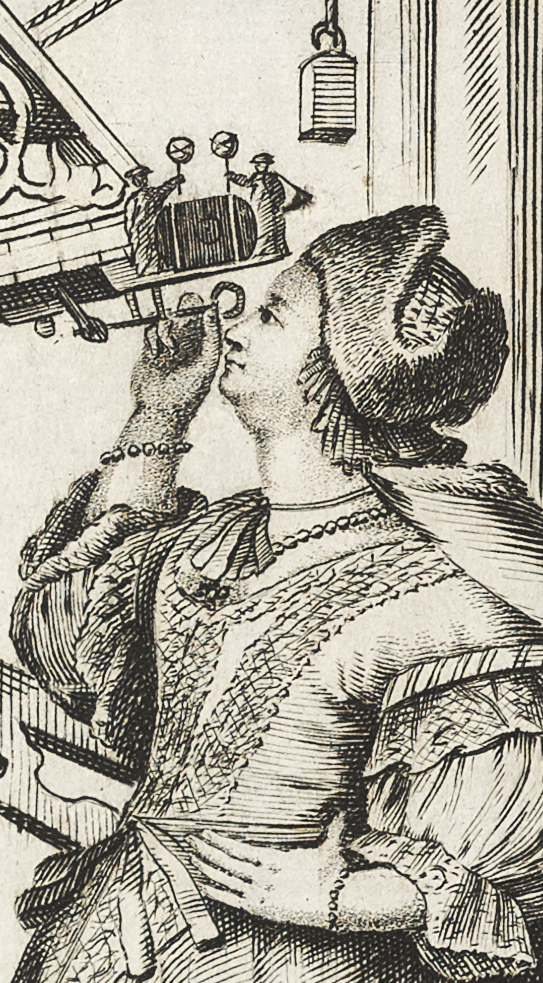
Elisabeth Hevelius (* 1647)

- 1647: Elisabeth Hevelius, Astronomin
- 1658: Samson Wertheimer, deutsch-österreichischer, kaiserlicher Hoffaktor, Oberrabbiner und Förderer des Judentums
- 1659: Antonio Veracini, italienischer Violinist und Komponist
- 1664: Antonio Salvi, italienischer Librettist
- 1666: Johann Daniel Preissler, Nürnberger Maler böhmischer Abstammung
- 1671: Adalbert von Falkenstein, deutscher Bischof
- 1672: Antoine Houdar de la Motte, französischer Dramatiker, Librettist und Poetiker
- 1682: Friedrich Gotthelf Gotter, deutscher evangelischer Theologe
- 1687: Alexander David, herzoglicher braunschweigischer Hof- und Kammeragent und kaiserlicher Faktor

### 18. Jahrhundert
- 1706: Nils Bielke, schwedischer Graf und päpstlicher Kammerherr

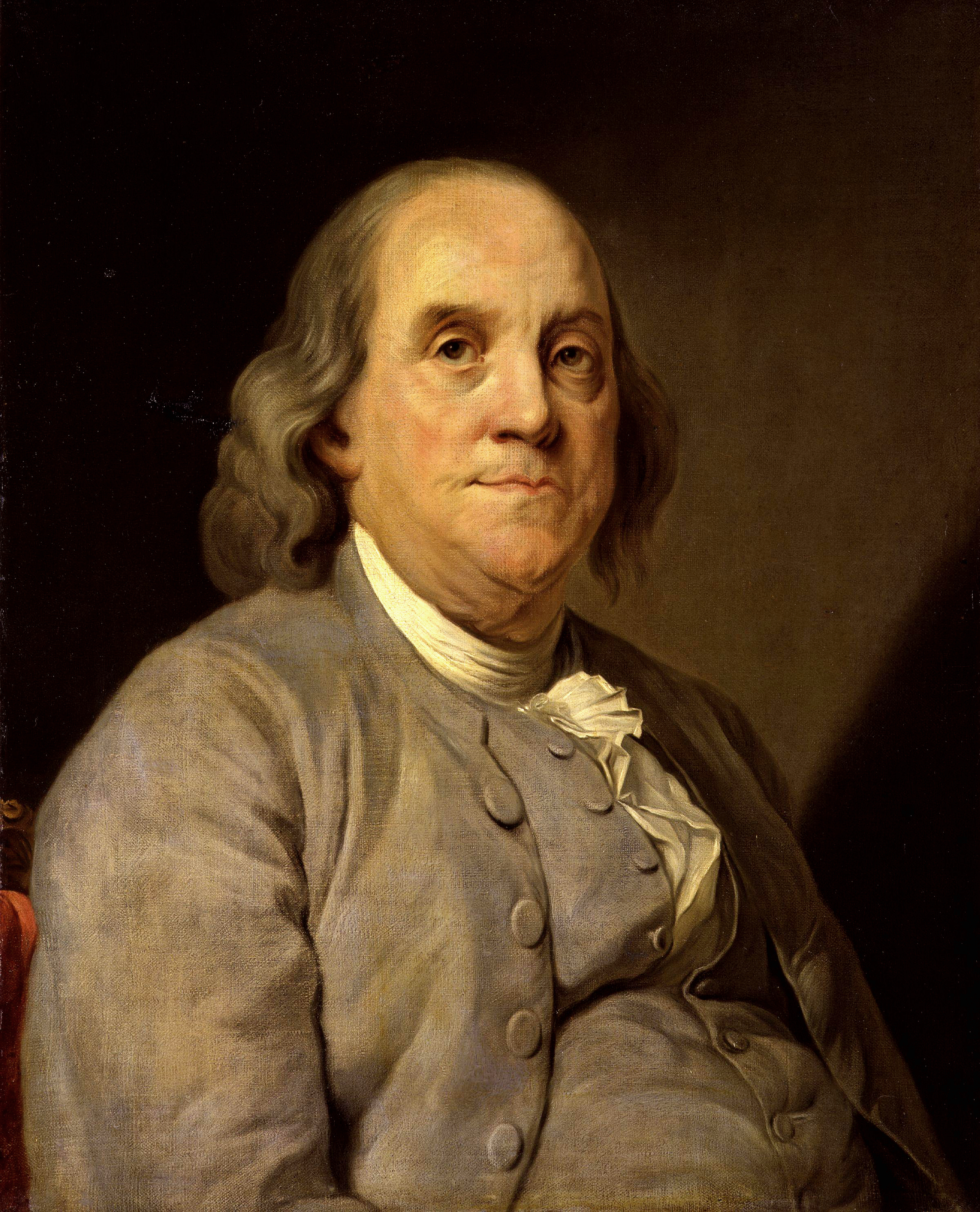
Benjamin Franklin (* 1706)

- 1706: Benjamin Franklin, US-amerikanischer Staatsmann und Diplomat, Drucker, Verleger, Schriftsteller, Naturwissenschaftler
- 1709: George Lyttelton, 1. Baron Lyttelton, britischer Staatsmann, Historiker und Kunstmäzen
- 1712: Charles John Stanley, britischer Komponist und Organist
- 1715: Benjamin Wilhelm Daniel Schulze, deutscher Pädagoge und Philologe
- 1719: Maria van Antwerpen, niederländische Transgenderperson
- 1719: Johann Elias Schlegel, deutscher Dichter, Jurist und Dichtungstheoretiker
- 1719: Jean-Joseph Vadé, französischer Komponist und Schriftsteller

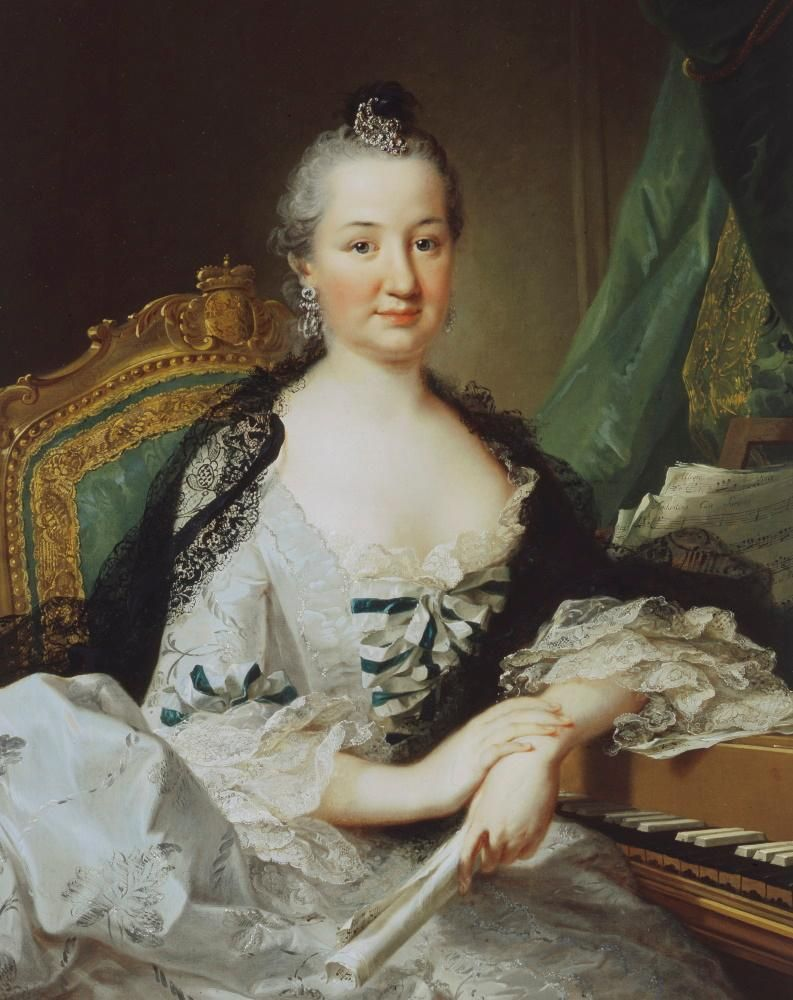
Elisabeth Auguste von Pfalz-Sulzbach (* 1721)

- 1721: Elisabeth Auguste von Pfalz-Sulzbach, Kurfürstin von der Pfalz und von Bayern
- 1728: Johann Gottfried Müthel, deutscher Cembalist, Organist und Komponist
- 1732: Stanislaus II. August, letzter König von Polen
- 1733: Thomas Linley sr., britischer Musiker und Bühnenkomponist
- 1734: François-Joseph Gossec, belgischer Komponist und Musiker
- 1739: James Anderson of Hermiston, schottischer Schriftsteller
- 1739: Johann Christian von Schreber, deutscher Mediziner und Naturforscher
- 1739: Padre Sojo, venezolanischer Priester und Musikpädagoge
- 1743: Andreas Ludwig Krüger, deutscher Architekt und Kupferstecher
- 1745: Nicolas Roze, französischer Musiklehrer und Komponist
- 1746: Franz Aßner, österreichischer Kupferstecher
- 1746: Paul Brigham, US-amerikanischer Politiker, Jurist und Gouverneur von Vermont
- 1747: Marcus Herz, deutscher Arzt und Hochschullehrer für Philosophie
- 1754: Jacob Heinrich Ludwig von Arnim-Suckow, preußischer Landrat und Gutsbesitzer
- 1755: Peter I., Regent des Fürstbistums Lübeck und des Herzogtums Oldenburg sowie erster Großherzog von Oldenburg
- 1762: Johann Anton August Weitsch, deutscher Maler und Museumsinspektor
- 1764: Maria Carolina von Savoyen, Prinzessin von Sardinien und von Sachsen
- 1768: Sebastian Fahrländer, Schweizer Arzt und Politiker
- 1768: Smith Thompson, US-amerikanischer Jurist und Politiker
- 1769: Ole Andreas Lindeman, norwegischer Komponist und Organist
- 1769: Ludwig Adolf Peter zu Sayn-Wittgenstein, Generalfeldmarschall der russischen Armee
- 1771: Charles Brockden Brown, US-amerikanischer Schriftsteller
- 1771: Armand de Polignac, französischer Hochadeliger und bayrischer Fürst
- 1773: Friedrich Magnus von Bassewitz, Regierungspräsident in Potsdam
- 1773: Johann Christian August Heinroth, deutscher Psychiater

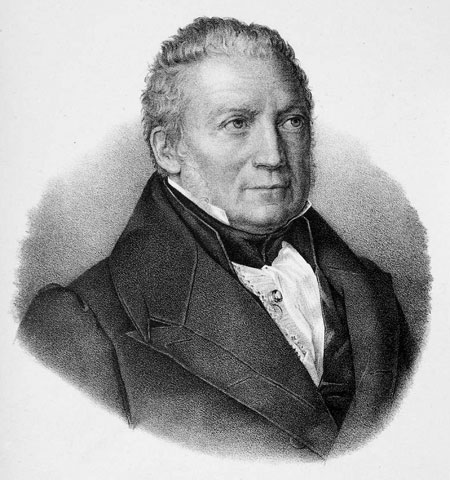
Johannes Herzog (* 1773)

- 1773: Johannes Herzog, Schweizer Politiker und Unternehmer
- 1776: Carl Ludwig August von Benning, deutscher Offizier
- 1776: Friedrich Wilhelm Gotthilf Frosch, deutscher Prediger und Schulmann
- 1779: Maria Christina von Neapel-Sizilien, Königin von Sardinien-Piemont
- 1780: Heinrich Friedrich Thomas Schmidt, deutscher Maler, Kupferstecher und Radierer
- 1784: Philippe-Antoine d’Ornano, französischer General, Pair und Marschall von Frankreich
- 1786: Nikolaus Nack, deutscher Kaufmann und Politiker
- 1789: August Neander, deutscher evangelischer Theologe
- 1790: Johann Georg Frech, deutscher Musikdirektor, Komponist und Organist
- 1791: Ida von der Groeben, deutsche Pietistin und Schriftstellerin in Ostpreußen
- 1791: Jakob Christoph Ziegler, Schweizer Kaufmann, Söldner in niederländischen Diensten und Kolonialbeamter auf Sumatra
- 1795: Anselme Payen, französischer Chemiker, Physiker und Mathematiker
- 1798: Johann Joseph Rosenbaum, deutscher katholischer Geistlicher und Theologe
- 1799: Matthias Deymann, deutscher Jurist und Politiker

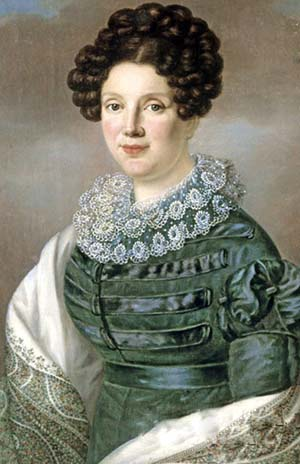
Awdotja Iljinitschna Istomina (* 1799)

- 1799: Awdotja Iljinitschna Istomina, russische Tänzerin der Romantik, die als eine der Ersten den Spitzentanz zeigte
- 1800: Caleb Cushing, US-amerikanischer Politiker und Diplomat

### 19. Jahrhundert

#### 1801–1825
- 1803: Bruno Abegg, preußischer Politiker
- 1803: Jean Kickx, flämisch-belgischer Botaniker
- 1804: Matthias Schneckenburger, deutscher Theologe
- 1804: Vinzenz Zusner, österreichischer Dichter und Unternehmer
- 1805: Karl Philipp Francke, deutscher Politiker
- 1807: Giustiniano degli Avancini, italienischer Maler
- 1808: Joseph Menter, deutscher Violoncellist und Musikpädagoge
- 1811: Ferdinand Dinse, deutscher Orgelbauer
- 1811: Joshua Norton, US-amerikanischer Geschäftsmann
- 1812: Otto Leonhard Heubner, deutscher Jurist
- 1812: Ludwig Windthorst, deutscher Politiker
- 1814: James C. Dobbin, US-amerikanischer Politiker
- 1814: Ludwik Mierosławski, polnischer Revolutionär
- 1814: Heinrich Wilhelm Neumann, deutscher Psychiater
- 1814: Carl Porenta, slowenischer Jurist und Politiker
- 1814: Ellen „Henry“ Wood, britische Romanschriftstellerin
- 1815: Mehmed Fuad Pascha, Großwesir des Osmanischen Reiches

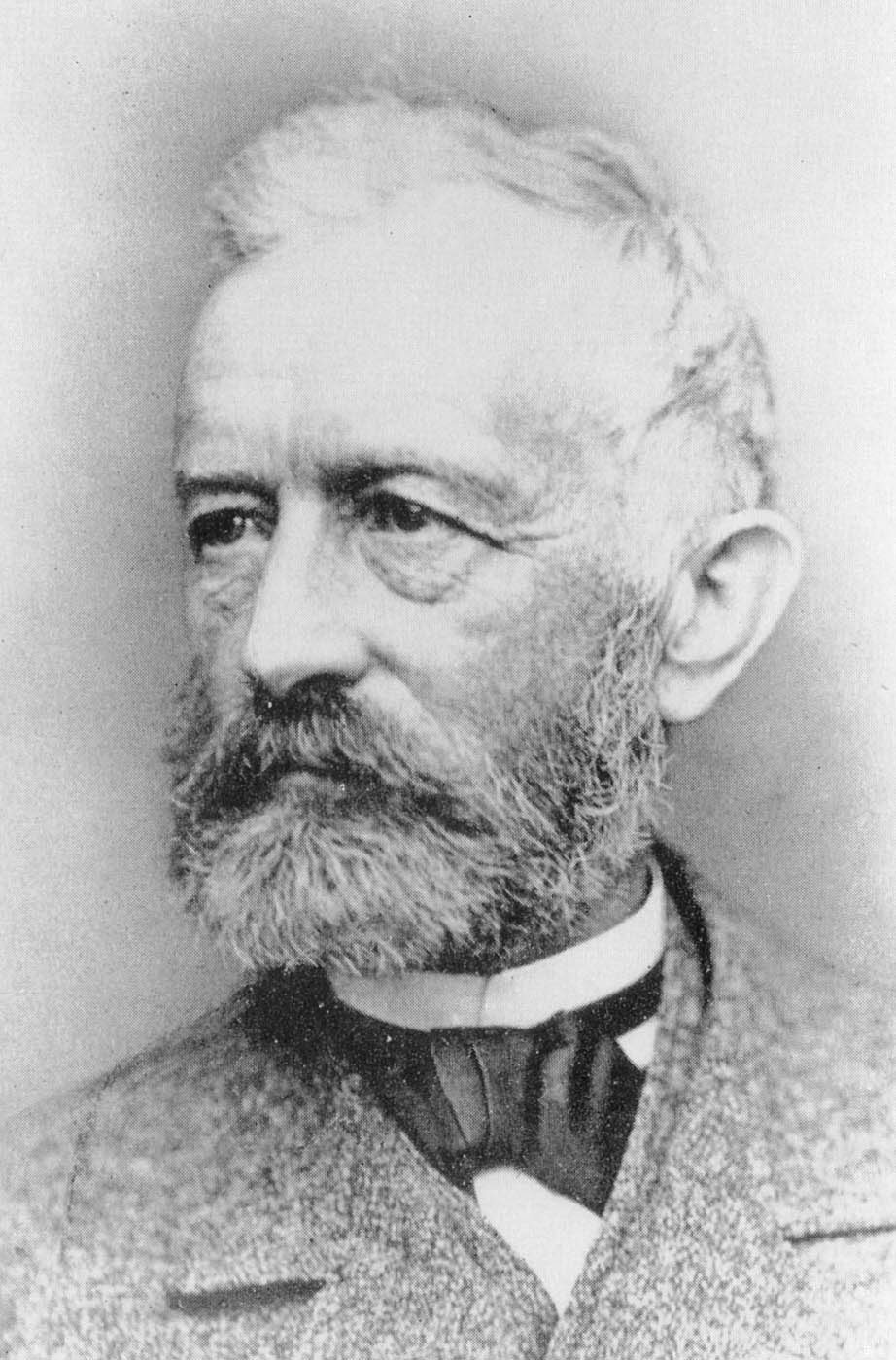
Max Preßler (* 1815)

- 1815: Max Preßler, deutscher Forstwissenschaftler, Ökonom und Erfinder
- 1816: Julie Eyth, deutsche Schriftstellerin
- 1818: Christoph Anton von Wolff, deutscher Politiker, MdL, Oberamtmann
- 1819: Karl Kempter, deutscher Komponist
- 1819: Joseph Merklin, deutscher Orgelbauer
- 1820: Anne Brontë, britische Schriftstellerin

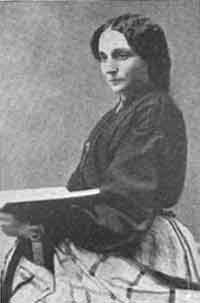
Laura Beatrice Mancini (* 1821)

- 1821: Laura Beatrice Mancini, italienische Dichterin
- 1824: Wilhelm Bücher, deutsch-österreichischer Architekt

#### 1826–1850
- 1827: Gustav Hermann von Alvensleben, preußischer General
- 1827: Andreas Oppermann, deutscher Jurist sowie Reise- und Kunstschriftsteller
- 1828: Eduard Reményi, ungarischer Violinist
- 1829: Catherine Booth, Frau William Booths, des Gründers der Heilsarmee
- 1832: Johannes Strebel, deutscher Orgelbauer

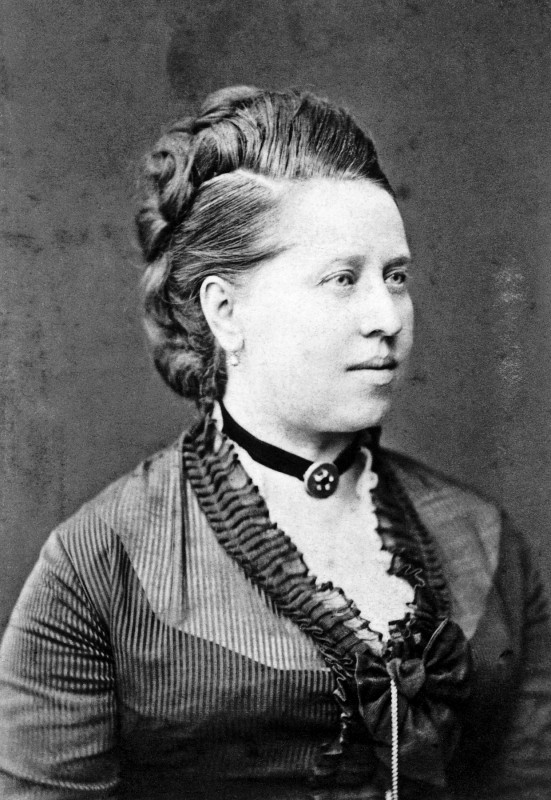
Marie Wieck (* 1832)

- 1832: Marie Wieck, deutsche Pianistin und Sängerin
- 1833: Adolph Bermpohl, deutscher Navigationslehrer, Initiator des organisierten Seenotrettungswesens in Deutschland
- 1833: Theodor Bradsky, tschechischer Komponist
- 1834: Franz Josef Bucher, Schweizer Hotelier, Eisenbahnpionier und Unternehmer
- 1834: August Weismann, deutscher Biologe und Evolutionstheoretiker
- 1835: Đura Horvatović, serbischer General
- 1836: José White Lafitte, kubanischer Geiger und Komponist
- 1837: François Lenormant, französischer Historiker und Archäologe
- 1837: Wilhelm Radloff, deutsch-russischer Sprachwissenschaftler, Turkologe und Ethnograph
- 1839: Ludwig Barth zu Barthenau, österreichischer Chemiker
- 1839: Wilhelm von Diez, deutscher Historienmaler
- 1841: Albrecht von Arnim, preußischer Adeliger und Politiker
- 1841: Siegmund Hinrichsen, Hamburger Politiker
- 1841: Anton Ronacher, österreichischer Theaterunternehmer
- 1843: Anton Thraen, deutscher Astronom
- 1845: Fabio Besta italienischer Wirtschaftshistoriker
- 1845: Manuel Lisandro Barillas Bercián, guatemaltekischer General und Staatspräsident
- 1846: Donald M. Dickinson, US-amerikanischer Politiker
- 1846: Ottmar von Mohl, deutscher Diplomat und Regierungsberater in Japan
- 1846: Elsbeth von Nathusius, deutsche Novellistin

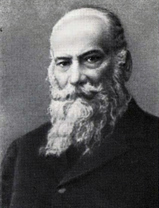
Nikolai Jegorowitsch Schukowski (* 1847)

- 1847: Nikolai Jegorowitsch Schukowski, russischer Mathematiker, Aerodynamiker und Hydrodynamiker
- 1850: Joaquim Arcoverde de Albuquerque Cavalcanti, Erzbischof von Rio de Janeiro und Kardinal
- 1850: Clemens von Podewils-Dürniz, bayerischer Politiker
- 1850: Alexander Sergejewitsch Tanejew, russischer Komponist

#### 1851–1875

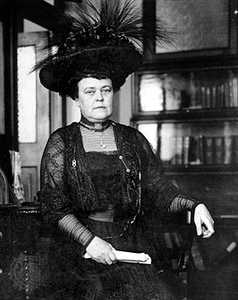
Alva Vanderbilt Belmont (* 1853)

- 1853: Alva Vanderbilt Belmont, US-amerikanische Frauenrechtlerin und Präsidentin der National Woman’s Party
- 1853: Viktorine Endler, deutsche Schriftstellerin
- 1855: Anton Stecker, österreichischer Afrikareisender
- 1855: Ignatz Schöckl, ungarischer Architekt
- 1856: Jens Bratlie, norwegischer Jurist, Offizier und Politiker
- 1856: Anna Elisabeth von Erlach, Schweizer Porträt-, Landschafts- und Blumenmalerin
- 1856: Georg Richard Kruse, deutscher Musikforscher und Autor
- 1856: Heinrich Otto, deutscher Textilunternehmer und Numismatiker
- 1857: Wilhelm Kienzl, österreichischer Komponist
- 1858: Carl Benscheidt, deutscher Schuhleistenfabrikant, Unternehmer und Gründer des Fagus-Werkes
- 1859: Helene Kuhse, deutsche Theaterschauspielerin und Sängerin
- 1860: Marie von Bunsen, deutsche Schriftstellerin, Aquarellmalerin, Reisende und Berliner Salonière
- 1860: Douglas Hyde, irischer Dichter

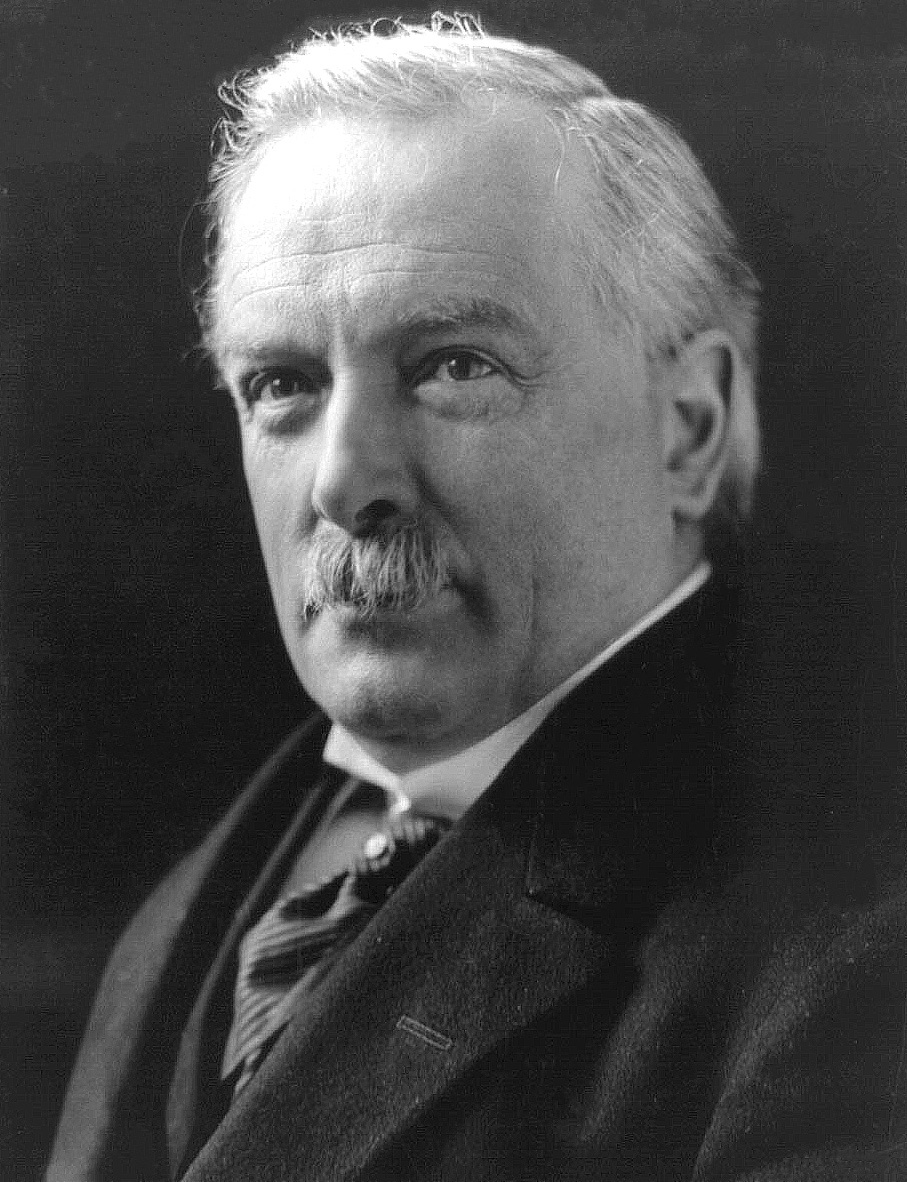
David Lloyd George (* 1863)

- 1863: David Lloyd George, britischer Premierminister
- 1863: Konstantin Stanislawski, russischer Schauspieler, Schauspiellehrer und Regisseur
- 1867: Carl Laemmle, deutsch-US-amerikanischer Filmproduzent
- 1868: Antonio Maria Arrègui, spanischer Ordenspriester und Moraltheologe
- 1868: Anton Lampa, österreichischer Physiker
- 1869: Georg Clemens Perthes, deutscher Arzt
- 1870: Marie Louise von Bourbon-Parma, bulgarische Zarin und Prinzessin von Parma
- 1870: Martin Schiele, deutscher Politiker, MdR, Reichsminister
- 1871: David Beatty, 1. Earl Beatty, britischer Admiral
- 1872: Henri Masson, französischer Fechter
- 1873: Lotte Glas, österreichische Sozialdemokratin, Frauenrechtlerin und Schriftstellerin
- 1873: Edith Stuyvesant Vanderbilt, US-amerikanische Kunstmäzenin, Frauenrechtlerin und High-Society-Lady
- 1874: Josefine Kramer-Glöckner, österreichische Volksschauspielerin, Soubrette und Sängerin
- 1874: William Kurrelmeyer, US-amerikanischer Germanist
- 1874: Georg Schlesinger, deutscher Professor für Maschinenbau, Begründer der Forschung zur Fertigungstechnik und den Betriebswissenschaften
- 1875: Florencio Sánchez, uruguayischer Schriftsteller und Dramatiker
- 1876: Karl Wittmaack, deutscher Hals-Nasen-Ohren-Arzt

#### 1876–1900
- 1877: Margarethe Hahn-Böing, deutsche Autorin
- 1877: Hans Jelmoli, Schweizer Komponist und Pianist
- 1877: Eveline Peterson, englische Badmintonspielerin
- 1878: Emil Helfferich, deutscher Südostasienkaufmann
- 1878: Gustav Neckel, deutscher Altgermanist
- 1878: Chen Qimei, chinesischer Revolutionär
- 1879: Maximilian Bader, deutscher Orgelbauer
- 1879: Burt McKinnie, US-amerikanischer Golfer

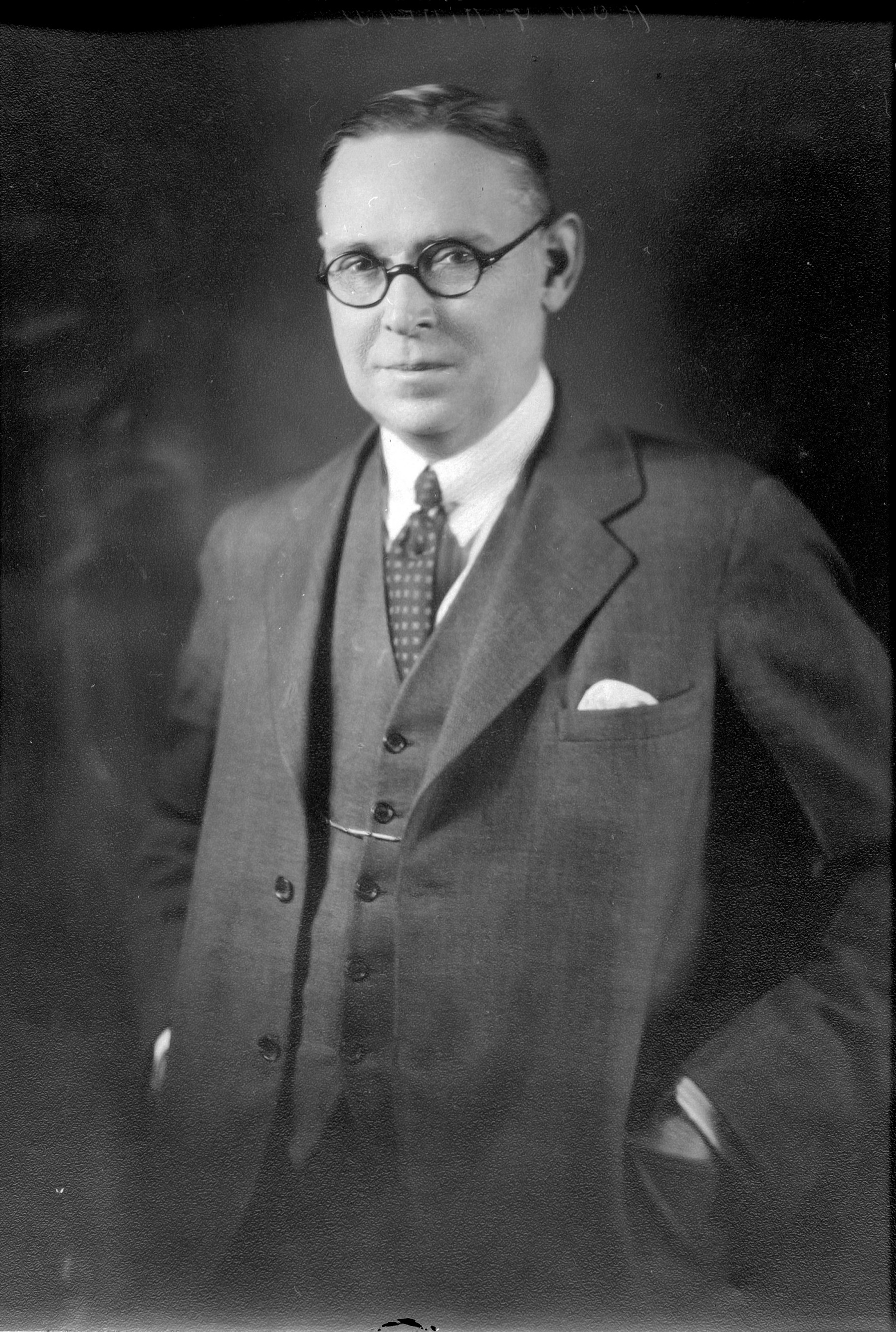
Richard Gavin Reid (* 1879)

- 1879: Richard Gavin Reid, kanadischer Politiker
- 1880: Bernardo Attolico, italienischer Diplomat
- 1880: Mack Sennett, US-amerikanischer Filmemacher
- 1881: José André, argentinischer Komponist und Musikkritiker
- 1881: Ida A. Bengtson, US-amerikanische Mathematikerin und Bakteriologin
- 1881: Georg Benkard, deutscher Richter
- 1881: Gustav Gassner, deutscher Botaniker
- 1881: William Ewart Napier, US-amerikanischer Schachmeister
- 1881: Alfred Radcliffe-Brown, britischer Sozialanthropologe
- 1881: Karl Scharnagl, deutscher Kommunalpolitiker, Oberbürgermeister von München
- 1883: Compton Mackenzie, britischer Schriftsteller
- 1884: Ludwig Wilhelm in Bayern, erster Sohn des Herzogs Carl Theodor in Bayern
- 1884: Marie Hartung, deutsche Politikerin

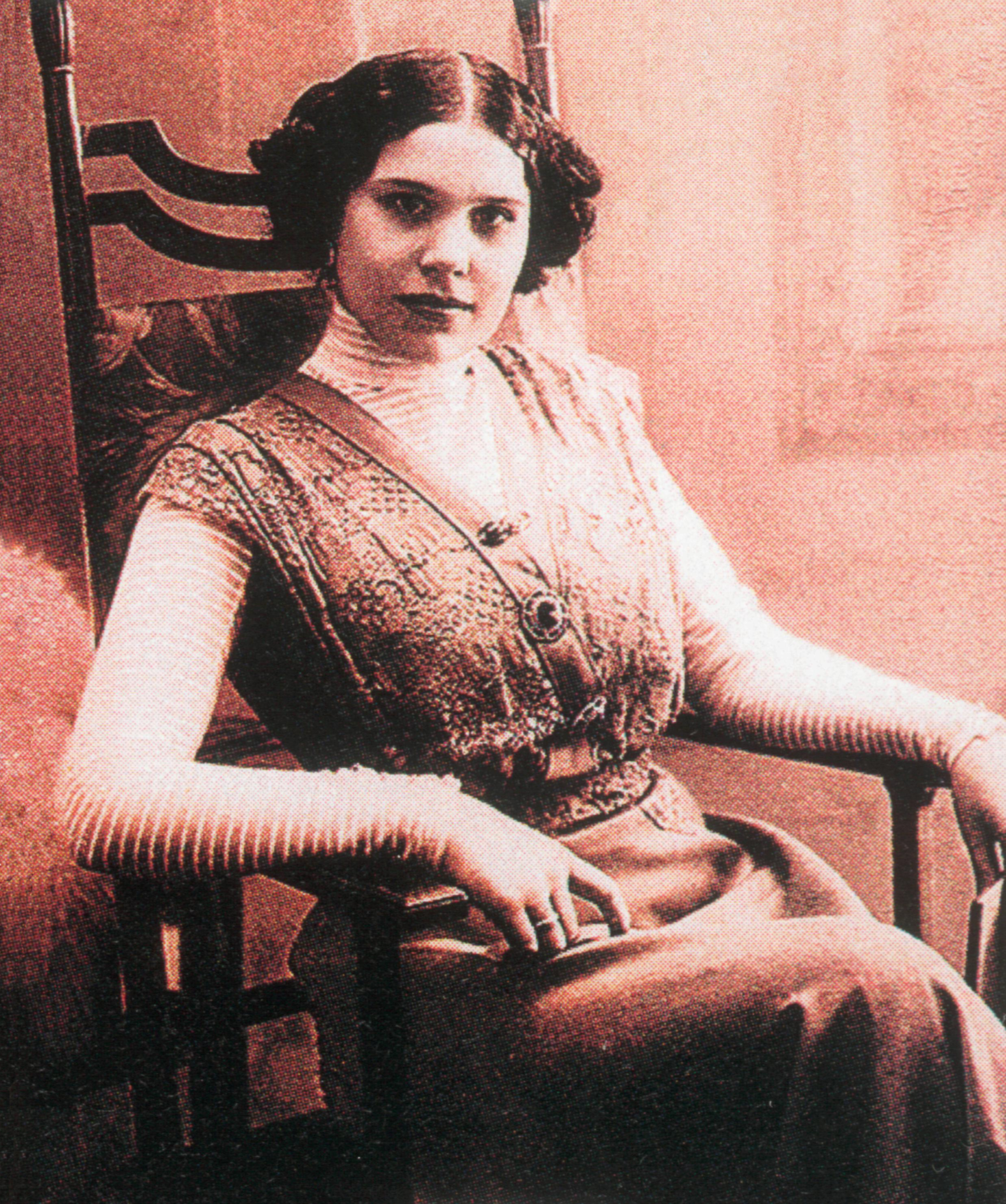
Nadeschda Wassiljewna Plewizkaja (* 1884)

- 1884: Nadeschda Wassiljewna Plewizkaja, russische Mezzosopranistin und Volkslied-Sängerin
- 1885: Willy Anker, deutscher Politiker und Widerstandskämpfer

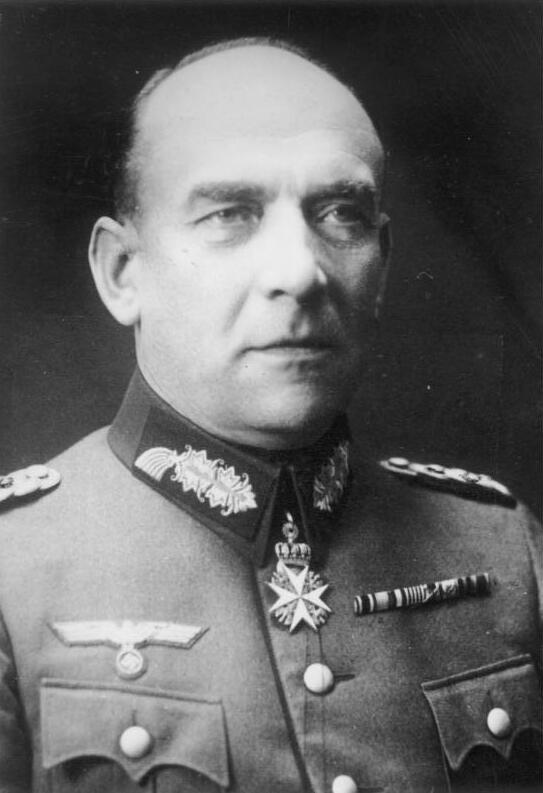
Nikolaus von Falkenhorst (* 1885)

- 1885: Nikolaus von Falkenhorst, deutscher General und Kriegsverbrecher
- 1885: Emmy Hennings, deutsche Schriftstellerin und Kabarettistin
- 1885: Jaroslav Kratochvíl, tschechischer Schriftsteller
- 1886: Johan Ankerstjerne, dänischer Kameramann
- 1886: Alfred Petzelt, deutscher Pädagoge
- 1889: Giuseppe Beltrami, vatikanischer Diplomat und Kardinal
- 1889: Ralph Howard Fowler, britischer Physiker und Astronom
- 1891: Julien Crickx, belgischer Ruderer
- 1891: Walter Eucken, deutscher Ökonom

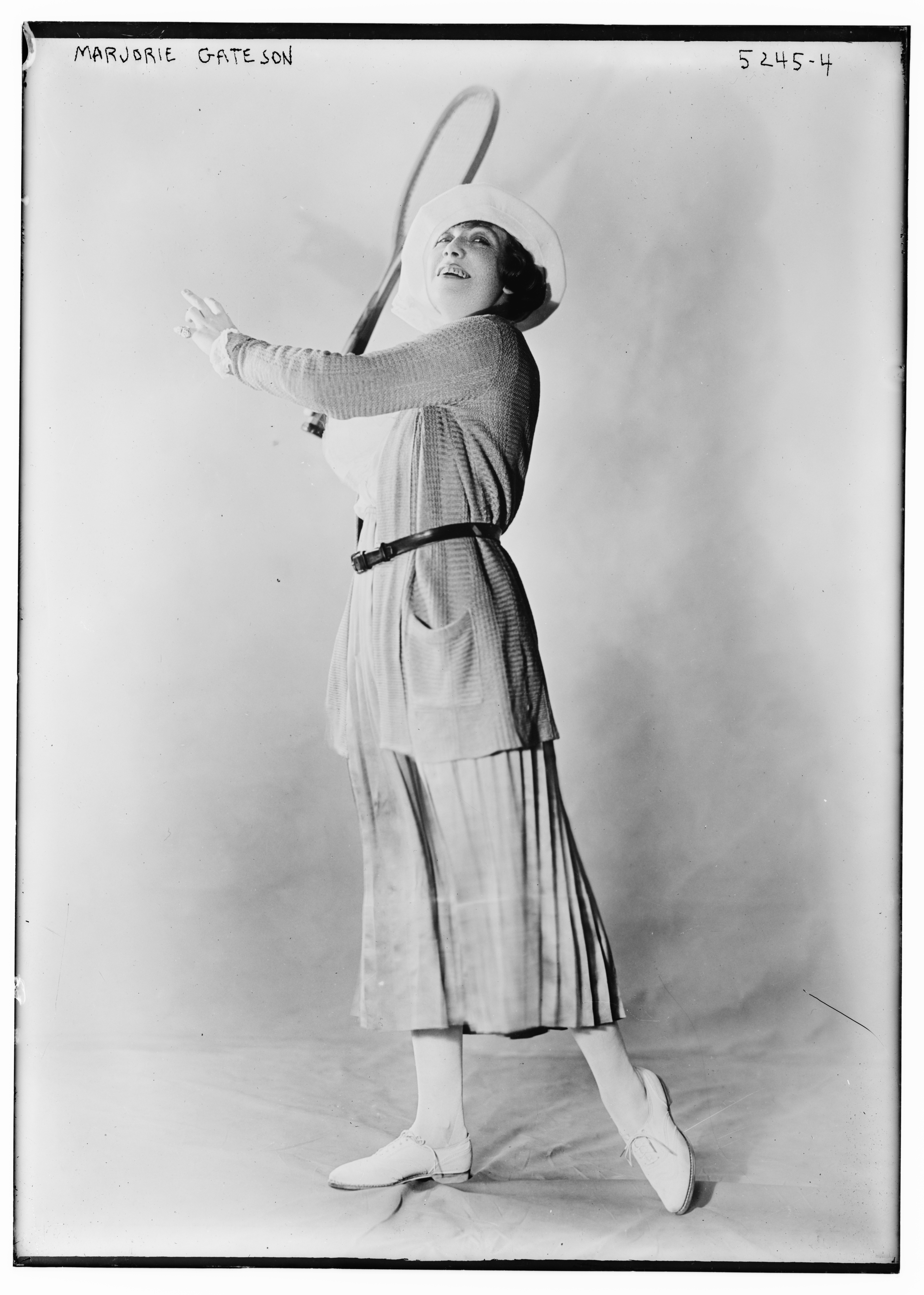
Marjorie Gateson (* 1891)

- 1891: Marjorie Gateson, US-amerikanische Schauspielerin
- 1892: Marie-Anne von Goldschmidt-Rothschild, deutsche Autorin
- 1892: Gaby Jouval, schweizerische Modedesignerin und Unternehmerin
- 1893: Heinrich Ernst Boeters, evangelischer Theologe und Oberkonsistorialrat
- 1893: Ernst Egli, österreichisch-schweizerischer Architekt und Stadtplaner
- 1893: Anton Kehrer, österreichischer Politiker
- 1893: Fritz Wrampe, deutscher Bildhauer
- 1894: Etkar André, deutscher Widerstandskämpfer, Politiker und Antifaschist
- 1894: Werner March, deutscher Architekt
- 1895: John Duff, kanadischer Automobilrennfahrer
- 1895: Hugo Karpf, deutscher Schneider und Politiker, MdR, MdB, genannt „Vater der Heimarbeiter“
- 1995: Francesco Mattea, italienischer Fußballschiedsrichter
- 1896: Wilhelm Adams, deutscher Dirigent, Chorleiter und Komponist
- 1896: Hugo Chaim Adler, belgisch-US-amerikanischer Komponist
- 1896ː Eva Christa, deutsche Schauspielerin und eine der ersten Filmregisseurinnen in Deutschland

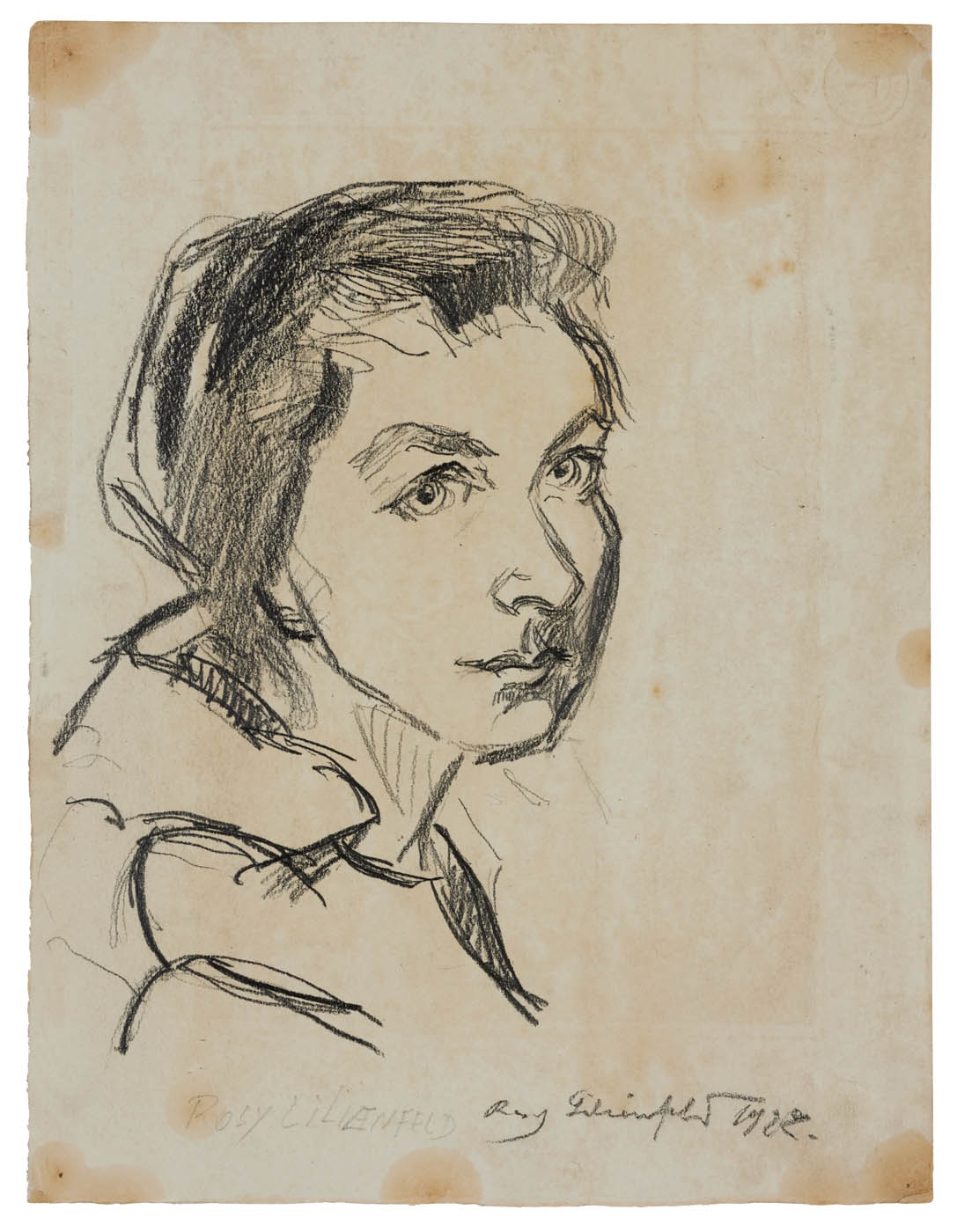
Rosy Lilienfeld (* 1896)

- 1896: Rosy Lilienfeld, deutsche Malerin und Grafikerin, Opfer des Holocaust
- 1897: Nils Asther, schwedischer Schauspieler
- 1897: Georg Dix, deutscher Politiker und Widerstandskämpfer
- 1897: Werner Hilpert, deutscher Politiker, Widerstandskämpfer im KZ Buchenwald, MdL, Landesminister, MdB
- 1897: Donald Marcus Kelway Marendaz, britischer Kampfflieger, Unternehmer, Automobilrennfahrer und Konstrukteur
- 1897: Margherita Osswald, Schweizer Malerin und Bildhauerin
- 1897: Marcel Petiot, französischer Arzt und Serienmörder
- 1898: Jerzy Lefeld, polnischer Komponist, Pianist und Musikpädagoge
- 1898: Karl E. Schedl, österreichischer Zoologe und Forstwissenschaftler
- 1898: Carl Maria Splett, deutscher Priester, Bischof von Danzig, Administrator der polnischen Diözese Kulm

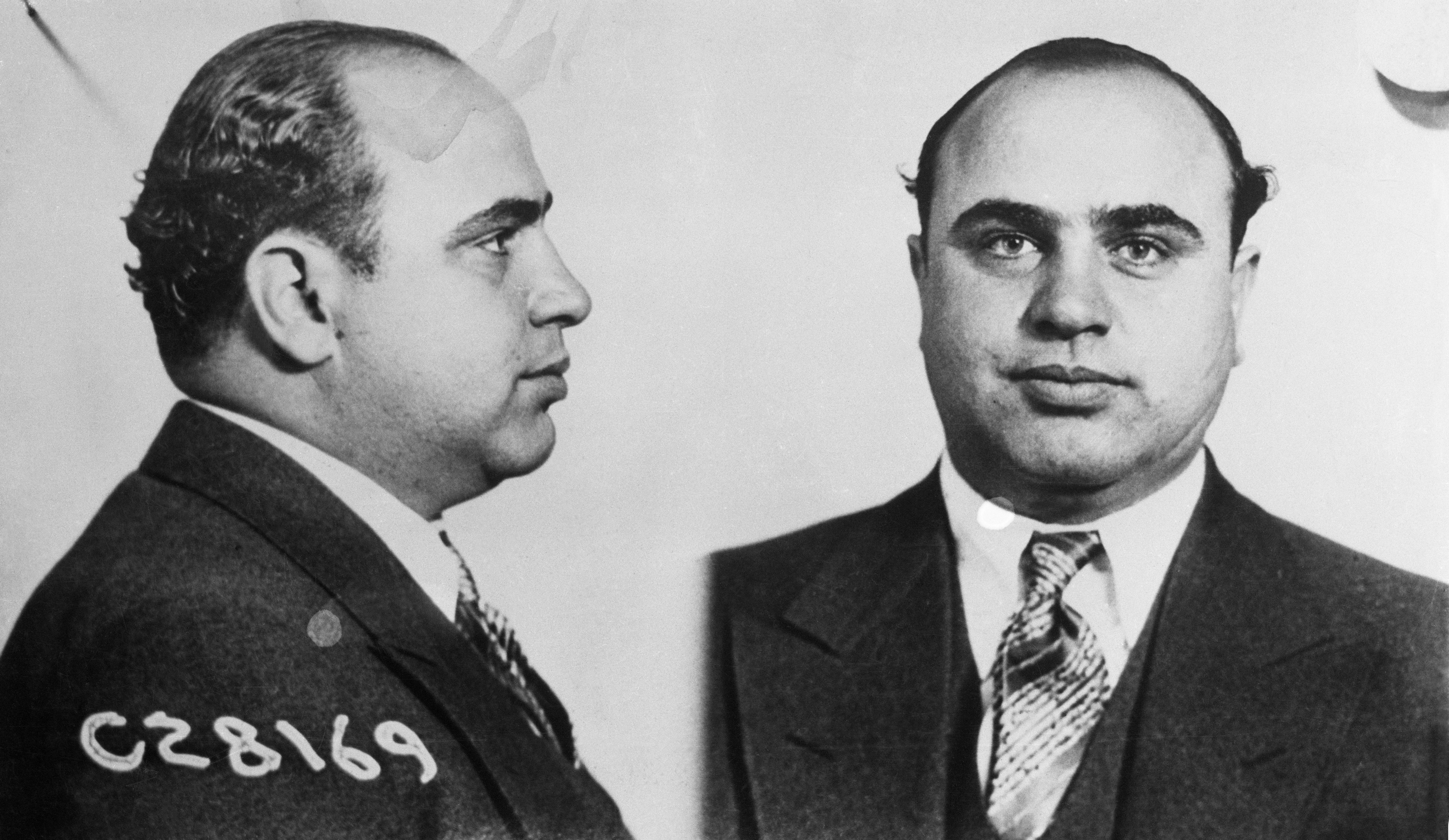
Al Capone (* 1899)

- 1899: Al Capone, US-amerikanischer Verbrecher und Gangsterboss
- 1899: Nevil Shute, britischer Schriftsteller, Flugzeugingenieur und Pilot
- 1900: Hayashi Fubō, japanischer Schriftsteller
- 1900: Charlotte Küter, deutsche Schauspielerin

### 20. Jahrhundert

#### 1901–1925
- 1901: Aron Gurwitsch, US-amerikanischer Philosoph
- 1901: Malcolm MacDonald, britischer Politiker
- 1901: William A. Mueller, US-amerikanischer Tontechniker

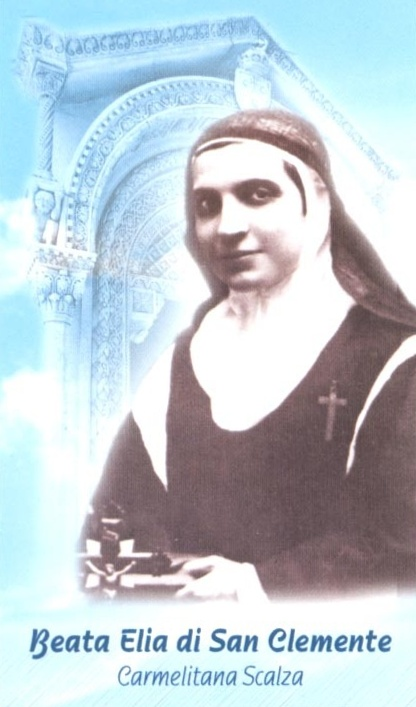
Elia di San Clemente (* 1901)

- 1901: Elia di San Clemente, italienische Nonne, die als Selige verehrt wird
- 1901: Konrad von Schubert, deutscher Botschafter
- 1902: Martin Harlinghausen, deutscher Offizier
- 1902: Edoardo Teagno, italienischer Automobilrennfahrer
- 1903: Katharina Müller, Ordensschwester und Lebensretterin
- 1903: Hans Rheinwald, deutscher Agrarwissenschaftler
- 1903: Wilhelm Sebastian, deutscher Automobilrennfahrer und Rennmechaniker
- 1904: André Blusset, französischer Skilangläufer
- 1904: Franz Grobben, Regierungspräsident von Köln
- 1904: Patsy Ruth Miller, US-amerikanische Schauspielerin
- 1905: Louis Armand, französischer Bergbauingenieur, Eisenbahner und Präsident der Europäischen Atomgemeinschaft
- 1905: Sophie Friedländer, deutsch-britische Pädagogin
- 1905: Peggy Gilbert, US-amerikanische Jazz-Saxophonistin und Bandleaderin
- 1905: Hilde Hubbuch, deutsch-US-amerikanische Fotografin
- 1905: Eduard Oja, estnischer Komponist
- 1905: Mona Ray, US-amerikanische Schauspielerin
- 1905: Artur Streiter, deutscher Schriftsteller und Anarchist
- 1906: Guillermo Stábile, argentinischer Fußballspieler
- 1906: Anton Tautscher, österreichischer Professor für Volkswirtschaftslehre und Finanzwissenschaft

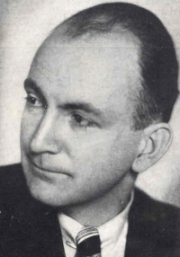
Henk Badings (* 1907)

- 1907: Henk Badings, niederländischer Komponist
- 1907: Hans Rosenwald, deutsch-US-amerikanischer Musikwissenschaftler
- 1908: Ernst von Caemmerer, deutscher Rechtswissenschaftler
- 1908: Cus D’Amato,  US-amerikanischer Boxtrainer

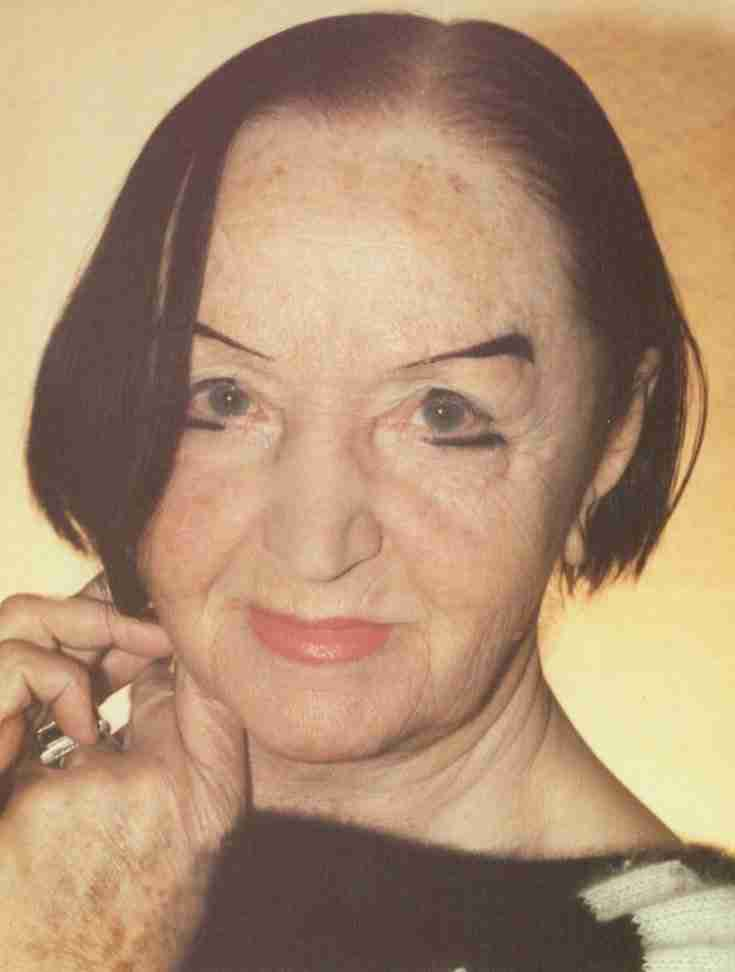
Edith Hultzsch (* 1908)

- 1908: Edith Hultzsch, deutsche Malerin
- 1908: Heinz Marten, deutscher Oratorien-Tenor und Liedersänger
- 1908: Freda Niemann, eine der ersten studierten Theologinnen in Deutschland
- 1909: Freddie Frinton, britischer Komiker
- 1909: Elisabeth Hering, deutsche Schriftstellerin
- 1909: Melitta Schnarrenberger, deutsche Malerin und Kommunalpolitikerin
- 1910: Igor Dmitrijewitsch Ado, russischer Mathematiker

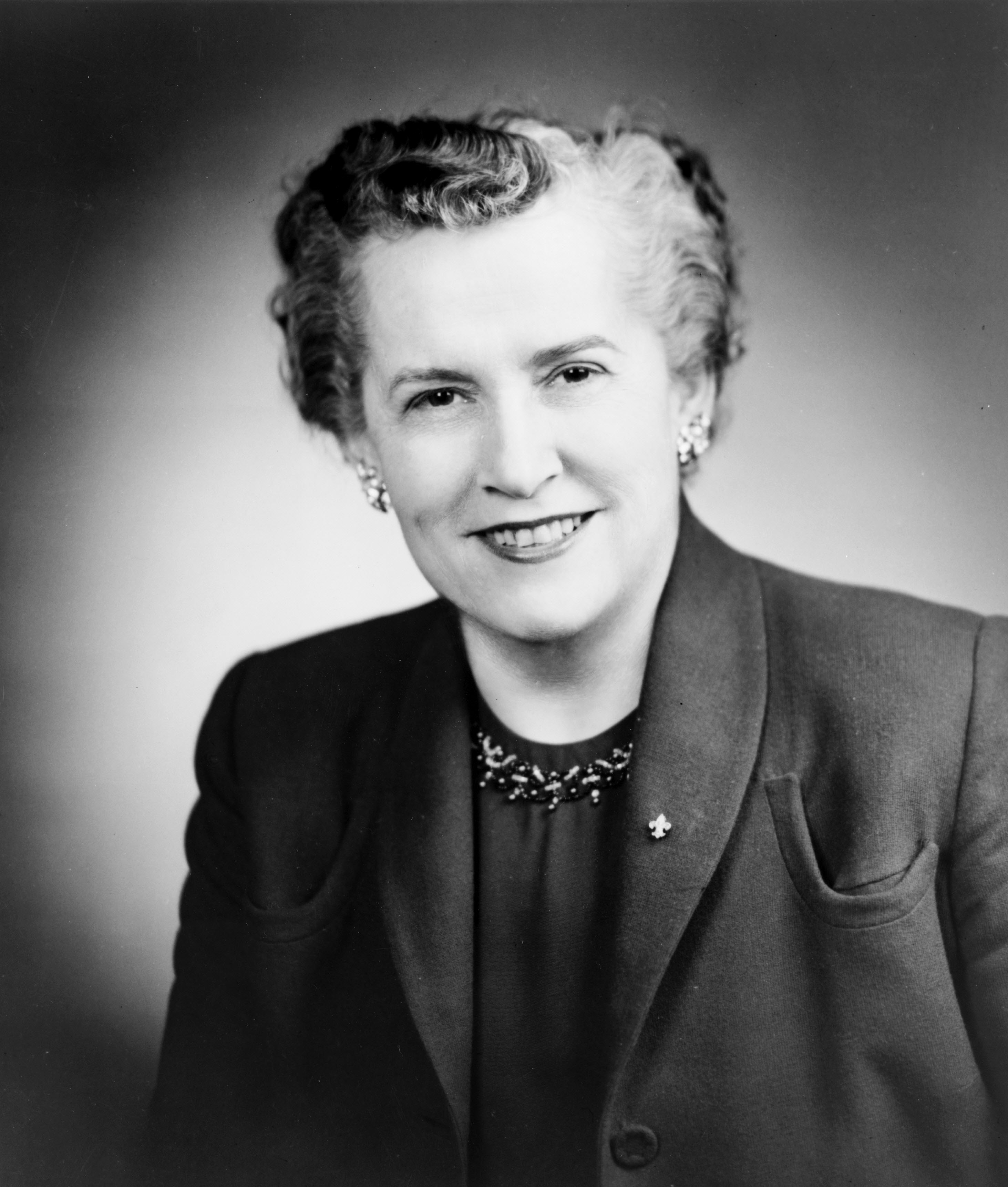
Edith Green (* 1910)

- 1910: Edith Green, US-amerikanische Politikerin
- 1910: Ambros Josef Pfiffig, österreichischer Etruskologe
- 1911: George Stigler, US-amerikanischer Ökonom
- 1912: Friedrich Donenfeld, österreichischer Fußballspieler und Trainer
- 1912: Orest Alexandrowitsch Jewlachow, russischer Komponist
- 1912: Fritz Rößler, deutscher Politiker
- 1912: Bob Zurke, US-amerikanischer Jazzpianist und -komponist
- 1913: Lotte Berk, deutsch-britische Tänzerin und Trainingstheoretikerin
- 1913: Walther Schmidt, deutscher Kirchenmusiker
- 1913: Werenfried van Straaten, niederländischer katholischer Ordenspriester, Begründer des Hilfswerkes Kirche in Not
- 1914: Anacleto Angelini, italienisch-chilenischer Unternehmer
- 1914: Kurt Franz, deutscher Koch, SS-Unteroffizier, Aufseher des Vernichtungslagers Treblinka und Massenmörder
- 1914: Luis de la Fuente, mexikanischer Fußballspieler
- 1914: Toni Hilti, Liechtensteiner Unternehmer
- 1914: Howard Marion-Crawford, britischer Schauspieler
- 1914: Kurt Plenzat, deutscher Offizier, Bomberpilot im Zweiten Weltkrieg
- 1914: Gretl Schörg, österreichische Operettensängerin und Schauspielerin
- 1914: Fang Zhaoling, chinesische Malerin
- 1915: Salvatore Asta, italienischer Erzbischof und vatikanischer Diplomat
- 1916: Marcella De Marchis, italienische Kostümbildnerin
- 1916: Ortrud von der Recke, deutsche Schauspielerin
- 1917: Matéo Maximoff, erster Schriftsteller der französischen Roma
- 1917: Amelia Piccinini, italienische Leichtathletin

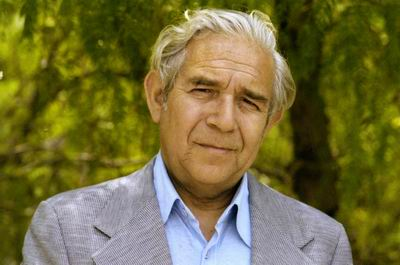
Jacob Pins (* 1917)

- 1917: Jacob Pins, deutsch-israelischer Künstler
- 1917: M. G. Ramachandran, indischer Filmschauspieler und Politiker
- 1918: Joseph W. Barr, US-amerikanischer Politiker
- 1918: Irene Daye, US-amerikanische Jazzsängerin
- 1918: Elsa Grave, schwedische Lyrikerin und Dramatikerin
- 1918: Dezsőné Józsa, ungarische Diskuswerferin
- 1918: George Michael Leader, US-amerikanischer Politiker
- 1918: George Wilson, US-amerikanischer Boxer
- 1919: Elsa Gress, dänische Schriftstellerin
- 1919: Hans Scheuerl, deutscher Erziehungswissenschaftler
- 1920: Bohumil Váňa, tschechischer Tischtennisspieler
- 1921: Jutta Annemarie Barthel, deutsche Tänzerin, Tanzpädagogin, Choreographin und Ballettmeisterin
- 1921: Elfriede Eilers, deutsche Politikerin, MdB
- 1921: Georges Grosjean, Schweizer Historiker, Geograph und Museumsdirektor
- 1921: Antonio Prohías, kubanisch-US-amerikanischer Cartoonist
- 1922: Luis Echeverría Álvarez, mexikanischer Staatspräsident
- 1922: Betty White, US-amerikanische Schauspielerin und Entertainerin
- 1923: Horst E. Brandt, deutscher Film- und Fernsehregisseur
- 1923: Helmut Greulich, deutscher Gewerkschafter und Politiker, MdL und Landesminister
- 1923: Hans Moeckel, Schweizer Komponist und Dirigent
- 1924: Elisabeth Gesche, deutsche Krankenschwester und Honorarkonsulin von Madeira
- 1924: Kurt Grigoleit, deutscher Kameramann
- 1924: John Riseley-Prichard, britischer Automobilrennfahrer
- 1925: Walter Arendt, deutscher Gewerkschafter und Politiker, MdB und Bundesminister, MdEP
- 1925: Duane Hanson, US-amerikanischer Künstler
- 1925: Gertrud Kille, deutsche Kugelstoßerin und Fünfkämpferin
- 1925: Patricia Owens, amerikanische Schauspielerin
- 1925: Peter Sager, Schweizer Politikwissenschaftler und Politiker

#### 1926–1950
- 1926: Robert Filliou, französischer Künstler
- 1926: Herz Frank, lettischer Dokumentarfilmregisseur
- 1926: Aart Geurtsen, niederländischer Politiker
- 1926: Moira Shearer, britische Tänzerin und Schauspielerin
- 1926: Wolf Jobst Siedler, deutscher Schriftsteller und Publizist

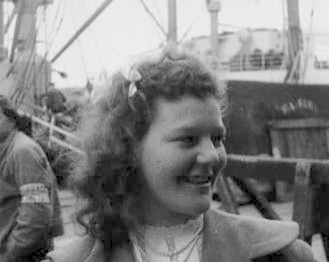
Petronella van Vliet (* 1926)

- 1926: Petronella van Vliet, niederländische Schwimmerin
- 1927: Donald Erb, US-amerikanischer Komponist

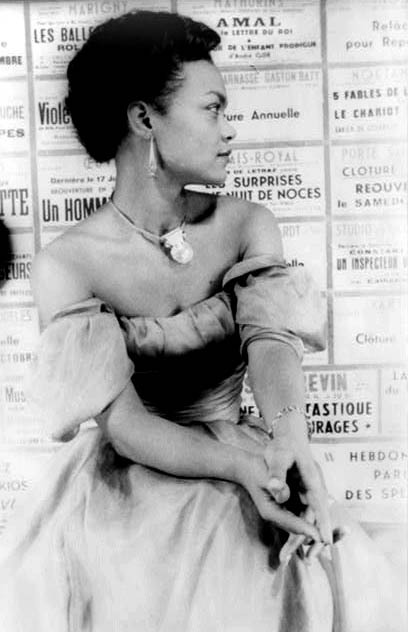
Eartha Kitt (* 1927)

- 1927: Eartha Kitt, US-amerikanische Sängerin und Schauspielerin (Königin der Nachtclubs)
- 1927: Carmen Yvonne Parris, jamaikanische Diplomatin
- 1928: Jean Barraqué, französischer Komponist
- 1928: Roman Frister, polnisch-israelischer Journalist und Schriftsteller
- 1928: Benno Meyer-Wehlack, deutscher Schriftsteller
- 1928: Vidal Sassoon, britischer Friseur und Unternehmer
- 1929: Frances Dafoe, kanadische Eiskunstläuferin
- 1929: Grady Martin, US-amerikanischer Gitarrist
- 1929: Jacques Plante, kanadischer Eishockeyspieler

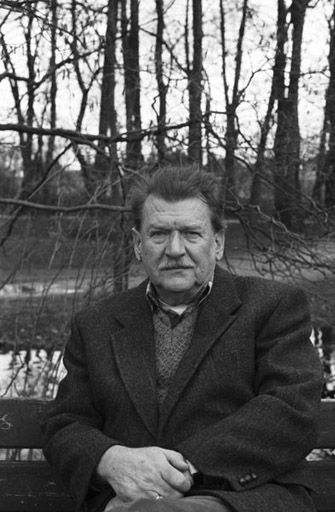
Georg P. Salzmann (* 1929)

- 1929: Georg P. Salzmann, deutscher Büchersammler
- 1929: Antonio Ignacio Velasco García, venezolanischer Geistlicher, Erzbischof von Caracas und Kardinal
- 1929: Jürgen Volkmann, deutscher Jurist
- 1930: Günther Brendel, deutscher Maler und Grafiker
- 1930: Anna Iwanowna Kaaleste, sowjetische Skilangläuferin
- 1931: Felicitas Estermann, deutsche Schriftstellerin
- 1931: Monica Gubser, Schweizer Bühnen- und Filmschauspielerin
- 1931: James Earl Jones, US-amerikanischer Schauspieler
- 1931: Lolita, österreichische Schlagersängerin, Schauspielerin und Fernsehmoderatorin
- 1931: Nikolai von Michalewsky, deutscher Schriftsteller
- 1931: Sonja Sutter, deutsche Schauspielerin
- 1931: Douglas Wilder, US-amerikanischer Politiker
- 1932: Raf Baldassarre, italienischer Schauspieler
- 1932: Hannelore Hauschild, deutsche Politikerin
- 1932: Jackie Henderson, schottischer Fußballspieler
- 1932: Karl Heinrich Oppenländer, deutscher Ökonom
- 1932: Charlotte Schmid, Schweizer Designerin
- 1932: Harry Stelzner, deutscher Fußballspieler

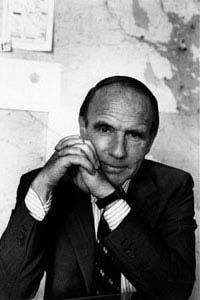
Sadruddin Aga Khan (* 1933)

- 1933: Sadruddin Aga Khan, persisch-französisch-schweizerischer UN-Flüchtlingshochkommissar
- 1933: Dalida, französische Sängerin und Schauspielerin

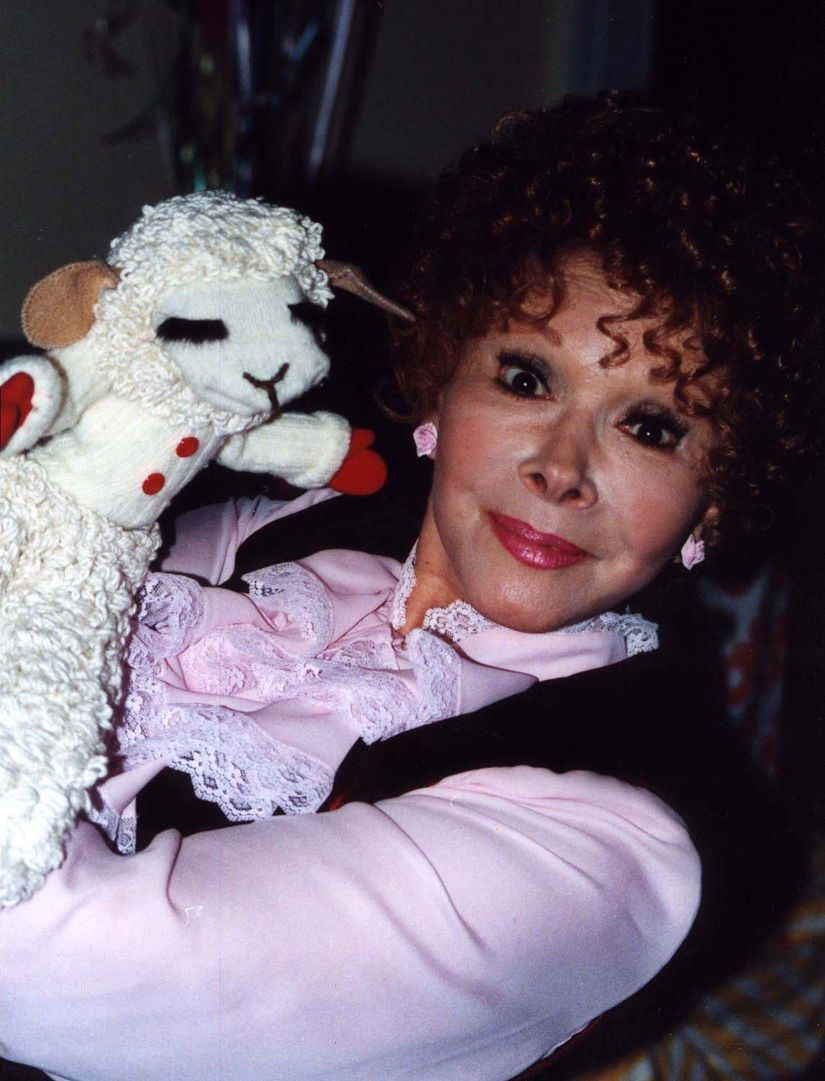
Shari Lewis (* 1933)

- 1933: Shari Lewis, US-amerikanische Puppenspielerin und Bauchrednerin
- 1933: Sheree North, US-amerikanische Schauspielerin
- 1933: Walburga Zizka, deutsche Politikerin
- 1934: Ingeborg Hansen, deutsche Malerin und Kunsterzieherin
- 1934: Marilyn Horne, US-amerikanische Mezzosopranistin
- 1934: Lidia Korsakówna, polnische Film-, Fernseh- und Theaterschauspielerin
- 1935: Günter Bär, deutscher Fußballtorhüter
- 1935: Jeremias Kaligiorgis, Schweizer Metropolit
- 1935: Rolf Kurz, deutscher Unternehmer, Politiker, MdL
- 1935: Ruth Ann Minner, US-amerikanische Politikerin
- 1935: Kazuko Yamaizumi, japanische Tischtennisspielerin
- 1936: Klaus M. Rarisch, deutscher Lyriker
- 1937: Prospero Nale Arellano, philippinischer Bischof-Prälat
- 1937: Stephen Strimpell, US-amerikanischer Schauspieler und -lehrer

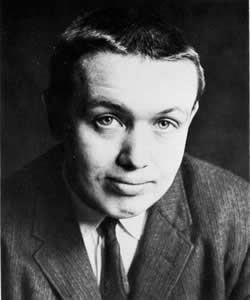
John Bellairs (* 1938)

- 1938: John Bellairs, US-amerikanischer Autor
- 1938: Toini Gustafsson, schwedische Skilangläuferin und Olympiasiegerin
- 1939: Eugenio Arellano Fernández, spanischer Vikar

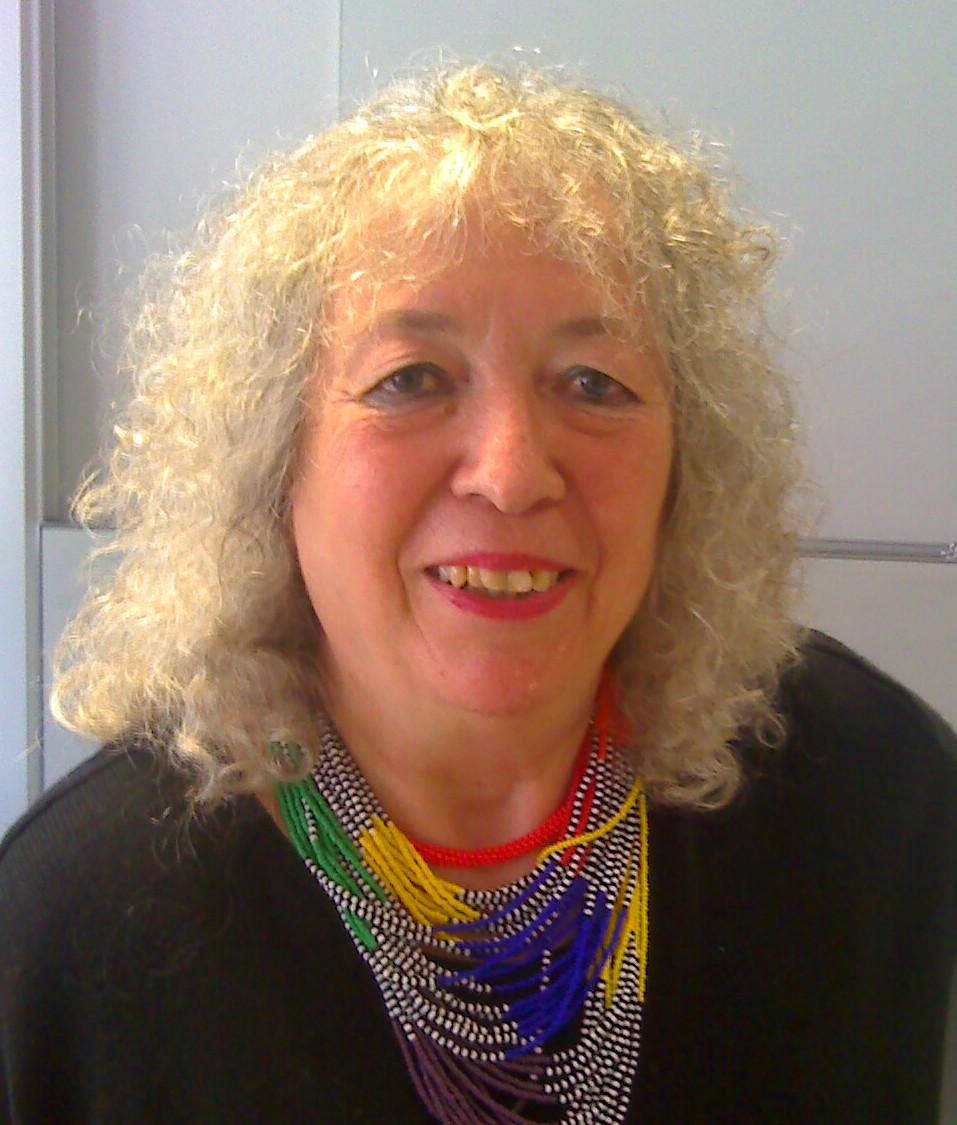
Annelie Keil (* 1939)

- 1939: Annelie Keil, deutsche Soziologin und Gesundheitswissenschaftlerin
- 1939: Maury Povich, US-amerikanischer Fernsehmoderator
- 1939: Ingeborg Tamm, deutsche Politikerin
- 1940: Hans-Jürgen Ambrosius, deutscher Gewerkschaftsfunktionär
- 1940: Frieder Birzele, deutscher Politiker, MdL
- 1940: Hans-Werner Hector, deutscher Mathematiker, Mitgründer des Unternehmens SAP
- 1940: Kipchoge Keino, kenianischer Leichtathlet
- 1940: Leighton Rees, walisischer Dartspieler
- 1940: Mircea Ion Snegur, moldawischer Politiker
- 1940: Nerses Bedros XIX. Tarmouni, Patriarch des armenisch-katholischen Patriarchats von Kilikien
- 1940: Tabaré Vázquez, uruguayischer Politiker
- 1941: René Binggeli, Schweizer Radsportler
- 1941: Sylvie Le Bon de Beauvoir, französische Schriftstellerin und Philosophieprofessorin
- 1941: Karin Reichert-Frisch, deutsche Leichtathletin
- 1941: Amanda Mireya Terán Munguía, mexikanische Botschafterin
- 1941: Ruth von Truchseß, deutsche Politikerin
- 1941: Gillian Weir, neuseeländische Organistin und Cembalistin

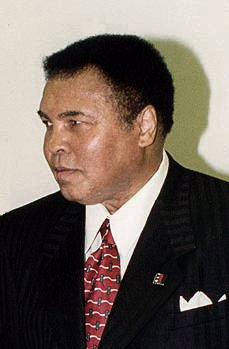
Muhammad Ali (* 1942)

- 1942: Muhammad Ali, US-amerikanischer Box-Weltmeister
- 1942: Ulf Grahn, schwedischer Komponist
- 1942: Rudolf Hickel, deutscher Wirtschaftswissenschaftler
- 1942: Ulf Hoelscher, deutscher Violinist
- 1942: Frank Lehmann, deutscher Wirtschaftsjournalist
- 1942: Karel Van Miert, belgischer Politiker
- 1942: Nancy Parsons, US-amerikanische Film- und Theaterschauspielerin

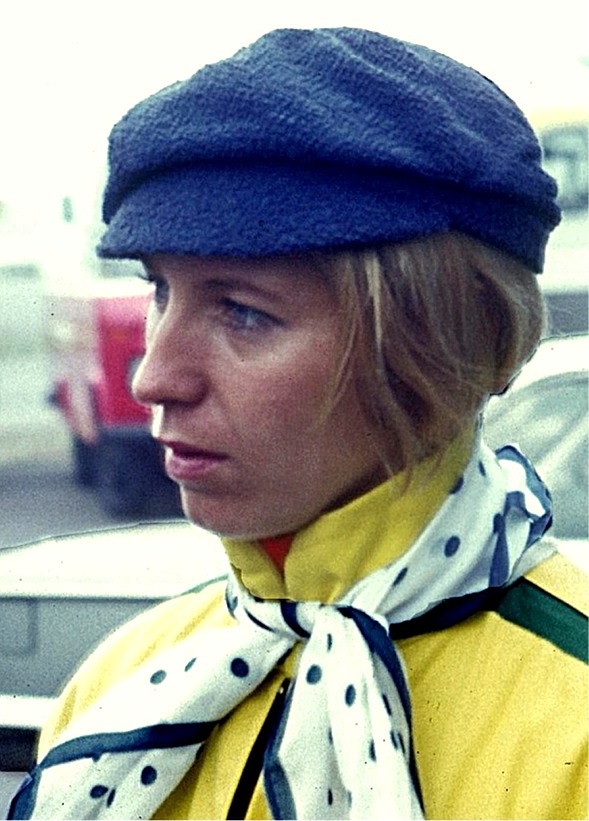
Hannelore Werner (* 1942)

- 1942: Hannelore Werner, deutsche Motorsportlerin
- 1943: Billy Harper, US-amerikanischer Jazzmusiker
- 1943: Hans-Jürgen Krahl, deutscher Studentenaktivist
- 1943: Gret Loewensberg, Schweizer Architektin
- 1943: Marianne Manda, deutsche Künstlerin
- 1943: Chris Montez, US-amerikanischer Sänger
- 1943: René Préval, haitianischer Staatspräsident
- 1943: Marlene Rahn, deutsche Schauspielerin
- 1944: Václav Bělohradský, tschechischer Philosoph, Soziologe und Politologe
- 1944: Françoise Hardy, französische Schlagersängerin und Filmschauspielerin
- 1944: Roland Hetzer, deutscher Arzt und Wissenschaftler

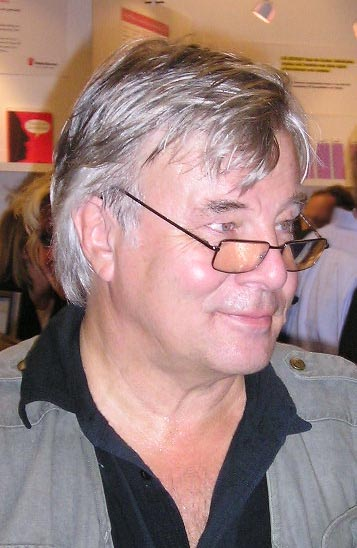
Jan Guillou (* 1944)

- 1944: Jan Guillou, schwedischer Journalist und Romanautor
- 1944: Beatriz Lockhart, uruguayische Komponistin
- 1944: Bernd Mützelburg, deutscher Diplomat
- 1944: Einar Schleef, deutscher Schriftsteller und Regisseur
- 1945: Javed Akhtar, indischer Drehbuchautor, Poet und Liedtexter
- 1945: Anne Cutler, australische Psycholinguistin

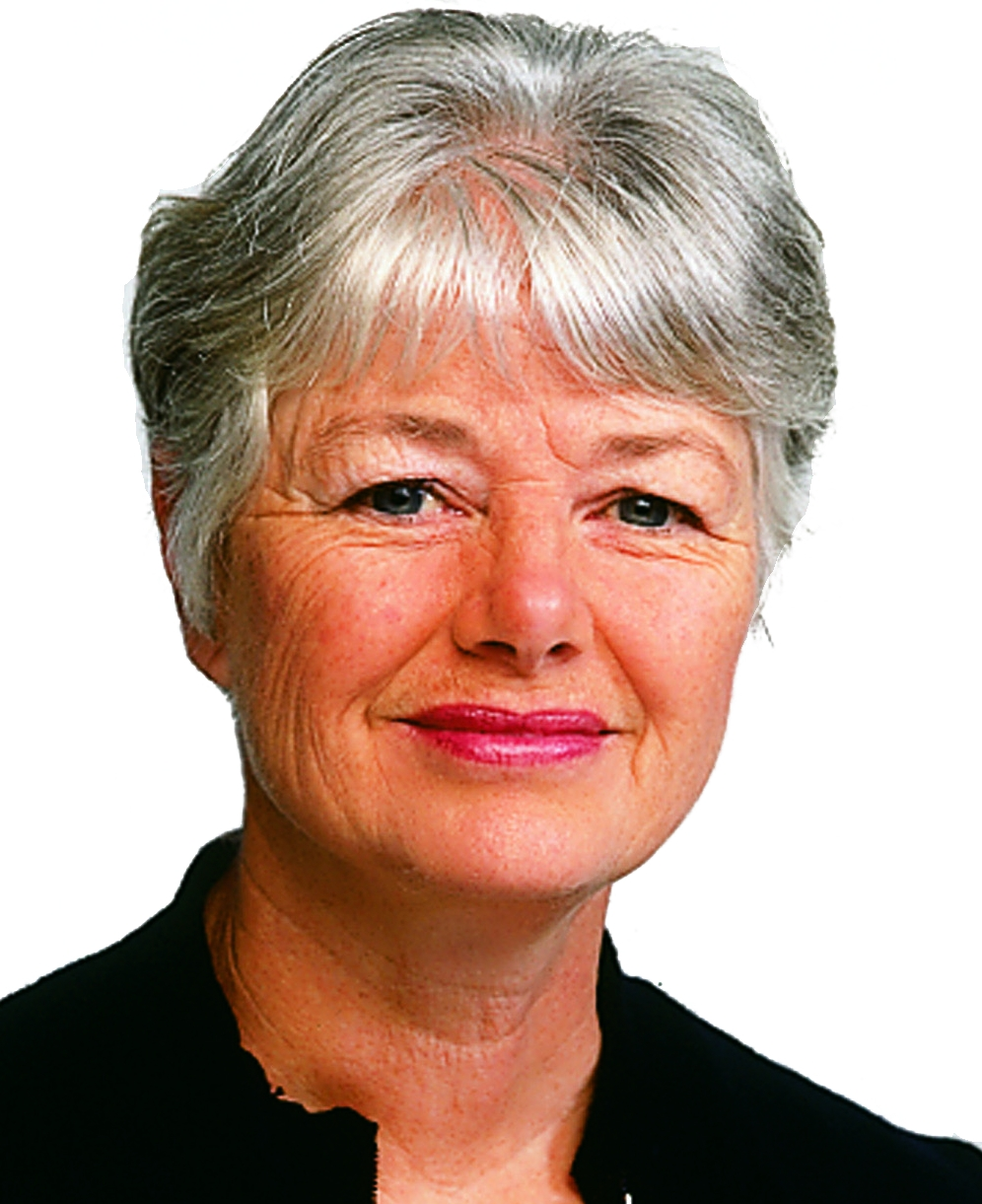
Jeanette Fitzsimons (* 1945)

- 1945: Jeanette Fitzsimons, neuseeländische Politikerin
- 1945: Iwan Karabyz, ukrainischer Komponist und Dirigent
- 1945: Ib Michael, dänischer Schriftsteller
- 1946: Lidija Nikolajewna Alfejewa, sowjetische Weitspringerin
- 1946: Jessica Benjamin, US-amerikanische Psychoanalytikerin und Feministin
- 1946: Frank Geerk, Schriftsteller, Dichter
- 1946: François Walthéry, belgischer Comiczeichner
- 1947: Hermann Aschwer, deutscher Triathlet und Autor
- 1947: Joanna David, britische Theater- und Filmschauspielerin
- 1947: Herman van Dijk, niederländischer Ökonometriker
- 1947: Jane Elliot, US-amerikanische Schauspielerin
- 1947: Dale McCormick,  US-amerikanische Unternehmerin und Politikerin
- 1947: Una Morris, jamaikanische Sprinterin
- 1947: Karen Jespersen, dänische Journalistin und Politikerin
- 1947: Mary Nolan, US-amerikanische Historikerin
- 1947: Peter Werner, US-amerikanischer Film- und Fernsehregisseur, Filmproduzent
- 1948: Hella Eckert, deutsche Schriftstellerin

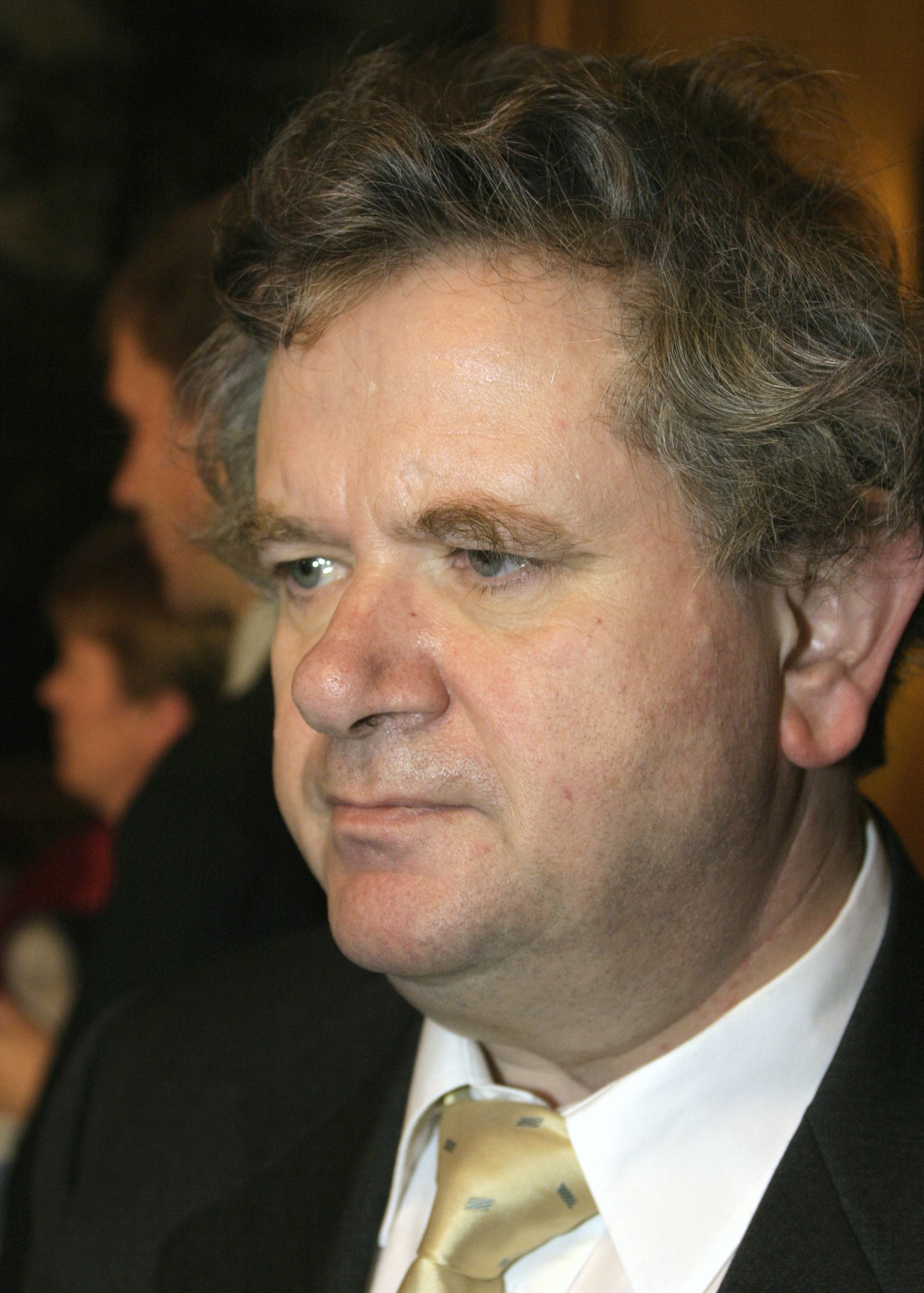
Davíð Oddsson (* 1948)

- 1948: Davíð Oddsson, isländischer Politiker und Autor, Ministerpräsident, Zentralbankchef
- 1948: Anne Queffélec, französische Pianistin
- 1948: Wolfgang Volz, deutscher Fotograf
- 1949: Anita Borg, US-amerikanische Informatikerin und Frauenrechtlerin (Cyberfeminismus)
- 1949: Gyude Bryant, liberianischer Staatspräsident
- 1949: Andy Kaufman, US-amerikanischer Entertainer und Schauspieler
- 1949: Heini Hemmi, Schweizer Skirennläufer
- 1949: Marie-France Jean-Georges, französische Skirennläuferin
- 1949: Sandra Mason, barbadische Anwältin, Richterin und Politikerin, Staatspräsidentin von Barbados
- 1949: Dick Nanninga, niederländischer Fußballspieler
- 1949: Mick Taylor, britischer Gitarrist
- 1949: Debbie Watson, US-amerikanische Schauspielerin
- 1950: Doris Bierett, deutsche Sängerin, Kabarettistin und Schauspielerin
- 1950: Cristina Galbó, spanische Schauspielerin
- 1951: Roland Thöni, italienischer Skirennläufer

#### 1951–1975
- 1951: Heinz-Dieter Assmann, deutscher Jurist
- 1951: Ans van Gerwen, niederländische Turnerin
- 1951: Juliane Korén, deutsche Schauspielerin
- 1951: Juri Saizew, sowjetisch-russischer Gewichtheber, Olympiasieger
- 1951: Rolf Ziegler, deutscher Leichtathlet
- 1952: Saulius Arlauskas, litauischer Jurist, Rechtsphilosoph
- 1952: Kazuya Katō, japanischer Mathematiker
- 1952: Kevin Reynolds, US-amerikanischer Rechtsanwalt, Filmregisseur und Drehbuchautor
- 1952: Ryūichi Sakamoto, japanischer Komponist, Pianist, Produzent und Schauspieler
- 1952: Michael Sommer, deutscher Gewerkschafter, Bundesvorsitzender des DGB

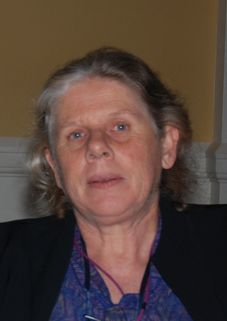
Cath Wallace (* 1952)

- 1952: Cath Wallace, neuseeländische Umweltaktivistin und Akademikerin
- 1953: Ruth Hammerbacher, deutsche Politikerin, MdL
- 1953: Rosemarie Hein, deutsche Politikerin, MdL, MdB
- 1953: Ursula Langendorf, deutsche Politikerin, MdL
- 1953: Agnese Possamai, italienische Mittel- und Langstreckenläuferin
- 1953: Geraldine L. Richmond, US-amerikanische Physikerin und Chemikerin

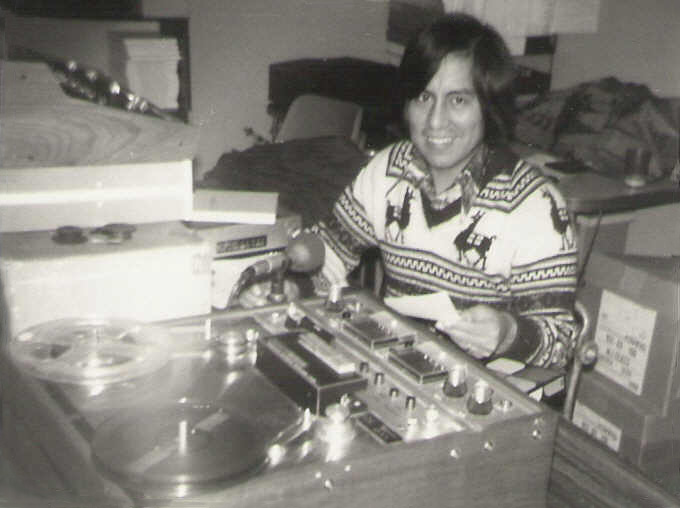
Rómulo Sauñe Quicaña (* 1953)

- 1953: Rómulo Sauñe Quicaña, peruanischer evangelischer Pastor und Übersetzer
- 1954: Cheryl Bentyne, US-amerikanische Sängerin

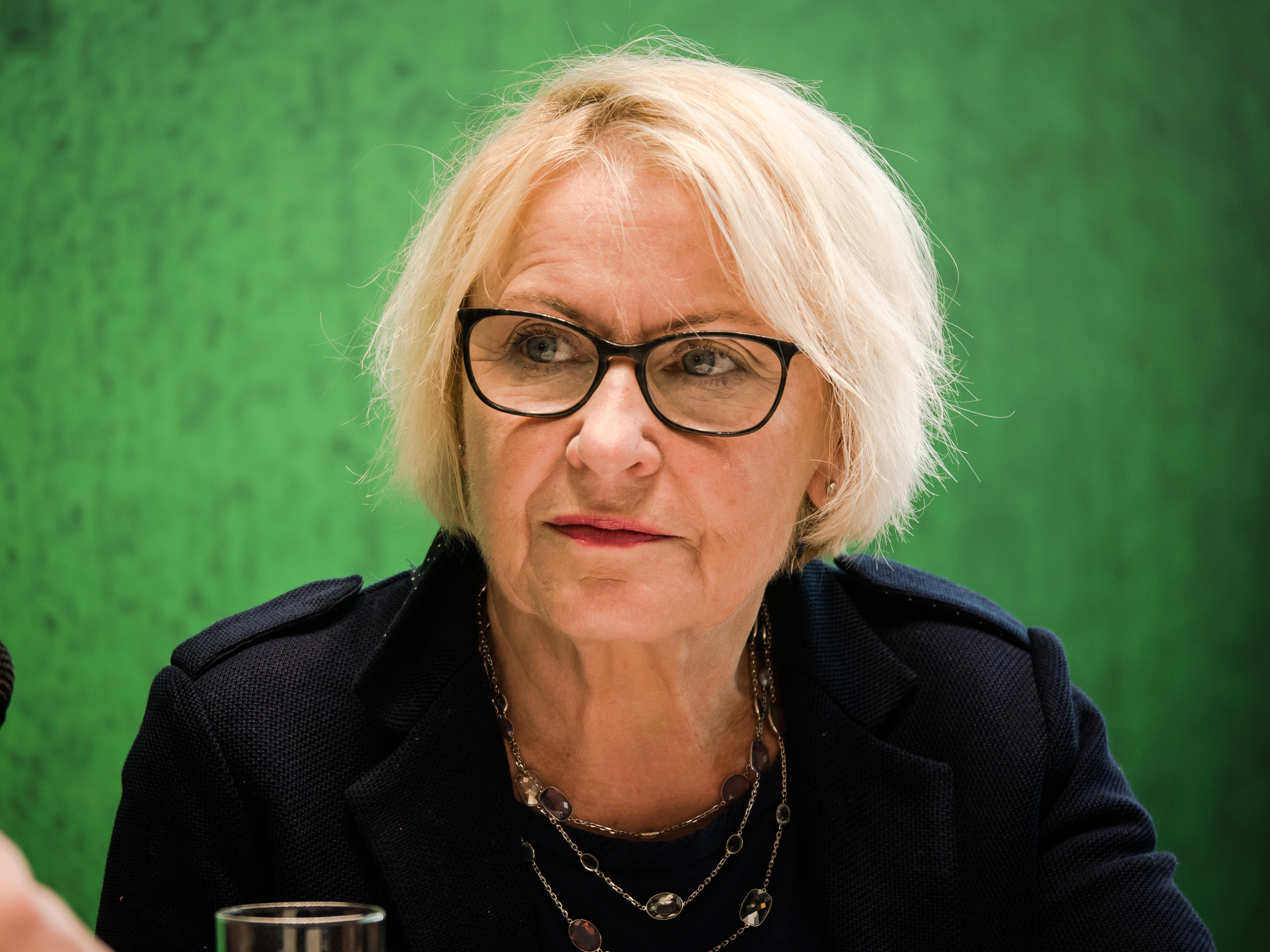
Bascha Mika (* 1954)

- 1954: Robert Francis Kennedy junior, US-amerikanischer Anwalt, Umweltaktivist und Autor
- 1954: Bascha Mika, deutsche Journalistin und Publizistin
- 1954: Marina Rossell, katalanische Sängerin

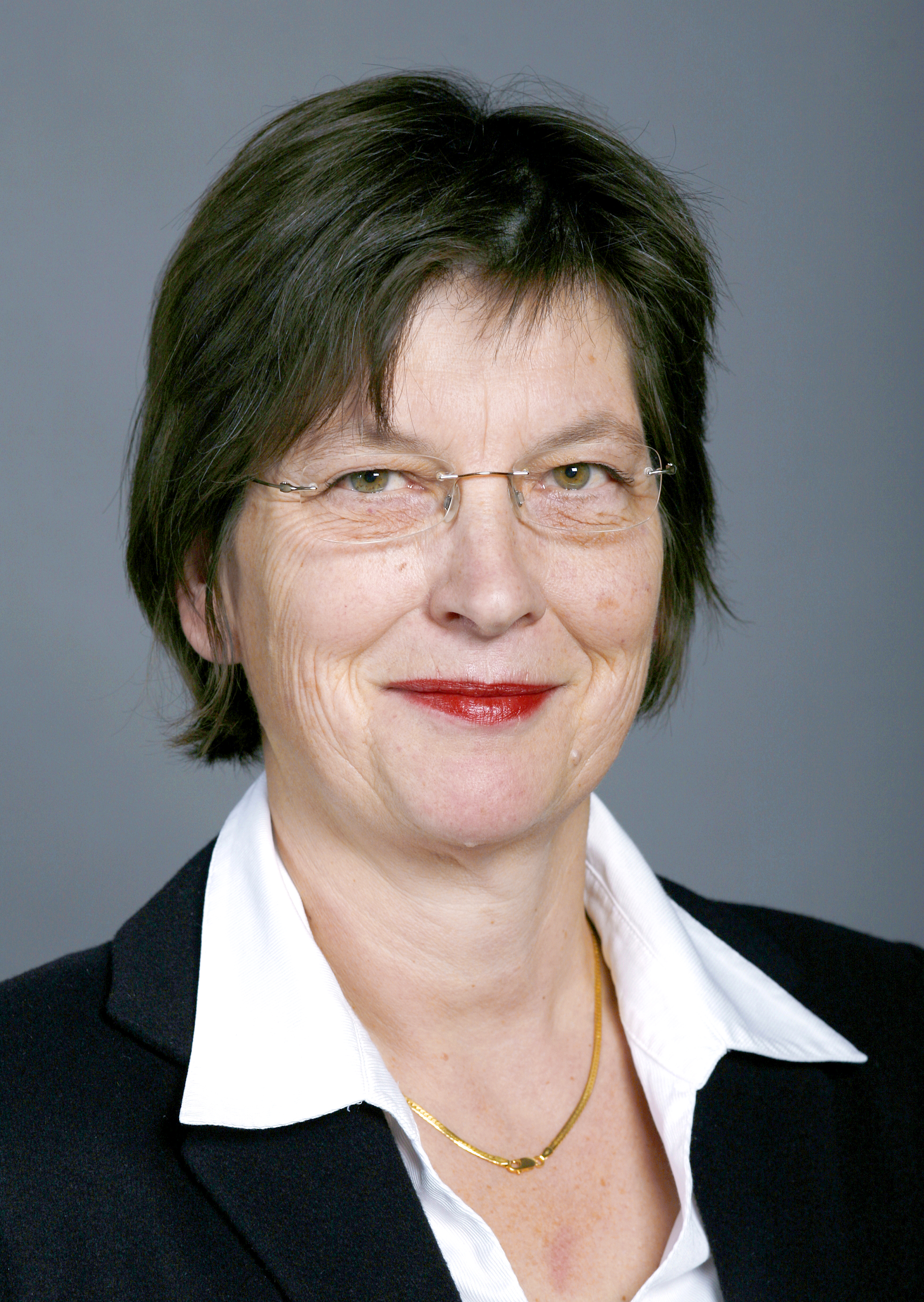
Silvia Schenker (* 1954)

- 1954: Silvia Schenker, Schweizer Politikerin

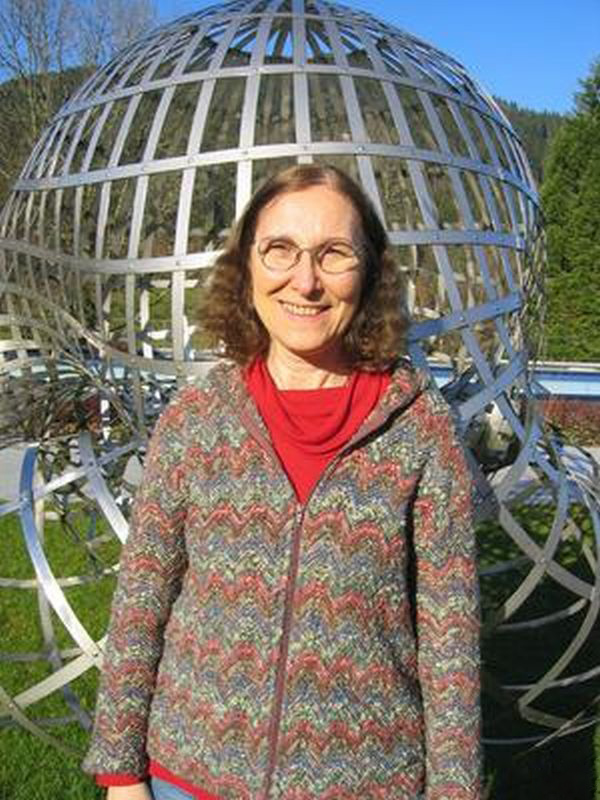
Alicia Dickenstein (* 1955)

- 1955: Alicia Dickenstein, argentinische Mathematikerin
- 1955: Steve Earle, US-amerikanischer Country-Sänger und Songschreiber

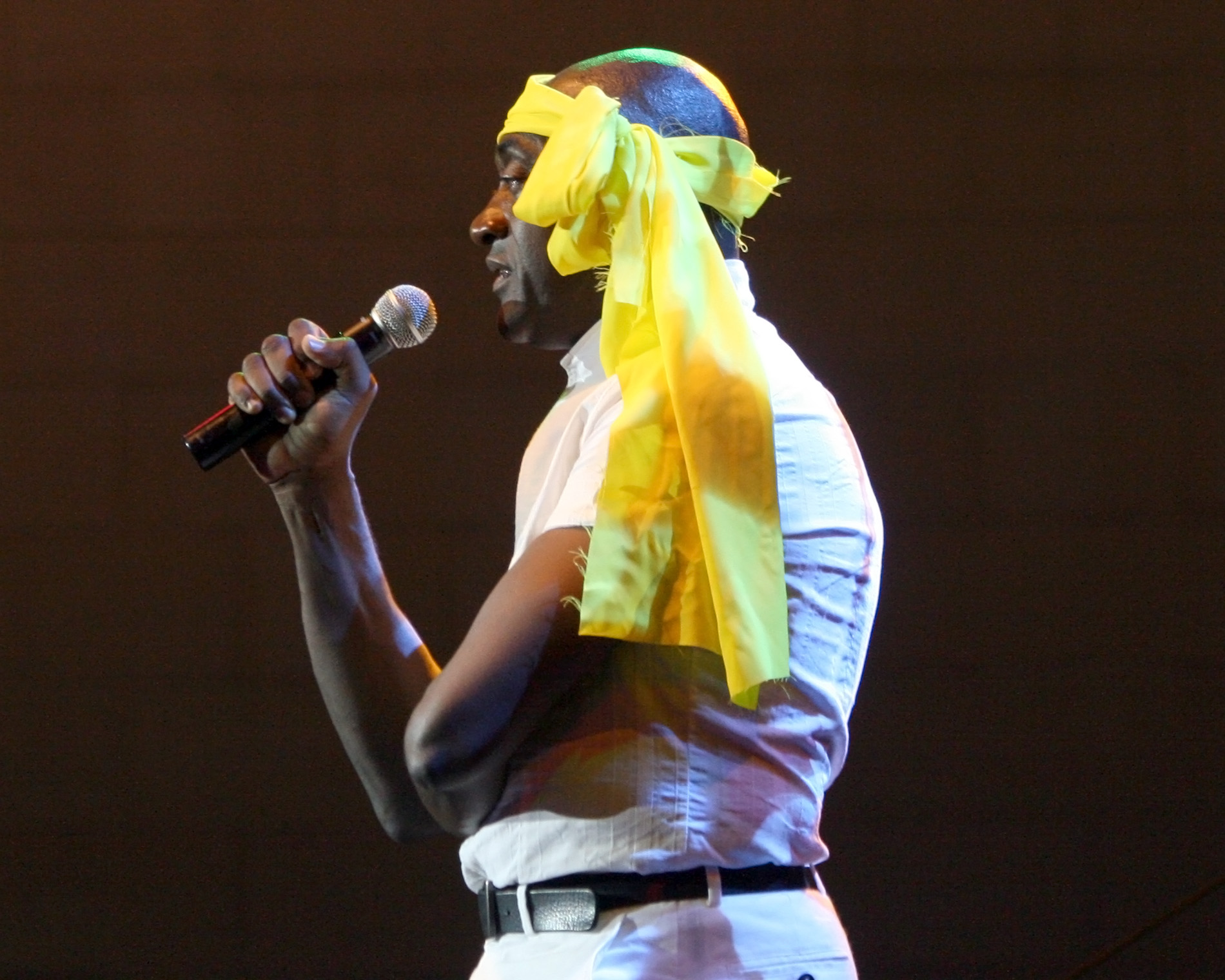
Ismael Ivo (* 1955)

- 1955: Ismael Ivo, brasilianischer Tänzer und Choreograf
- 1955: Katalin Karikó, ungarisch-US-amerikanische Biochemikerin
- 1955: Barry Lane, deutscher Sänger, Musiker, Komponist und Produzent
- 1955: Robby Musenbichler, österreichischer Gitarrist, Komponist und Musikproduzent
- 1955: Pietro Parolin, katholischer Erzbischof und vatikanischer Diplomat

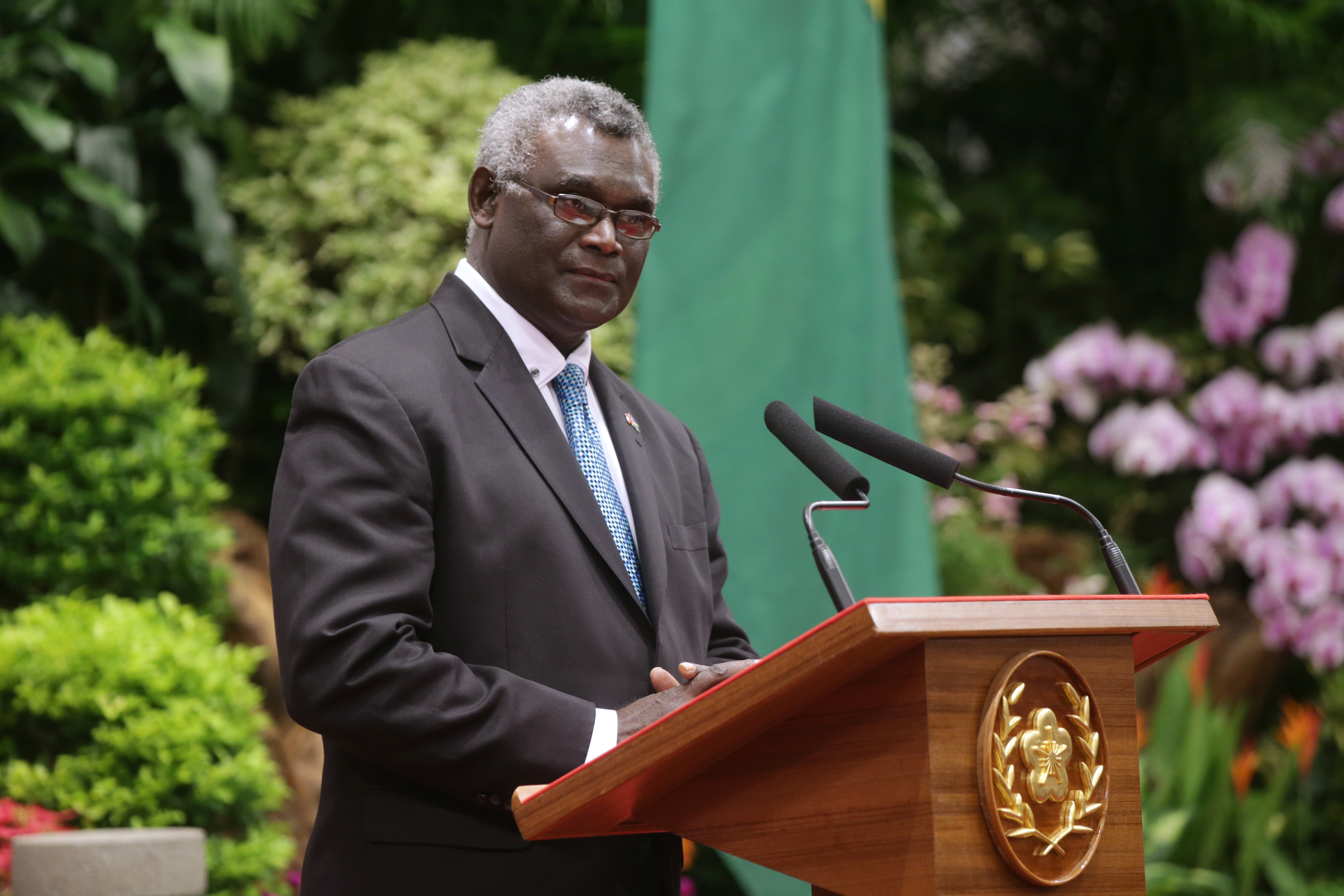
Manasseh Sogavare (* 1955)

- 1955: Manasseh Sogavare, salomonischer Politiker, Premierminister der Salomonen
- 1955: Henryk Średnicki, polnischer Boxer
- 1955: Jost Stollmann, deutscher Unternehmer
- 1955: Susanne Uhlen, deutsche Schauspielerin
- 1956: Hubertus Czernin, österreichischer Journalist und Verleger
- 1956: Mitch Vogel, US-amerikanischer Schauspieler

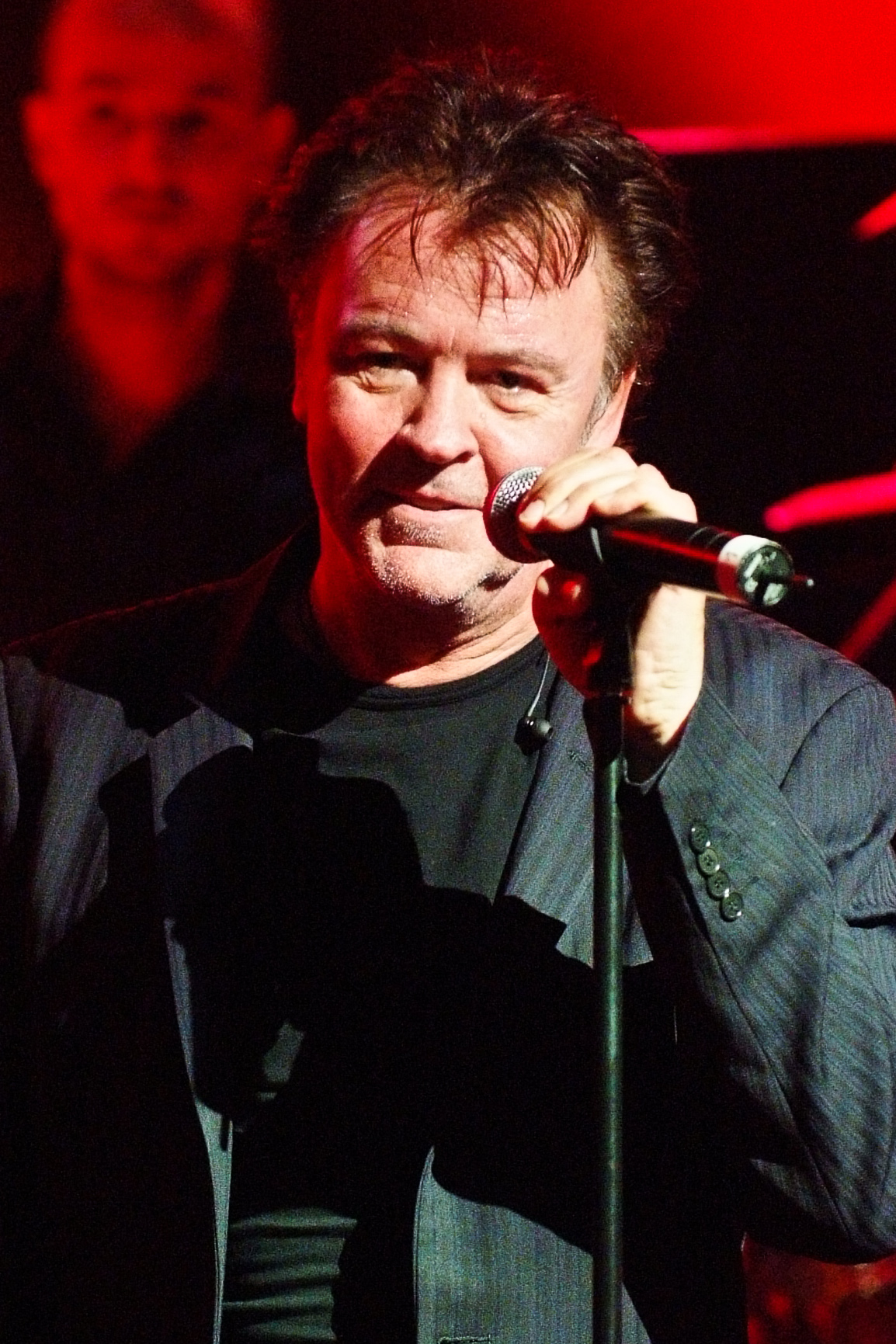
Paul Young (* 1956)

- 1956: Paul Young, britischer Sänger und Songschreiber
- 1957: Nancy Argenta, kanadische Sopranistin
- 1957: Bernd Hitzler, deutscher Politiker, MdL
- 1957: Brigitte Kiesow, deutsche Ruderin
- 1958: Elisabeth Apel, hessische Politikerin, MdL
- 1958: Gabriele Marion Appel, deutsche Hockeyspielerin
- 1958: Georges Bregy, Schweizer Fußballspieler
- 1958: Susanna Capurso, italienische Schauspielerin
- 1958: Ulla Haselstein, deutsche Literaturwissenschaftlerin
- 1958: Gabriel Mbilingi, angolanischer Theologe
- 1958: Deran Sarafian, US-amerikanischer Schauspieler und Regisseur
- 1958: Klaus Täuber, deutscher Fußballspieler
- 1959: Andrés Arteaga Manieu, chilenischer Weihbischof
- 1959: Gracia Burnham, US-amerikanische protestantische Missionarin
- 1959: Andrea Clausen, deutsche Schauspielerin
- 1959: Lutz Heßlich, deutscher Radrennfahrer
- 1959: Susanna Hoffs, US-amerikanische Popsängerin
- 1959: Lydia Hohenberger, deutsche Politikerin, MdL
- 1959: Salome Kammer, deutsche Schauspielerin, Musikerin
- 1959: Fabio Luisi, italienischer Dirigent
- 1959: Adele Neuhauser, österreichische Schauspielerin
- 1959: Momoe Yamaguchi, japanische Sängerin und Schauspielerin
- 1960: Marc Crousillat, französischer Wasserballspieler
- 1960: Deirdre Curtin, irische Jura-Professorin für Europäisches Recht
- 1960: Ulrike Hein, deutsche Bildhauerin und Performance-Künstlerin
- 1960: Tatjana Borissowna Jumaschewa, Beraterin des russischen Präsidenten Boris Jelzin
- 1960: Andreas Jung, deutscher Schauspieler
- 1961: Steve Bennett, britischer Fußballschiedsrichter
- 1961: Brian Helgeland, US-amerikanischer Drehbuchautor, Regisseur und Produzent
- 1961: Karin Lamberg-Skog, schwedische Skilangläuferin
- 1961: Karin Logemann, deutsche Politikerin, MdL
- 1961: Sabine Peters, deutsche Schriftstellerin

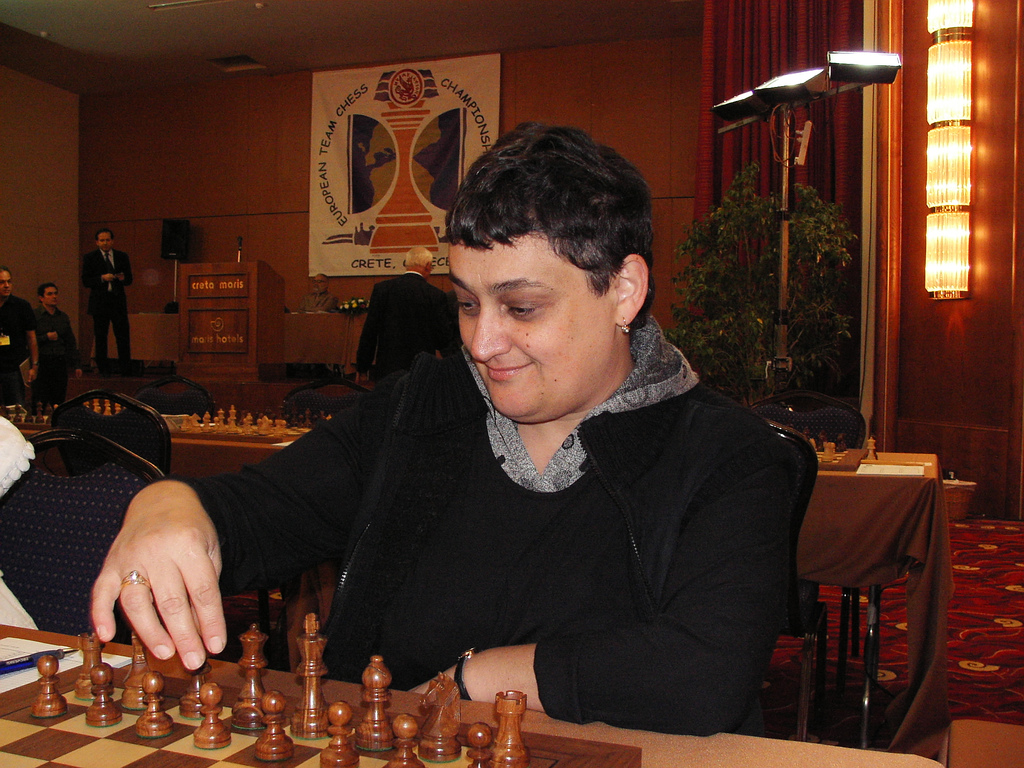
Maia Tschiburdanidse (* 1961)

- 1961: Maia Tschiburdanidse, georgische Schachspielerin

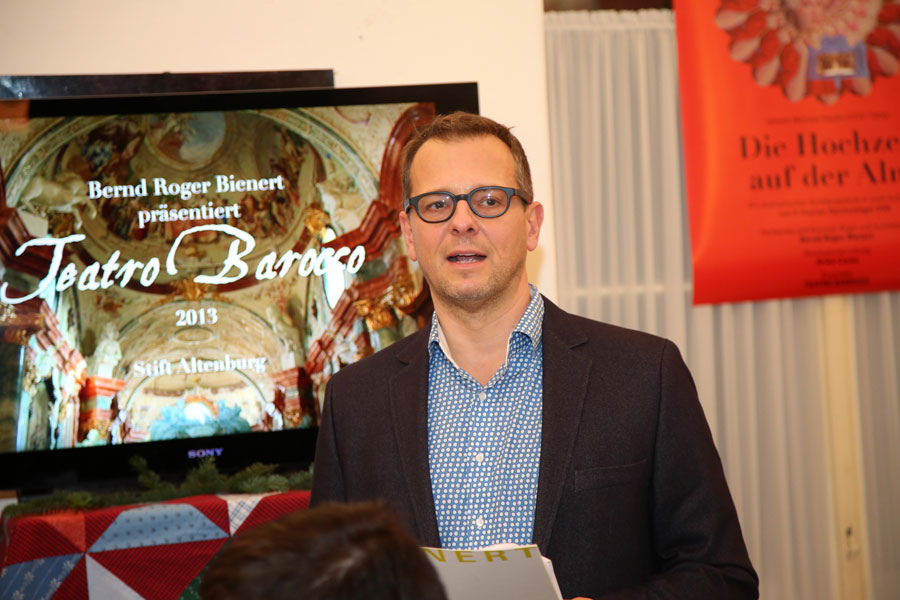
Bernd R. Bienert (* 1962)

- 1962: Bernd R. Bienert, österreichischer Balletttänzer, Choreograf, Ballettdirektor, Regisseur und Bühnenbildner

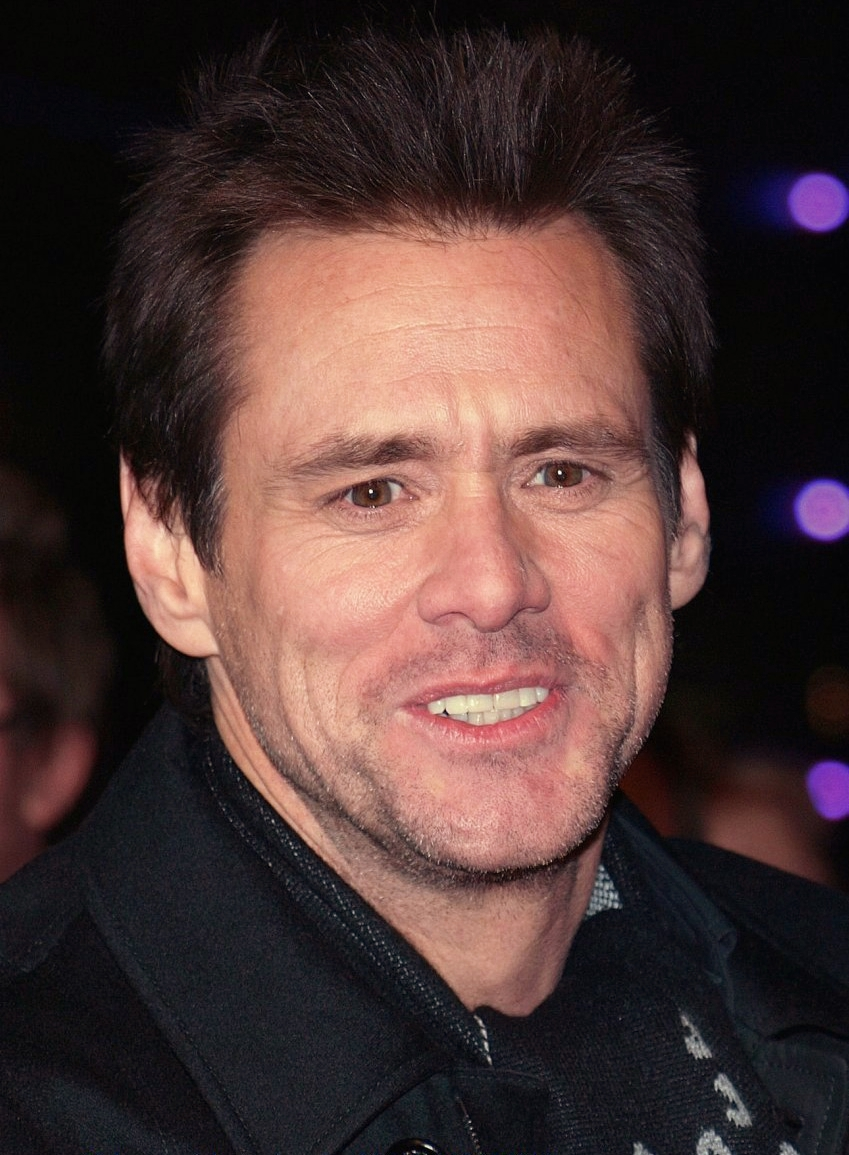
Jim Carrey (* 1962)

- 1962: Jim Carrey, kanadischer Komiker und Schauspieler
- 1962: Magdalena Götz, deutsche Neurobiologin und Hochschullehrerin
- 1962: Nyeleti Mondlane, mosambikanische Politikerin
- 1962: Annette Schwarz, deutsche Politikerin, MdL
- 1963: Cyrus Chestnut, US-amerikanischer Jazzpianist
- 1963: Kai Hansen, deutscher Power-Metal Musiker (Helloween)
- 1963: Jewel Howard-Taylor, liberianische Politikerin und Geschäftsfrau
- 1964: Sergio Allievi, deutscher Fußballspieler
- 1964: Jörg Bernig, deutscher Erzähler und Lyriker
- 1964: Michelle Fairley, britische Schauspielerin
- 1964: Buddy McGirt, US-amerikanischer Boxer und Boxtrainer

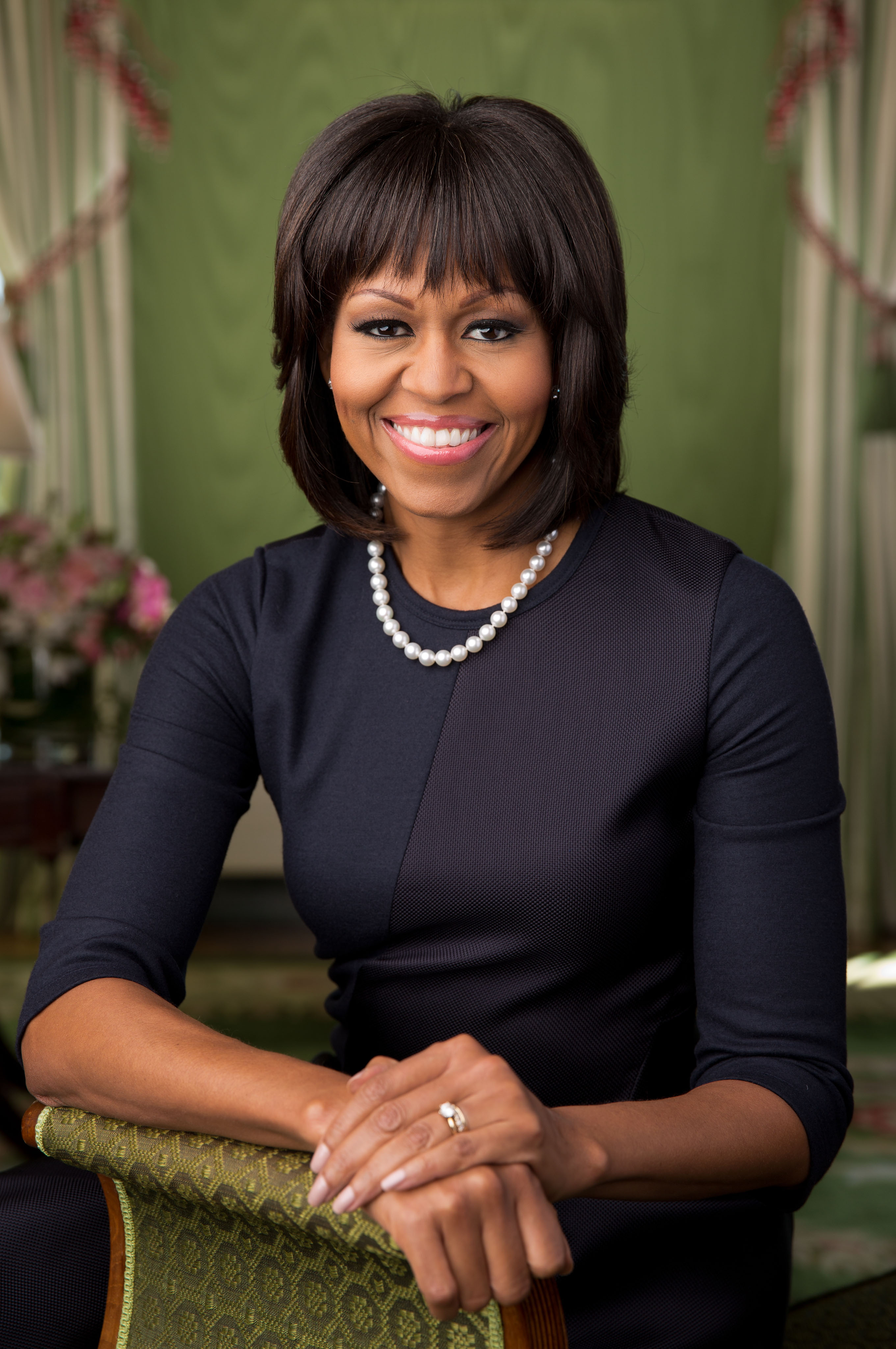
Michelle Obama (* 1964)

- 1964: Michelle Obama, US-amerikanische Anwältin, Ehefrau von Barack Obama
- 1964: Andy Rourke, britischer Musiker (The Smiths)
- 1964: Raoul Schrott, österreichischer Schriftsteller
- 1965: Birgit Brüster, deutsche Schriftstellerin und Literaturdozentin
- 1965: Nikolaos Nioplias, griechischer Fußballspieler
- 1965: Ingeborg Poffet, Schweizer Improvisationsmusikerin und Komponistin
- 1965: Fred Radig, deutscher Handballspieler
- 1965: Marianne Schmid Mast, Schweizer Psychologin und Professorin für Organisationsverhalten
- 1965: Ute Schmiedel, deutsche Biologin
- 1966: Charlotte Crome, deutsche Schauspielerin und Malerin
- 1966: Susanna Kearsley, kanadischen Autorin

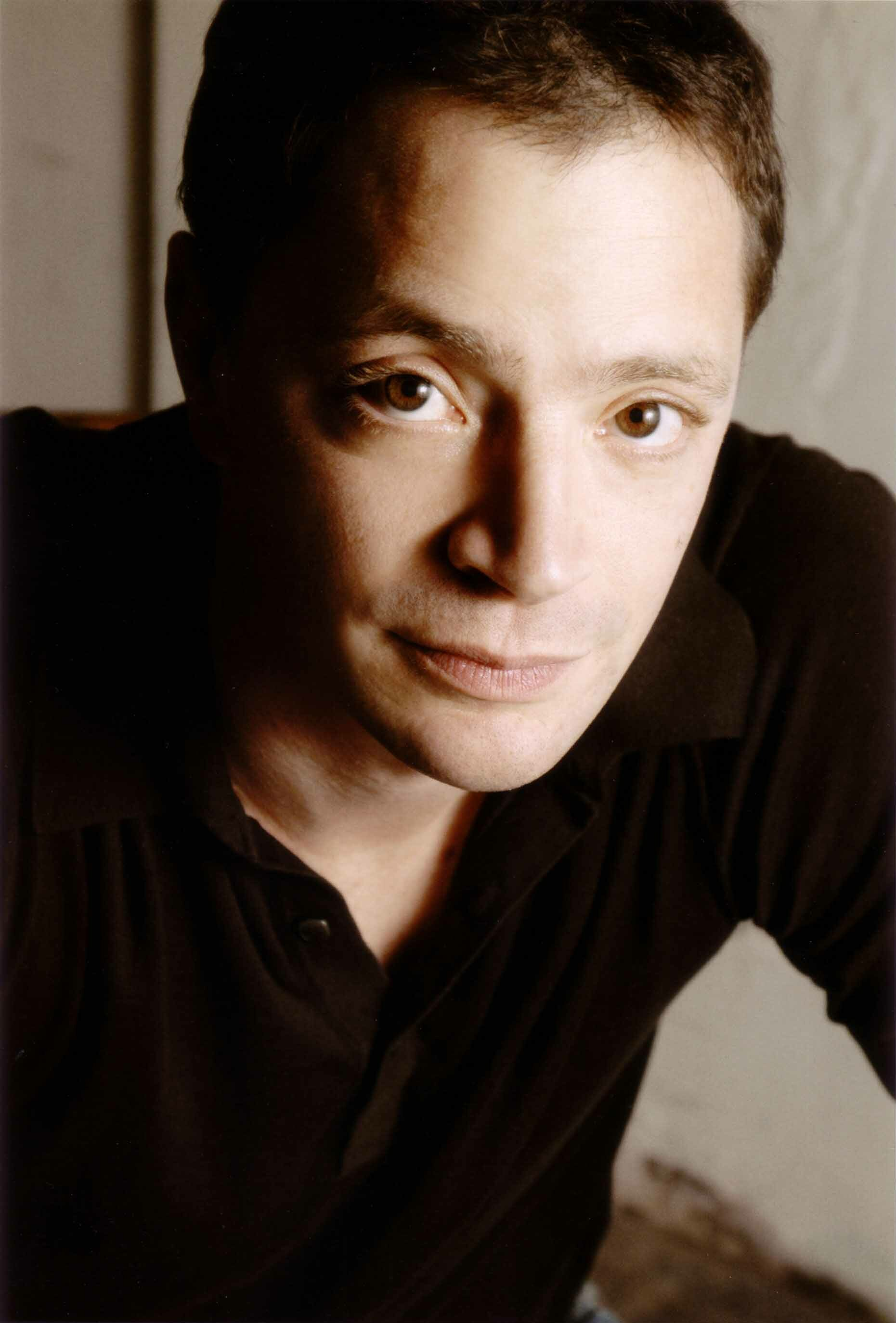
Joshua Malina (* 1966)

- 1966: Joshua Malina, US-amerikanischer Schauspieler
- 1966: Amy Sherman-Palladino, US-amerikanische Drehbuchautorin und Fernsehproduzentin
- 1967: Corinna Binzer, deutsche Schauspielerin und Autorin
- 1967: Richard Hawley, britischer Sänger, Musiker und Songwriter
- 1967: Stefanie Hering, deutsche Gestalterin und Keramikmeisterin sowie Gründerin einer Porzellanmanufaktur in Berlin
- 1967: Song Kang-ho, südkoreanischer Schauspieler
- 1967: Linda Kash, kanadische Schauspielerin
- 1967: Michael Rzehaczek, deutscher Fußballspieler
- 1967: Alexander Steinitz, österreichischer Dirigent, Kapellmeister der Meininger Hofkapelle
- 1968: Swetlana Alexandrowna Masterkowa, russische Mittelstreckenläuferin
- 1968: Ilja Leonard Pfeijffer, niederländischer Schriftsteller
- 1968: Jane Salumäe,  estnische Langstreckenläuferin
- 1968: Gabi Schmidt, deutsche Politikerin, MdL
- 1968: Lu Seegers, deutsche Historikerin und Kulturmanagerin
- 1968: Mathilde Seigner, französische Schauspielerin
- 1968: Sofia Shinas, kanadische Sängerin, Songschreiberin und Schauspielerin
- 1969: Naveen Andrews, britischer Schauspieler
- 1969: Lukas Moodysson, schwedischer Schriftsteller und Regisseur
- 1969: Michael Moynihan, US-amerikanischer Musiker, Autor und Verleger
- 1969: Tiësto, niederländischer DJ und Produzent
- 1970: Robin Goad, US-amerikanische Gewichtheberin
- 1970: Jeremy Roenick, US-amerikanischer Eishockeyspieler
- 1970: Mona Steigauf, deutsche Leichtathletin
- 1970: Suga Free, US-amerikanischer Rapper
- 1970: Genndy Tartakovsky, russisch-US-amerikanischer Filmanimator
- 1970: James Wattana, thailändischer Profi-Snooker-Spieler
- 1971: Richard Burns, britischer Rallyefahrer
- 1971: Rebecca Carrington, britische Musik-Kabarettistin
- 1971: Leonardo Ciampa, italienisch-US-amerikanischer Musiker
- 1971: Luciana Genro, brasilianische Politikerin
- 1971: Heike van Hoorn, deutsche Managerin und Autorin

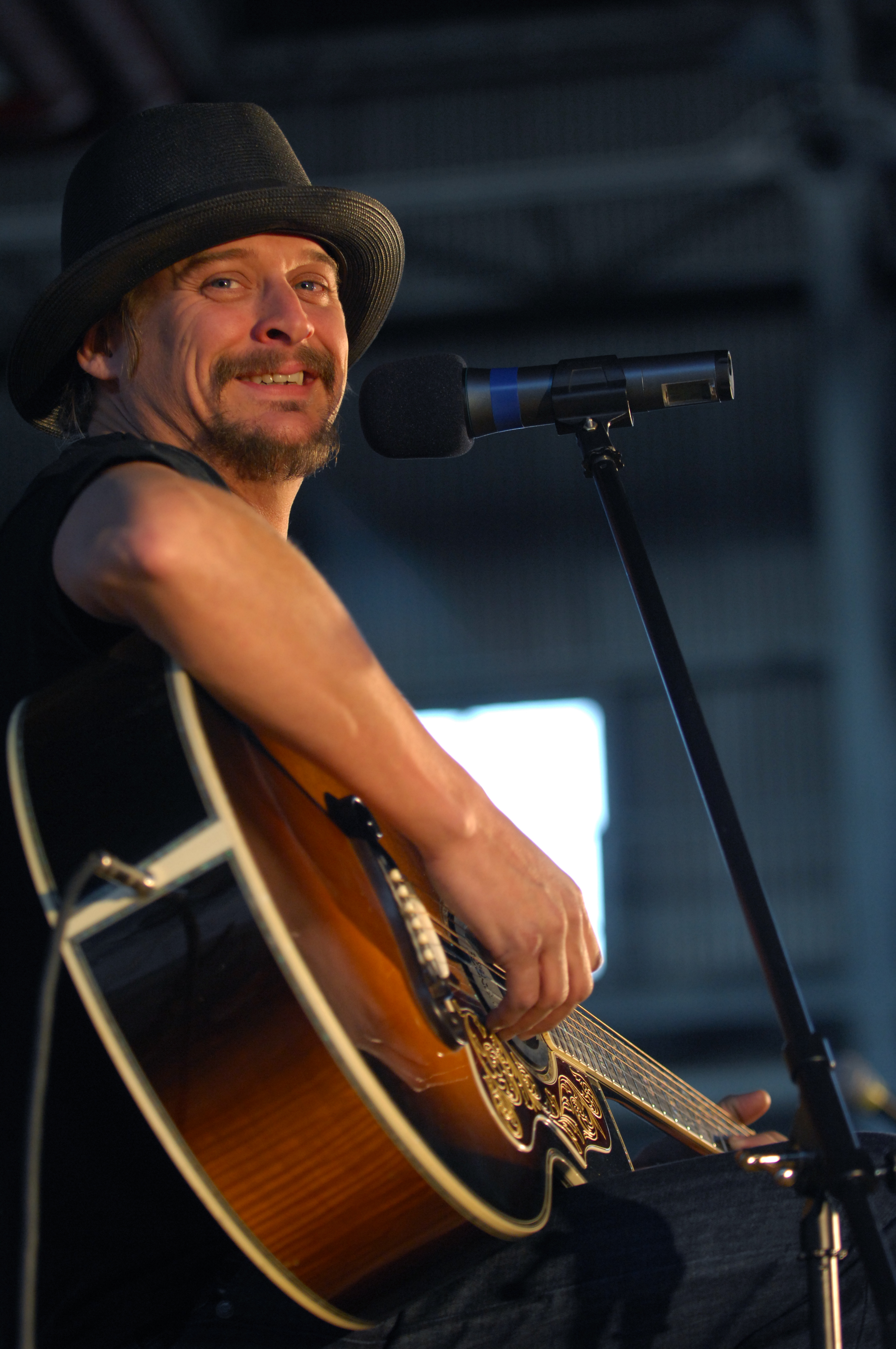
Kid Rock (* 1971)

- 1971: Kid Rock, US-amerikanischer Musiker
- 1971: Lil Jon, US-amerikanischer Musiker
- 1971: Sylvie Testud, französische Schauspielerin
- 1971: Ann Wolfe, US-amerikanische Boxerin
- 1971: Youki Kudoh, japanische Schauspielerin und Sängerin
- 1972: Vittoria Belvedere, italienische Filmschauspielerin und Fotomodel
- 1972: Benno Fürmann, deutscher Schauspieler
- 1972: Matt Hales, britischer Musiker
- 1972: Yelda Reynaud, Schauspielerin
- 1972: Kai Tracid, deutscher DJ und Produzent
- 1972: Rafał Trzaskowski, polnischer Politiker und MdEP
- 1972: Nina Vorbrodt, deutsche Schauspielerin
- 1973: Cuauhtémoc Blanco, mexikanischer Fußballspieler
- 1973: Adrian Hates, deutscher Musiker
- 1973: Robert Löhr, deutscher Schriftsteller und Puppenspieler
- 1973: Katrin Meißner, deutsche Schwimmerin
- 1973: Juan Manuel Peña, bolivianischer Fußballspieler
- 1973: Aaron Ward, kanadischer Eishockeyspieler
- 1974: Marco Antonio Barrera, mexikanischer Boxer
- 1974: Ladan und Laleh Bijani, iranische siamesische Zwillinge
- 1974: Wang Chen, chinesisch-US-amerikanische Tischtennisspielerin

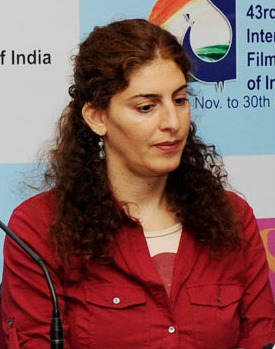
Annemarie Jacir (* 1974)

- 1974: Annemarie Jacir, palästinensisch-US-amerikanische Filmemacherin
- 1974: Miriam Rose, deutsche Theologin und Hochschullehrerin
- 1975: Annica Åhlén, schwedische Eishockeyspielerin
- 1975: Ewa Brych-Pająk, polnische Marathonläuferin
- 1975: CoCo Lee, Hongkong-US-amerikanische Sängerin
- 1975: Freddy Rodríguez, US-amerikanischer Schauspieler

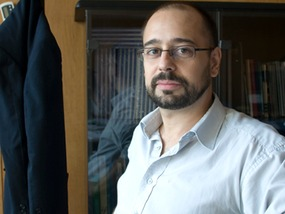
Andrés Scagliola (* 1975)

- 1975: Andrés Scagliola, uruguayischer Politiker
- 1975: Steve Webster, britischer Golfer

#### 1976–2000
- 1976: Pawel Popow, russischer Badmintonspieler
- 1976: Tonique Williams-Darling, bahamaische Sprinterin, Olympiasiegerin
- 1977: Luca Paolini, italienischer Radrennfahrer
- 1977: Pernille Rosenkrantz-Theil, dänische Politikerin
- 1977: Sverre Rotevatn, norwegischer Nordischer Kombinierer
- 1977: Tolga Seyhan, türkischer Fußballspieler
- 1977: Leigh Whannell, australischer Schauspieler und Drehbuchautor
- 1977: Hicham Zerouali, marokkanischer Fußballspieler
- 1978: Carolina Ardohain, argentinisches Model und Schauspielerin
- 1978: Ingo Rust, deutscher Politiker, MdL
- 1979: Sabine Aichhorn, österreichische bildende Künstlerin und Designerin
- 1979: Ricardo Cabanas, Schweizer Fußballspieler
- 1979: Oleh Lissohor, ukrainischer Schwimmsportler
- 1979: Silvia Maleen, österreichische Schauspielerin
- 1979: Sandra Quadflieg, deutsche Schauspielerin

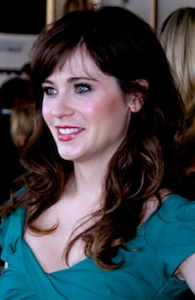
Zooey Deschanel (* 1980)

- 1980: Zooey Deschanel, US-amerikanische Schauspielerin und Sängerin
- 1980: Grégory Rast, Schweizer Radrennfahrer
- 1981: Thierry Ascione, französischer Tennisspieler
- 1981: Ray J, US-amerikanischer Sänger und Schauspieler
- 1981: Chris Landman, niederländischer Dartspieler
- 1981: Antton Luengo, spanischer Radrennfahrer
- 1981: Stefan Petzner, österreichischer Politiker
- 1982: Kerstin Ott, deutsche Sängerin und DJ
- 1982: Christian Perez, philippinischer Dartspieler
- 1982: Ricardo Souza Bóvio, brasilianischer Fußballspieler
- 1982: Hatun Sürücü, Deutsche türkisch-kurdischer Abstammung, Opfer eines Ehrenmordes
- 1982: Michele Turetta, italienischer Dartspieler
- 1982: Dwyane Wade, US-amerikanischer Basketballspieler
- 1983: Álvaro Arbeloa, spanischer Fußballspieler
- 1983: Thade Jude Correa, US-amerikanischer Komponist
- 1983: Jewgeni Alexandrowitsch Dementjew, russischer Skilangläufer
- 1983: Alex Meier, deutscher Fußballspieler
- 1984: Sophie Dee, britische Pornodarstellerin und Schauspielerin
- 1984: Calvin Harris, britischer Sänger, Songwriter und Musikproduzent
- 1984: O Jong-ae, nordkoreanische Gewichtheberin
- 1984: Tim Sebastian, deutscher Fußballspieler
- 1985: Pablo Barrientos, argentinischer Fußballspieler
- 1985: Arnaud Bühler, Schweizer Fußballspieler
- 1985: Sebastian Langeveld, niederländischer Radrennfahrer
- 1985: Adriana Ugarte, spanische Schauspielerin
- 1986: Massimo Ornatelli, deutsch-italienischer Fußballspieler
- 1986: Olympia Zacharias, nauruische Leichtathletin
- 1988: Andrea Antonelli, italienischer Motorradrennfahrer
- 1988: Earl Clark, US-amerikanischer Basketballspieler
- 1988: Jonathan Keltz, US-amerikanischer Filmschauspieler

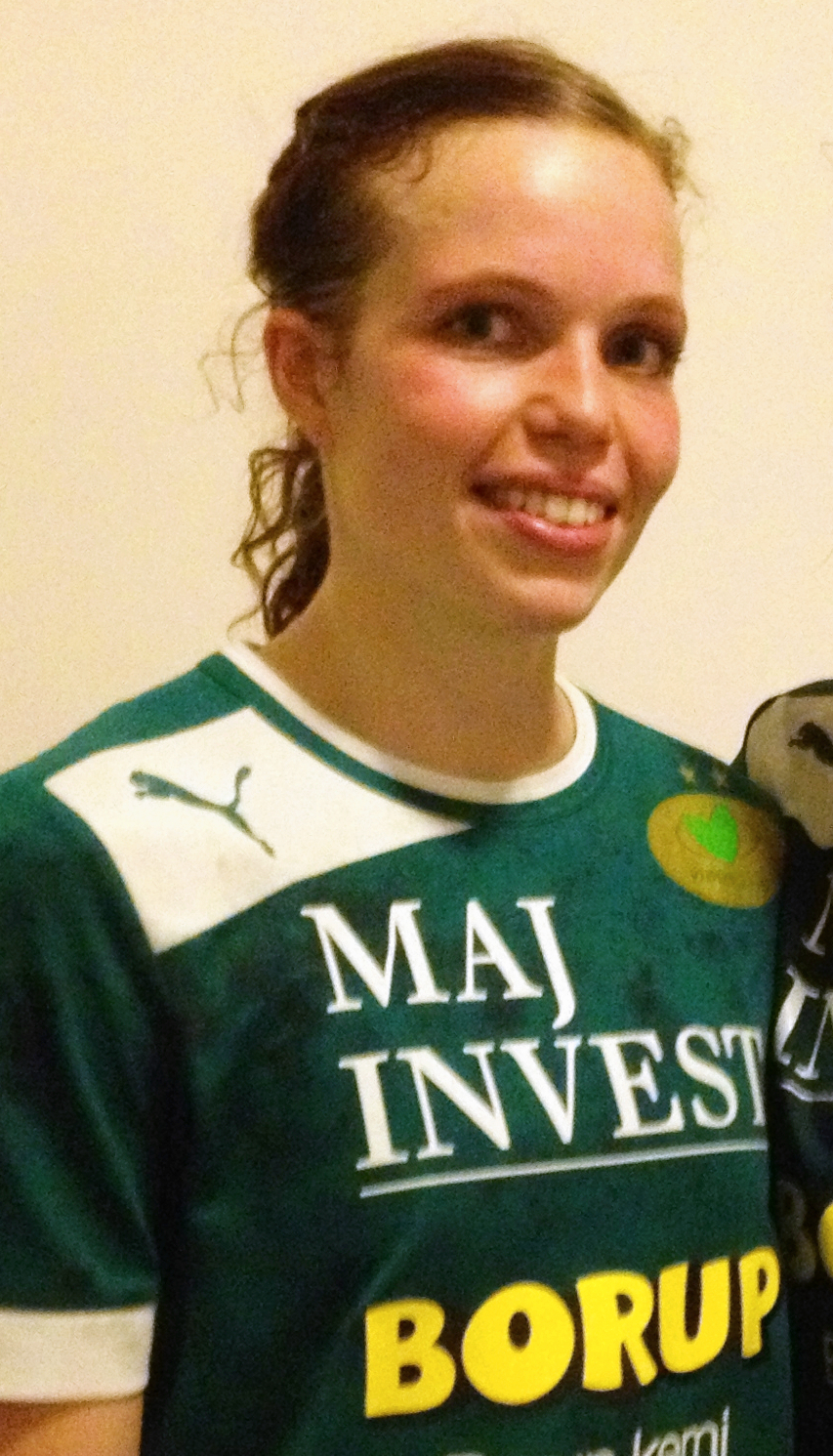
Louise Lyksborg (* 1988)

- 1988: Louise Lyksborg, dänische Handballspielerin
- 1988: Mike Di Meglio, französischer Motorradrennfahrer
- 1988: Héctor Moreno, mexikanischer Fußballspieler
- 1989: Raphael Koczor, deutscher Fußballspieler
- 1989: Alexander Oblinger, deutscher Eishockeyspieler
- 1990: Tonje Angelsen, norwegische Leichtathletin
- 1990: Tyler Zeller, US-amerikanischer Basketballspieler
- 1991: Willa Fitzgerald, US-amerikanische Schauspielerin
- 1991: Stevick Patris, palauischer Gewichtheber
- 1991: Daniel Rodic, deutscher Schauspieler
- 1991: Qiu Zihan, chinesischer Badmintonspieler
- 1992: Nate Hartley, US-amerikanischer Schauspieler
- 1992: Miki Monras, spanischer Rennfahrer
- 1992: Pascal Schmidt, deutscher Fußballspieler
- 1992: Eri Yoshida, japanische Baseballspielerin
- 1993: Ingrida Ardišauskaitė, litauische Skilangläuferin
- 1993: José Sá, portugiesischer Fußballspieler
- 1993: Chrystyna Solowij, ukrainische Singer-Songwriterin
- 1994: Pascal Ackermann, deutscher Radrennfahrer
- 1994: Anastassija Kondratjewa, kasachische Biathletin
- 1994: Ricarda Lang, deutsche Politikerin
- 1994: Anuschka Tochtermann, deutsche Schauspielerin
- 1995: Nico Brandenburger, deutscher Fußballspieler
- 1995: Fabian Holthaus, deutscher Fußballspieler
- 1996: Victor Lafay, französischer Radrennfahrer
- 1997: Remo Arnold, Schweizer Fußballspieler
- 1998: Bastian Treuheit, deutscher Politiker
- 1998: Henri Weigelt, deutscher Fußballspieler
- 1998: Mari Wetterhus, norwegische Biathletin
- 1999: Ruth Schönherr, deutsche Kinderdarstellerin
- 2000: Devlin DeFrancesco, kanadisch-italienischer Automobilrennfahrer
- 2000: Luke Jager, US-amerikanischer Skilangläufer
- 2000: Nathan Rafferty, nordirischer Dartspieler

### 21. Jahrhundert
- 2002: Moona Korkealaakso, finnische Leichtathletin
- 2002: Assunta Scutto, italienische Judoka
- 2006: Anastassija Schabotowa, russisch-ukrainische Eiskunstläuferin

## Gestorben

### Vor dem 16. Jahrhundert

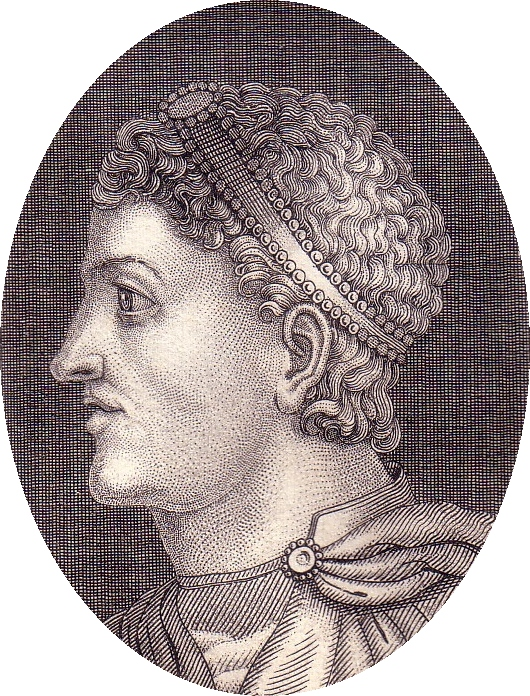
Kaiser Theodosius I. († 395)

- 0395: Theodosius I., römischer Kaiser
- 0647: Sulpicius II. von Bourges, Bischof von Bourges
- 1024: Abd ar-Rahman V., Kalif von Córdoba
- 1041: Masud I. von Ghazni, Sultan der Ghaznawiden-Dynastie
- 1103: Frutolf von Michelsberg, deutscher Mönch und Chronist
- 1119: Balduin VII., Graf von Flandern
- 1156: André de Montbard, 5. Großmeister des Templerordens
- 1217: Leopold II. von Schönfeld, Erzbischof von Mainz, Bischof von Worms
- 1229: Albert von Buxthoeven, Bischof von Riga
- 1240: Isabella von Pembroke, englische Adelige
- 1258: Nikolaus von Újezd, Bischof von Prag
- 1298: Berthold II. von Heiligenberg, Bischof von Chur
- 1305: Ruggiero di Lauria, Admiral im Dienste der Krone Aragons
- 1318: Erwin von Steinbach, deutscher Baumeister der Hochgotik
- 1328: Otto I., Landgraf von Hessen
- 1329: Rosaline von Villeneuve, französische Adelige und Heilige der katholischen Kirche
- 1334: John of Brittany, Earl of Richmond, bretonisch-englischer Adeliger
- 1345: Heinrich von Asti, italienischer Bischof, päpstlicher Diplomat und Kreuzzugsanführer
- 1359: Euphemia, Herzogin von Ratibor und Priorin der Dominikanerinnen
- 1370: Adolf I., Graf von Nassau
- 1382: Elisabeth von Bayern, Herrin von Parma
- 1406: Raimondo Orsini del Balzo, Graf von Soleto, Herzog von Benevent, Fürst von Tarent, Graf von Lecce, Herzog von Bari
- 1446: David Lindsay, 3. Earl of Crawford, schottischer Adliger

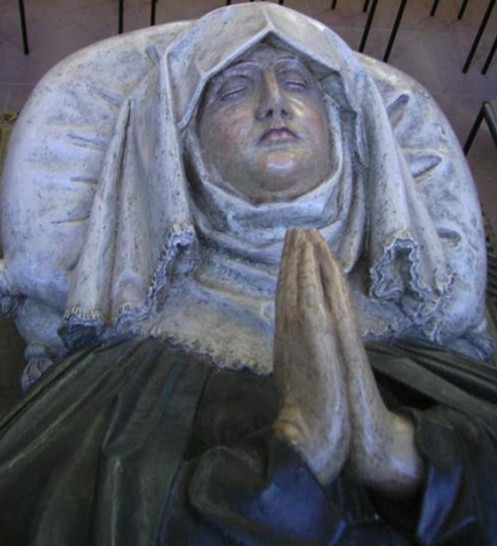
Elisabeth von Lothringen († 1456)

- 1456: Elisabeth von Lothringen, deutsche Wegbereiterin des Prosaromans
- 1458: Ludwig I., Landgraf von Hessen
- 1461: Kaspar Ayndorffer, deutscher Benediktiner und Abt des Klosters Tegernsee
- 1468: Georg Kastriota genannt Skanderbeg, albanischer Fürst und Nationalheld Albaniens
- 1482: Rudolf von Rüdesheim, Bischof von Lavant und Fürstbischof von Breslau

### 16. bis 18. Jahrhundert
- 1507: Heinrich IV. von Neuhaus, Höchster Kämmerer von Böhmen und Oberstburggraf von Prag
- 1547: Roberto Pucci, italienischer Priester, Bischof von Pistoia und Kardinal
- 1567: Sampiero Corso, korsischer Edelmann, Freiheitskämpfer und Volksheld
- 1590: Andreas Franckenberger, deutscher Historiker und Rhetoriker
- 1598: Fjodor I., Zar von Russland
- 1606: Heinrich IV., letzter Graf von Sayn-Sayn
- 1622: Ernst, Graf von Schaumburg und Holstein-Pinneberg
- 1624: Tamás Erdődy, ungarischer Magnat und Ban von Kroatien
- 1625: Marija Wladimirowna Dolgorukowa, erste Ehefrau des Zaren Michael I. von Russland
- 1650: Tommaso Dolabella, italienischer Maler
- 1663: Domenico Manetti, italienischer Maler
- 1686: Carlo Dolci, italienischer Maler
- 1686: Johann Andreas Lucius, deutscher lutherischer Theologe
- 1693: Giovanni Battista Ruoppolo, italienischer Maler
- 1694: Père Anselme de la Vierge Marie, französischer Historiker, Genealoge und Heraldiker
- 1700: Johann Heinrich Florin, deutscher evangelischer Geistlicher und Hochschullehrer
- 1700: Christoph Rudolf von Stadion, Dompropst und Hofratspräsident im Kurfürstentum Mainz
- 1705: John Ray, britischer Theologe, Altphilologe und Naturalist
- 1706: Philipp Peter Roos, deutscher Maler
- 1719: Sophie Amalie Moth, Mätresse des dänisch-norwegischen Königs Christian V., Gräfin von Samsø
- 1729: Gottfried Laurenz Pictorius, westfälischer Landingenieur und Architekt
- 1733: George Byng, 1. Viscount Torrington, britischer Admiral
- 1736: Matthäus Daniel Pöppelmann, deutscher Baumeister des Barock und Rokoko
- 1739: Johann Jakob Stupan von Ehrenstein, österreichischer Komponist
- 1751: Tomaso Albinoni, italienischer Komponist und Geiger
- 1758: Johann Gottfried Brendel, deutscher Mediziner
- 1764: Hamilton Boyle,  britischer Adliger und Politiker
- 1766: Francis Godolphin, 2. Earl of Godolphin, englischer Adeliger und Politiker
- 1767: Hermann Joseph Hartzheim, deutscher Priester und Jesuit
- 1784: Yosa Buson, japanischer Dichter und Maler
- 1788: Georg Nicolaus von Lübbers, deutscher Major sowie dänischer Etatsrat und Justizrat
- 1791: Friedrich Konrad Lange, deutsch-dänischer evangelischer Geistlicher und Pädagoge
- 1794: Wilhelm Paul Verpoorten, deutscher Pädagoge und lutherischer Theologe
- 1800: Kankō Akera, japanischer Dichter

### 19. Jahrhundert
- 1805: Abraham Hyacinthe Anquetil-Duperron, französischer Orientalist
- 1819: Johann Jakob Meyer, Schweizer Offizier und Politiker
- 1823: Zacharias Werner, deutscher Dichter und Dramatiker
- 1826: Juan Crisóstomo de Arriaga, spanischer Violinist und Komponist
- 1826: Anton Attems, österreichischer Generalmajor

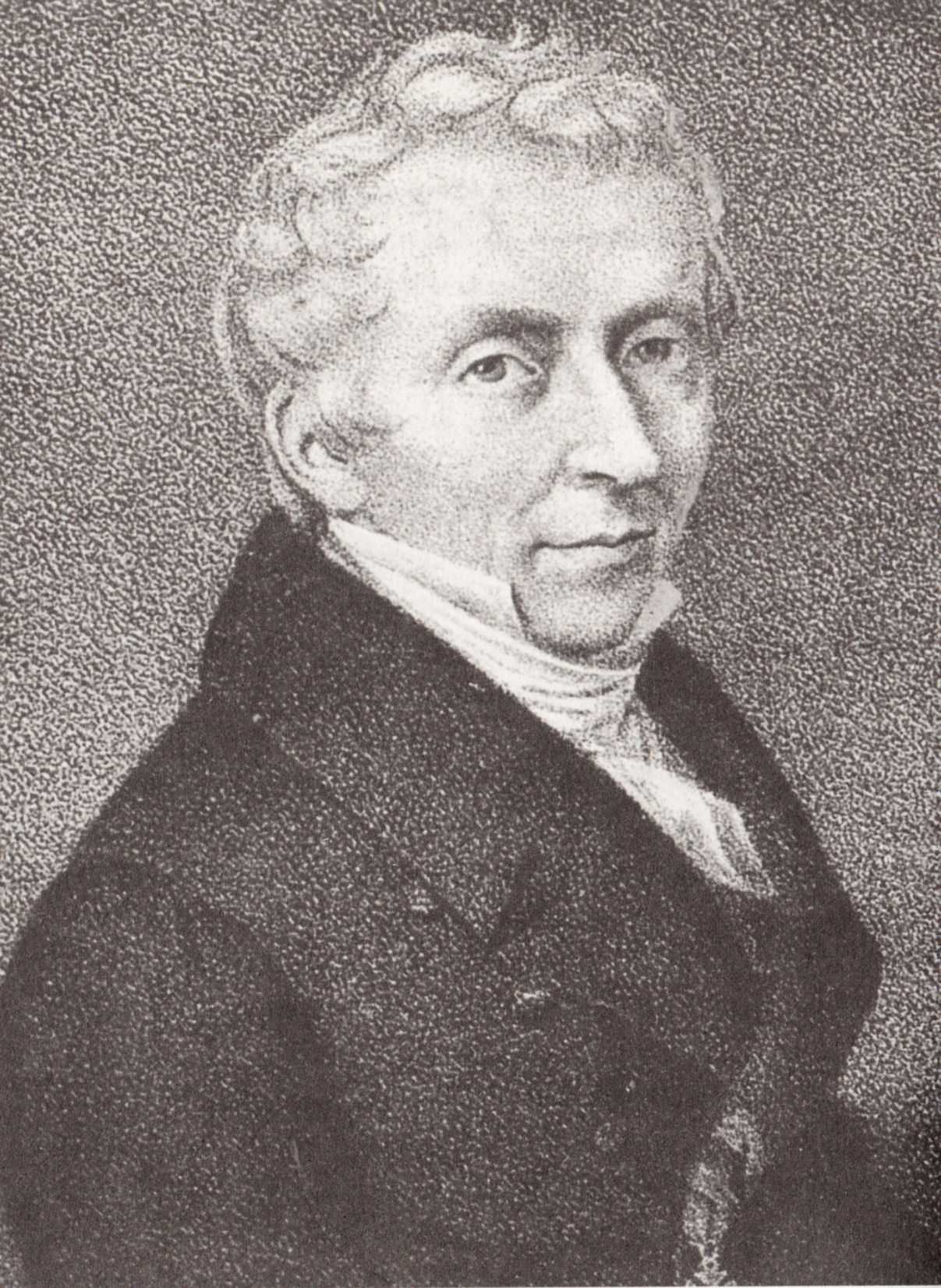
Adam Müller von Nittersdorf († 1829)

- 1829: Adam Müller von Nitterdorf, deutscher Philosoph und Staatstheoretiker
- 1830: Wilhelm Waiblinger, deutscher Dichter und Schriftsteller
- 1833: Friedrich Koenig, deutscher Buchdrucker und Erfinder
- 1837: Franz Paul Scholz, deutscher Geistlicher, Naturwissenschaftler und Forschungsreisender
- 1837: Jakob Albrecht von Sienen, Senatssyndicus
- 1840: Ignaz Ambros von Amman, deutscher Kartograf und Landesgeometer
- 1845: Nikolaus Friedrich von Thouret, deutscher Maler und Hofbaumeister
- 1846: Hermann Ernst Endemann, deutscher Jurist
- 1850: Samuel Anderson, US-amerikanischer Politiker
- 1851: Johann Heinrich Schmülling, deutscher römisch-katholischer Theologe, Geistlicher und Hochschullehrer
- 1854: Gottfried Wilhelm Becker, sächsischer Arzt und Schriftsteller
- 1860: Narcisse Girard, französischer Dirigent
- 1860: Friedrich Georg Wieck, deutscher Schriftsteller und Industrieller
- 1861: Lola Montez, irische Tänzerin und Geliebte König Ludwigs I. von Bayern
- 1861: Malla Montgomery-Silfverstolpe, schwedische Schriftstellerin
- 1863: Horace Vernet, französischer Militärmaler und Lithograph
- 1869: Émile Bienaimé, französischer Komponist
- 1869: Alexander Sergejewitsch Dargomyschski, russischer Komponist

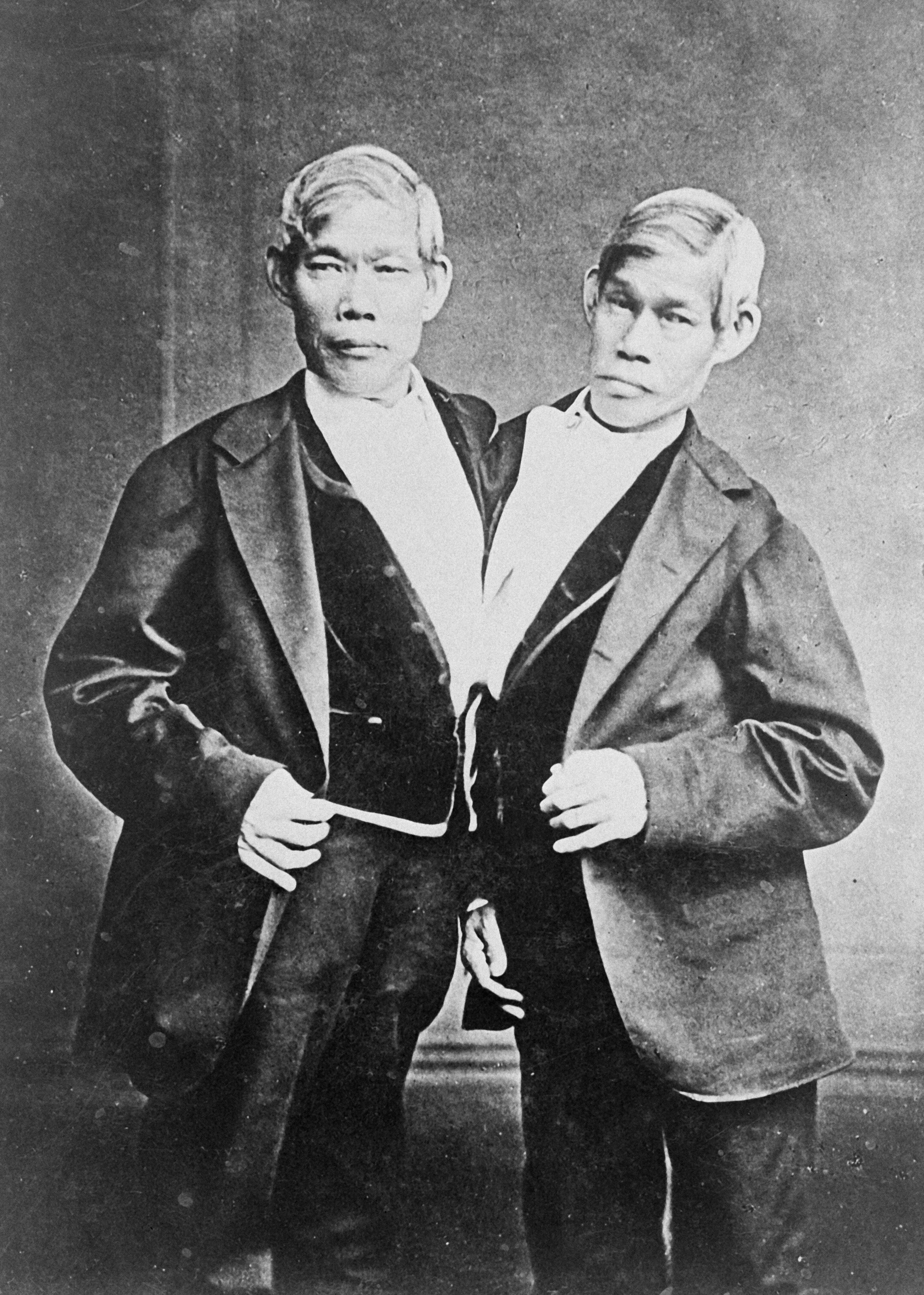
Chang und Eng Bunker († 1874)

- 1874: Chang und Eng Bunker, namensgebende siamesische Zwillinge
- 1874: Claude de Perrot, Schweizer evangelischer Geistlicher und Hochschullehrer
- 1880: Antoine Alfred Agénor de Gramont, französischer Diplomat
- 1880: Michael Welte, deutscher Uhrmacher, Erfinder und Fabrikant
- 1882: Adolf Mützelburg, deutscher Schriftsteller
- 1882: Carlo Piaggia, italienischer Afrikareisender
- 1884: Hermann Schlegel, deutscher Ornithologe
- 1885: Leopoldine Blahetka, österreichische Komponistin und Pianistin
- 1885: Frederick Gustavus Burnaby, britischer Militär, Reisender und Schriftsteller
- 1886: Paul Baudry, französischer Maler
- 1886: Bernhard von Neher, deutscher Maler
- 1886: Eduard Oscar Schmidt, deutscher Zoologe
- 1887: Eduard von Todesco, österreichischer Bankier, Unternehmer und Philanthrop
- 1890: Wilhelm von Hessen-Philippsthal-Barchfeld, preußisch-deutscher Konteradmiral
- 1890: Salomon Sulzer, österreichischer Kantor und Kirchenmusiker
- 1891: Johannes Verhulst, niederländischer Dirigent und Komponist
- 1893: Karl Anrather, Tiroler Maler
- 1893: Rutherford B. Hayes,  US-amerikanischer Politiker,  Gouverneur von Ohio, 19. Präsident der USA
- 1897: Hugo Bürkner deutscher Maler, Illustrator und Professor der Holzschneidekunst
- 1899: John Russell Young, US-amerikanischer Journalist, Schriftsteller und Diplomat

### 20. Jahrhundert

#### 1901–1950

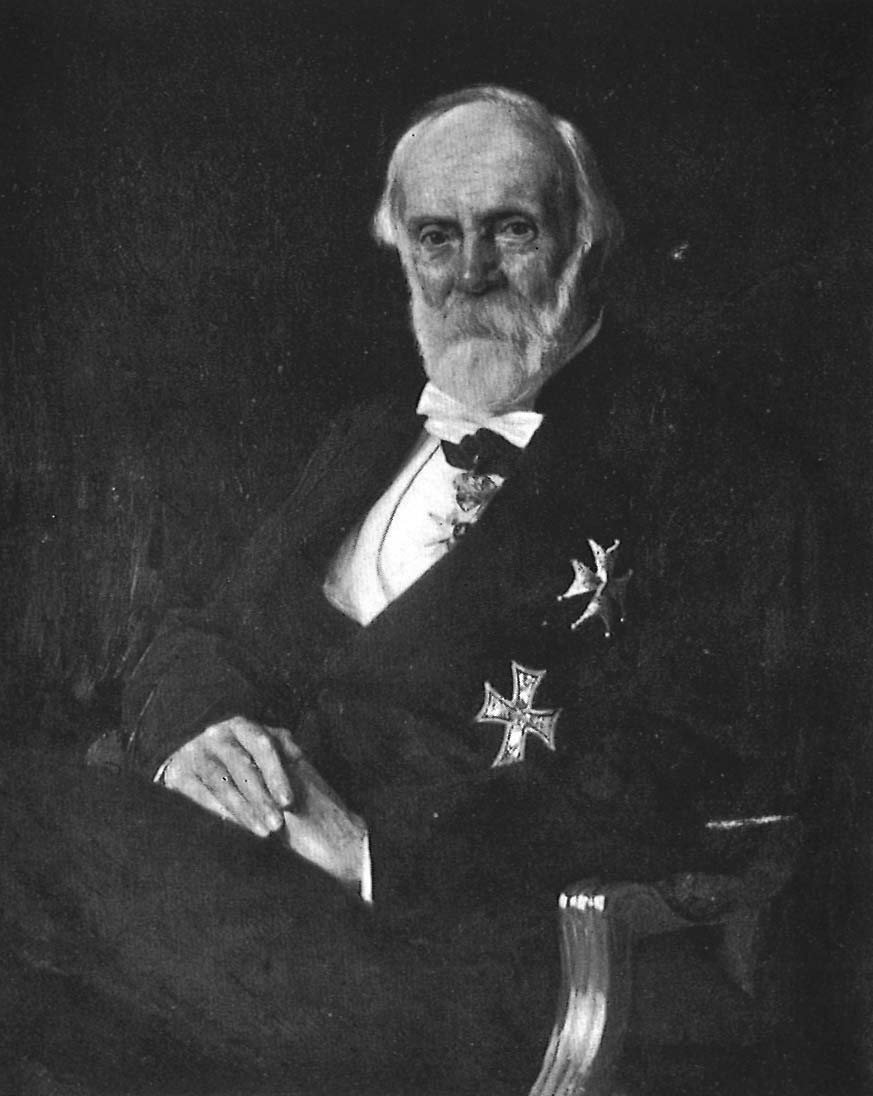
Jacob Georg Agardh († 1901)

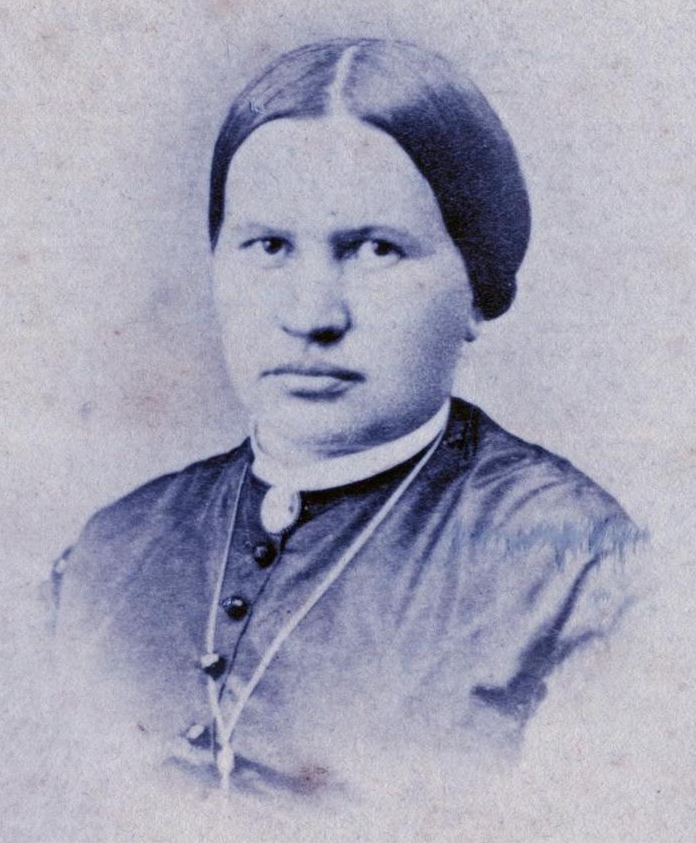
Julie Ryff († 1908)

- 1901: Jacob Georg Agardh, schwedischer Botaniker
- 1902: Heinrich Steinemann, Schweizer Landwirt und Politiker
- 1904: Georgi Stranski, bulgarischer Arzt, Revolutionär und Politiker
- 1905: Achilles Andreae, deutscher Geologe und Paläontologe
- 1908: Ferdinand IV., toskanischer Großherzog
- 1908ː Julie Ryff, Pionierin der Schweizer Frauenrechtebewegung
- 1910: Friedrich Kohlrausch, deutscher Physiker und Physikochemiker
- 1911: Francis Galton, britischer Naturforscher und Schriftsteller
- 1916: Marie Bracquemond, französische Malerin des Impressionismus
- 1916ː Flora Zenker, deutsche Malerin, Mitglied der Gruppe Dresdner Künstlerinnen
- 1917: Viktor Gluth, deutscher Komponist und Musikpädagoge
- 1918: Louise Héritte-Viardot, französische Komponistin, Pianistin und Sängerin
- 1921: Joachim von Bonin, deutscher Politiker, MdL
- 1922: Carl Robert, deutscher Altphilologe und Archäologe
- 1923: Oscar Tietz, deutscher Kaufmann, Gründer von Hertie
- 1927: Juliette Gordon Low, Gründerin der Girl Scouts of the USA
- 1930: Heinrich Lessing, deutscher Portrait- und Landschaftsmaler
- 1932: Louis Brennan, irisch-australischer Konstrukteur und Erfinder
- 1932: Paul Guenther, US-amerikanischer Seidenstrumpffabrikant

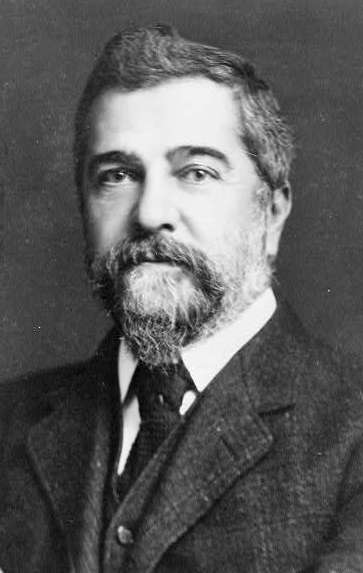
Louis Comfort Tiffany († 1933)

- 1933: Louis Comfort Tiffany, US-amerikanischer Kunsthandwerker
- 1938: Roy Eccles, britischer Autorennfahrer
- 1938: William Henry Pickering, US-amerikanischer Astronom
- 1939: Friedrich Andreae, deutscher Historiker
- 1941: Virginio Arias, chilenischer Bildhauer
- 1941: Bertha Porter, britische Ägyptologin, Begründerin eines der wichtigsten Lexika zur Ägyptologie
- 1941: Carl Albert Purpus, deutscher Pflanzensammler
- 1941: Karl Tappenbeck, deutscher Politiker, Oberbürgermeister von Oldenburg
- 1942: Helmut Bräutigam, deutscher Komponist
- 1942: Georg Hirschfeld, deutscher Dramatiker und Erzähler
- 1942: Walter von Reichenau, deutscher Generalfeldmarschall, Kriegsverbrecher
- 1946: Armando Donoso, chilenischer Essayist, Journalist, Herausgeber und Literaturkritiker
- 1946: Jenny Nyström, schwedische Malerin
- 1947: Johannes Nitzsche, deutscher Techniker, Hersteller von Filmprojektoren
- 1947: Andrei Grigorjewitsch Schkuro, russischer General
- 1947: Jean-Marie-Rodrigue Villeneuve, kanadischer Geistlicher, Erzbischof von Québec, Kardinal
- 1950: Henry Justin Allen, US-amerikanischer Politiker, Gouverneur von Kansas, Senator

#### 1951–2000
- 1952: Paul Langhans, deutscher Geograph und Kartograph
- 1955: Anne Catherine Ingeborg Andresen-Bödewadt, deutsche Lehrerin und Regionalschriftstellerin
- 1955: Dietzenschmidt, deutscher Dramatiker
- 1956: Blind Alfred Reed, US-amerikanischer Country-Musiker
- 1957: Jules Robin, französischer Automobilrennfahrer
- 1959: Joan Amades i Gelats, katalanischer Ethnologe und Folklorist
- 1961: Simeon Dooley, US-amerikanischer Blues-Sänger und Gitarrist

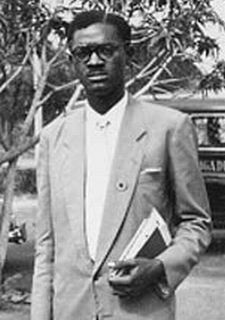
Patrice Lumumba († 1961)

- 1961: Patrice Lumumba, kongolesischer Ministerpräsident
- 1962: Gerrit Achterberg, niederländischer Dichter
- 1962: Clemens Adams, deutscher Politiker
- 1963: Wolfgang Döring, deutscher Politiker, MdL, MdB
- 1963: Alexandra Ramm-Pfemfert, deutsch-russische Übersetzerin, Publizistin und Galeristin
- 1964: T. H. White, britischer Schriftsteller
- 1965: Pierre-Marie Gerlier, französischer Geistlicher, Erzbischof von Lyon und Kardinal
- 1965: Hans Marchwitza, deutscher Arbeiterdichter, Schriftsteller und Kommunist
- 1967: Louis Blondel, Schweizer Archäologe
- 1968: Julius Deutsch, österreichischer Politiker

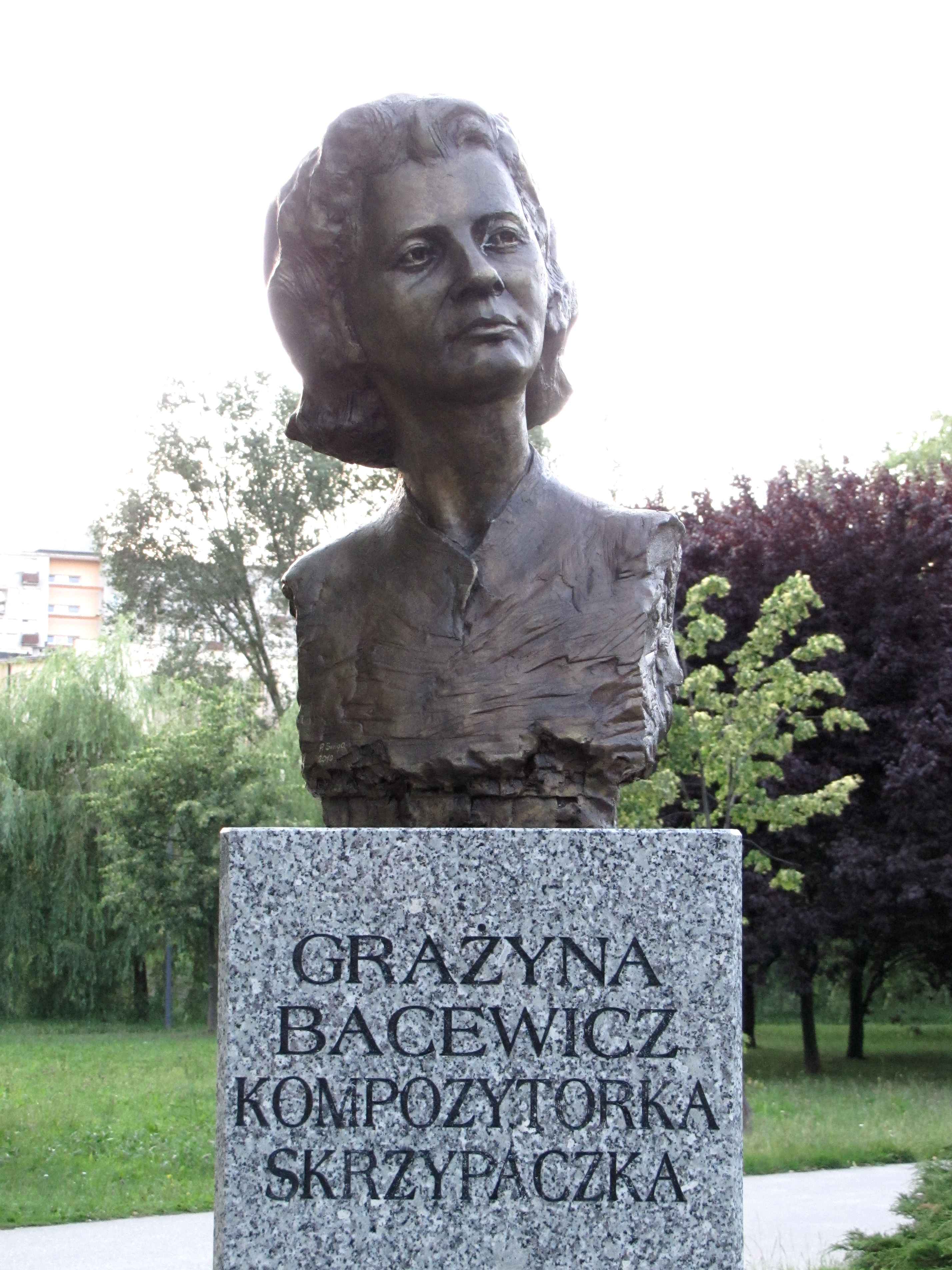
Grażyna Bacewicz († 1969)

- 1969: Grażyna Bacewicz, polnische Komponistin
- 1969: Hubertus von Golitschek, deutscher Jurist und Politiker, MdB
- 1969: Bernhard Trittelvitz, deutscher Arzt und Schriftsteller
- 1970: Lindley Murray, US-amerikanischer Tennisspieler
- 1970: Billy Stewart, US-amerikanischer Sänger und Keyboarder
- 1972: Karl Gaul, deutscher  Pädagoge und Politiker
- 1973: Tarsila do Amaral, brasilianische Malerin
- 1973: Cläre Stinnes, Ehefrau des Ruhrindustriellen Hugo Stinnes
- 1975: Pieter Adrianus Kooijman, niederländischer Autor und Anarchist
- 1977: Gary Gilmore, US-amerikanischer Raubmörder
- 1977: Wolf Schmidt, deutscher Journalist, Kabarettist und Schauspieler
- 1979: Gertrud Kückelmann, deutsche Schauspielerin
- 1979: William Urquhart-Dykes, britischer Autorennfahrer und Flieger
- 1981: Hugo Aufderbeck, deutscher Theologe, Bischof und Apostolischer Administrator von Erfurt-Meiningen
- 1984: Robert Pikler, australischer Geiger, Bratschist, Dirigent und Musikpädagoge ungarischer Herkunft
- 1987: Aram A. Avakian, US-amerikanischer Filmregisseur, Drehbuchautor und Filmeditor
- 1987: Hugo Fregonese, argentinischer Regisseur
- 1989: Georges Schehadé, libanesischer Dichter und Dramatiker
- 1990: Charles Hernu, französischer Politiker
- 1991: Giacomo Manzù, italienischer Bildhauer, Grafiker und Zeichner

- 1991: Olav V., norwegischer König

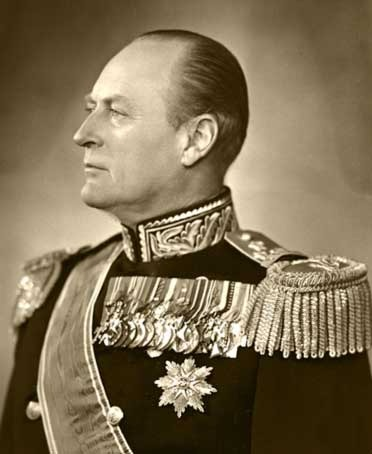
Olav V. († 1991)

- 1992ː Dorothy Alison, australische Schauspielerin
- 1992: Charlie Ventura, US-amerikanischer Jazzmusiker
- 1993: Israel Brandmann, ukrainisch-israelischer Komponist, Dirigent und Violinist
- 1993: Barbara Buczek, polnische Komponistin, Pianistin und Musikpädagogin
- 1994: Helen Stephens, US-amerikanische Leichtathletin
- 1995: Giovanni Lurani, italienischer Automobildesigner und Rennfahrer
- 1995: Miguel Torga, portugiesischer Schriftsteller
- 1996: Hans-Jürgen Mellentin, deutscher Politiker, MdL
- 1997: Holger Alexander Fransman, finnischer Hornist
- 1997: Clyde Tombaugh, US-amerikanischer Astronom
- 1998: Cliffie Stone, US-amerikanischer Country-Musiker, Moderator und Produzent
- 2000: Carl Forberg, US-amerikanischer Automobilrennfahrer
- 2000: Philip Jones, britischer Trompeter

### 21. Jahrhundert

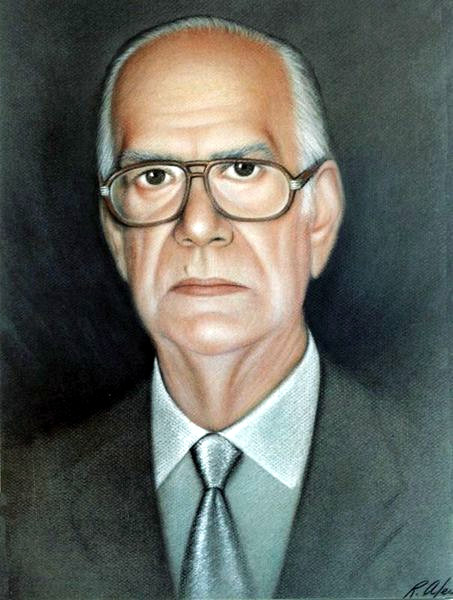
Camilo José Cela († 2002)

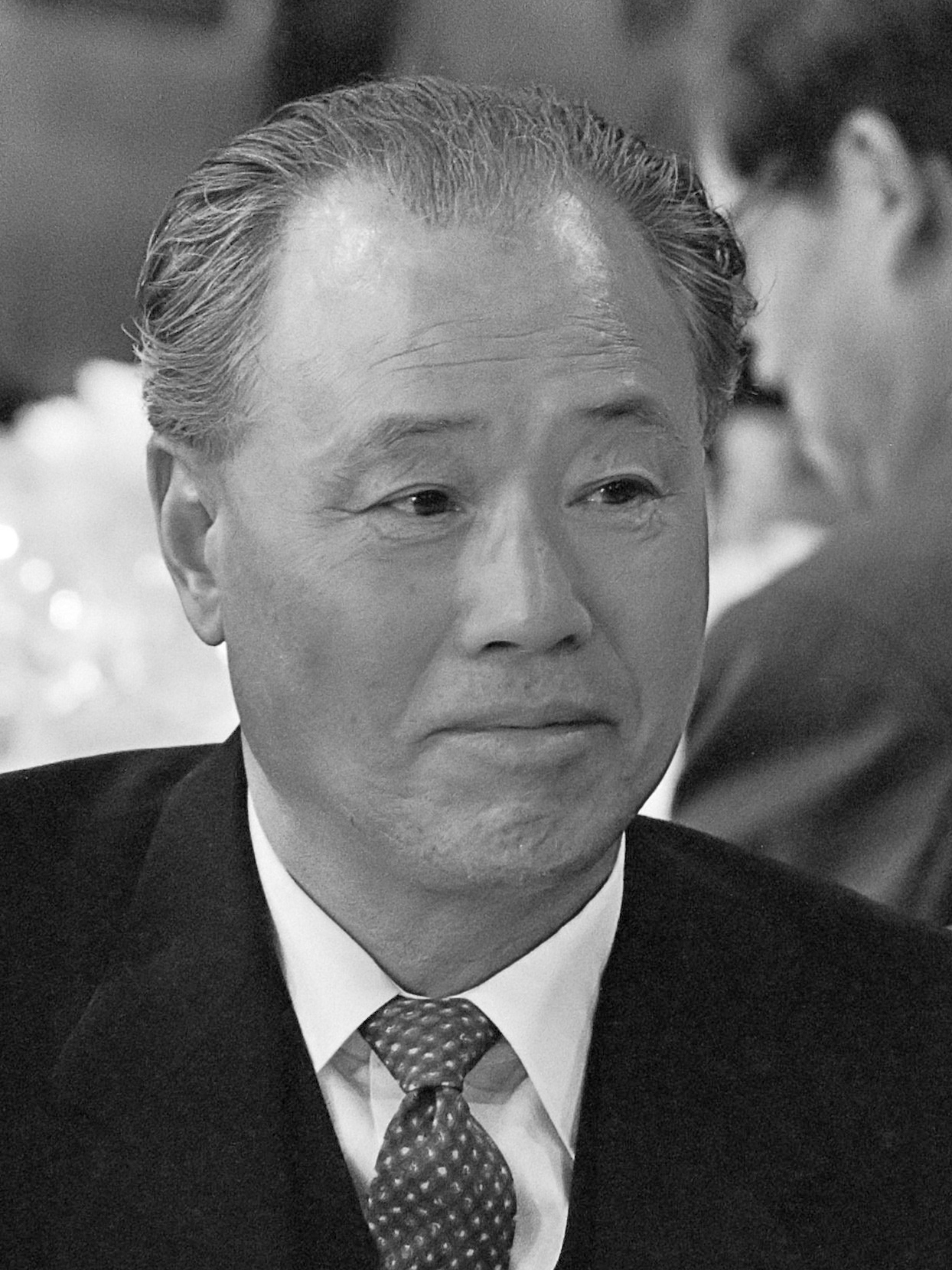
Zhao Ziyang († 2005)

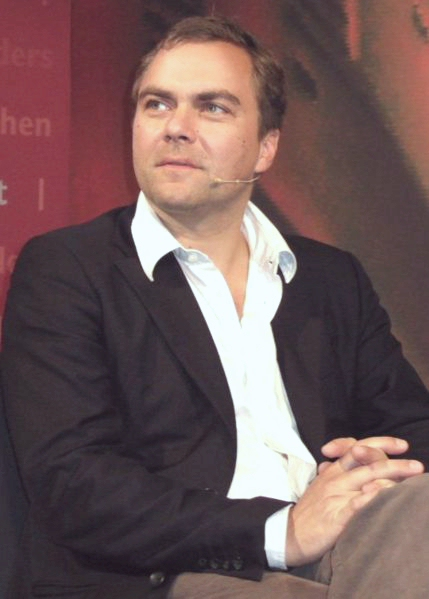
Jakob Arjouni († 2013)

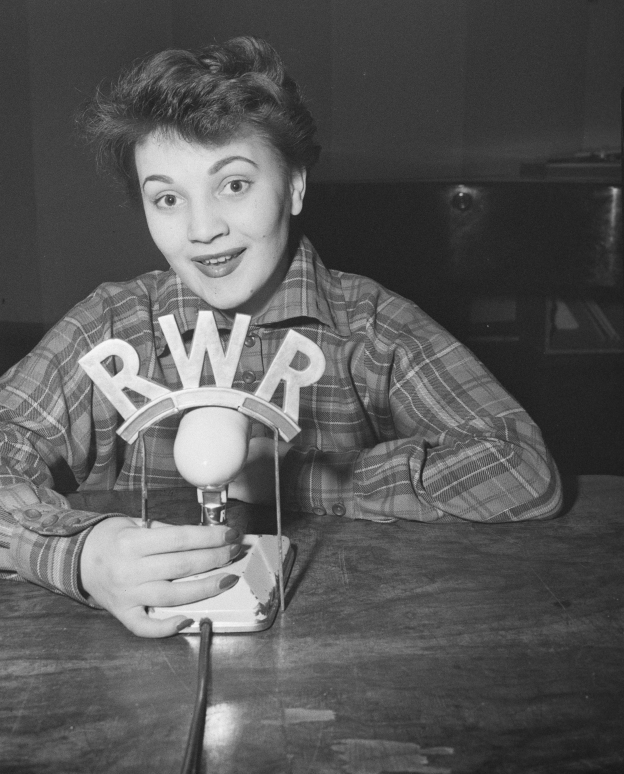
Louise Martini († 2013)

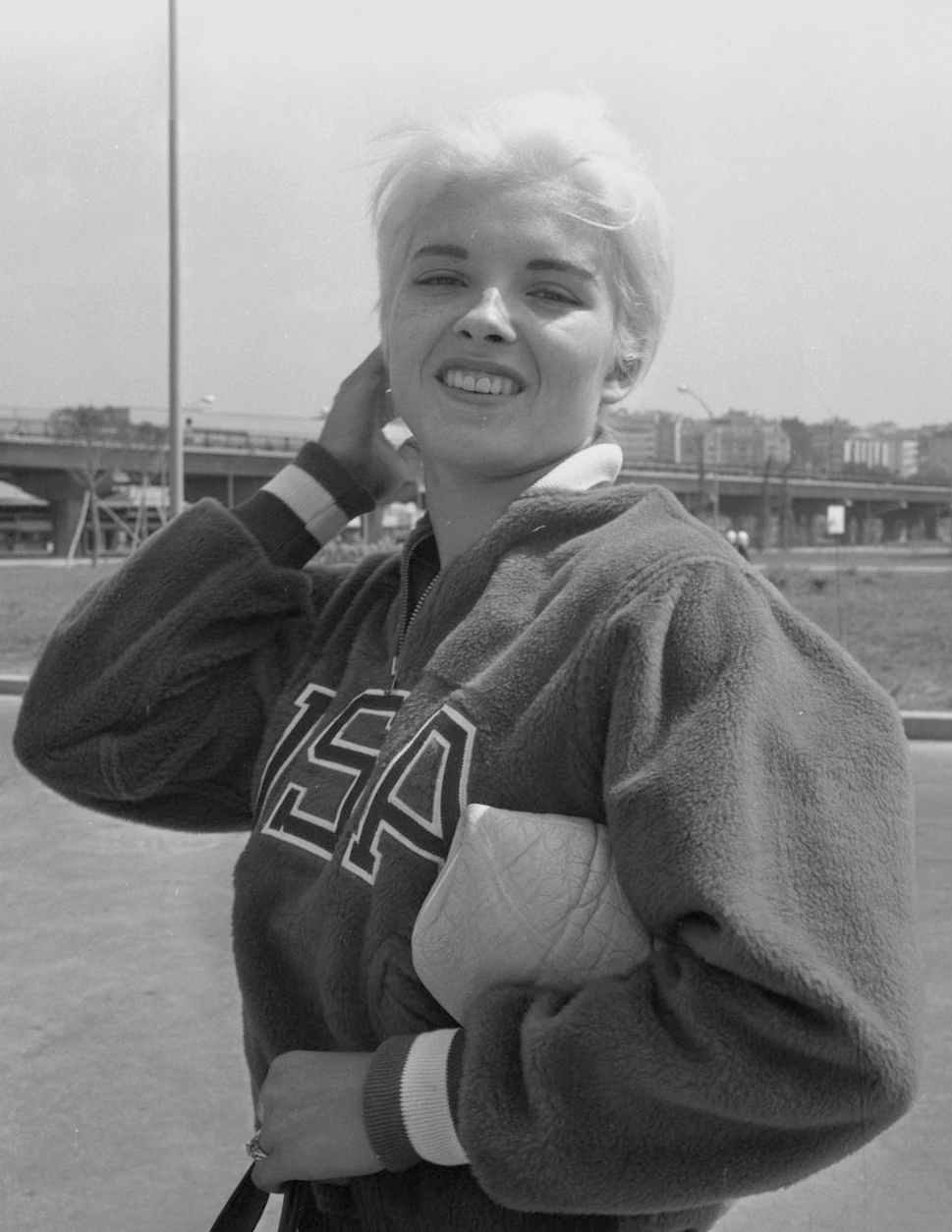
Muriel Grossfeld († 2021)

- 2001: Gregory Corso, US-amerikanischer Dichter
- 2001: Willy Daetwyler, Schweizer Automobilrennfahrer und Unternehmer
- 2002: Camilo José Cela, spanischer Schriftsteller, Nobelpreisträger
- 2002: Héctor Tosar, uruguayischer Komponist
- 2003: Richard Crenna, US-amerikanischer Schauspieler
- 2004: Walter Auffenberg, US-amerikanischer Biologe
- 2004: Margret Dietrich, deutsche Theaterwissenschaftlerin
- 2004: Czesław Niemen, polnischer Rocksänger
- 2004: Alois Schilliger, Schweizer Komponist, Kapellmeister und Klavierspieler
- 2005: Hildegard Joos, österreichische Malerin
- 2005: Lothar Löffler, deutscher Politiker, MdB
- 2005: Virginia Mayo, US-amerikanische Filmschauspielerin
- 2005: Joachim Sendler, deutscher Bildhauer
- 2005: Bezerra da Silva, brasilianischer Liedermacher
- 2005: Hansjoachim Walther, deutscher Mathematiker und Politiker, Bundesminister
- 2005: Zhao Ziyang, chinesischer Reformpolitiker
- 2007: Alice Auma, ugandische Rebellenführerin
- 2007: Art Buchwald, US-amerikanischer Publizist und Humorist
- 2007: Uwe Nettelbeck, deutscher Journalist und Autor
- 2008: Manfred Abelein, deutscher Politiker, MdB
- 2008: Bobby Fischer, US-amerikanischer Schachspieler, Weltmeister
- 2008: Karl-Heinz Schwab, deutscher Professor für bürgerliches Recht und Zivilprozessrecht
- 2008: Elias Zoghbi, ägyptischer Alterzbischof von Baalbek
- 2009: Arthur Weisberg, US-amerikanischer Fagottist, Dirigent, Musikpädagoge und Komponist
- 2010: Gaines Adams, US-amerikanischer American-Football-Spieler
- 2010: Maki Asakawa, japanische Sängerin, Songwriterin und Produzentin
- 2010: Kurt Bartsch, deutscher Lyriker, Dramatiker und Prosaautor
- 2010: Jyoti Basu, indischer Politiker
- 2010: Erich Segal, US-amerikanischer Literaturwissenschaftler, Bestseller- und Drehbuchautor
- 2011: Marie-Thérèse Ibos, französische Geigerin
- 2011: Don Kirshner, US-amerikanischer Musikverleger, Komponist und Produzent
- 2012: Phil Bosmans, belgischer Ordensgeistlicher und Autor
- 2013: Jakob Arjouni, deutscher Schriftsteller
- 2013: Louise Martini, österreichische Schauspielerin
- 2016: Gottfried Honegger, Schweizer Bildender Künstler
- 2017: Walter Lange, deutscher Uhrmacher und Unternehmer
- 2017: Daniel Vischer, Schweizer Politiker
- 2019: Lajos Papp, ungarischer Komponist und Musikpädagoge
- 2019: Horst Stern, deutscher Wissenschaftsjournalist und Schriftsteller
- 2019: Fumiko Yonezawa, japanische Physikerin (* 1938)
- 2020: John Hine, britischer Automobilrennfahrer
- 2020: Oswald Oberhuber, österreichischer Maler und Bildhauer
- 2021: Carlos Burga, peruanischer Boxer
- 2021: Muriel Grossfeld, US-amerikanische Turnerin
- 2022: Juan Caviglia, argentinischer Turner
- 2022: Yvette Mimieux, US-amerikanische Schauspielerin
- 2024: Gerd Uecker, deutscher Musiker, Librettist und Intendant
- 2025: Didier Guillaume, französischer Politiker und Staatsminister von Monaco
- 2025ː Jan Shepard, US-amerikanische Schauspielerin
- 2025ː Margarete Tröstl, österreichische Supercentenarian (1911–2025)
- 2025ː Christine Wischer, deutsche Politikerin (SPD), MdBB, Senatorin

## Feier- und Gedenktage
- Kirchliche Gedenktage
  - Hl. Antonius der Große, ägyptischer Einsiedler, Mönchsvater und Schutzpatron (anglikanisch, evangelisch, katholisch, orthodox)
- Namenstage
  - Antonius, Beatrix (katholisch)

Weitere Einträge enthält die Liste von Gedenk- und Aktionstagen.